# ブリティッシュ・エアウェイズ
ブリティッシュ・エアウェイズ（英語: British Airways）は、イギリスの航空会社。ヨーロッパでは3位、世界では9位の規模を誇る大手航空会社であり、イギリス最大の航空会社（フラッグ・キャリア）である。なお、日本では「英国航空（えいこくこうくう）」と呼ばれることもある。本項では以下、ブリティッシュ・エアウェイズを指して「BA」という表記に統一する。

## 概要
航空連合の一つであるワンワールド創立メンバーの1社である。ロンドン・ヒースロー空港をメインハブとし、2004年11月現在、世界75ヵ国、159都市に就航している。
BAは1952年に世界初のジェット旅客機であるデ・ハビランド DH.106 コメットを就航させたり、1976年にはイギリスとフランスが共同で開発した世界初の超音速旅客機・コンコルドを就航させたりするなど、最新技術を果敢に取り入れることでも知られる。
航空券の座席予約システム（CRS）は、アマデウスITグループが運営するアマデウスを利用している。

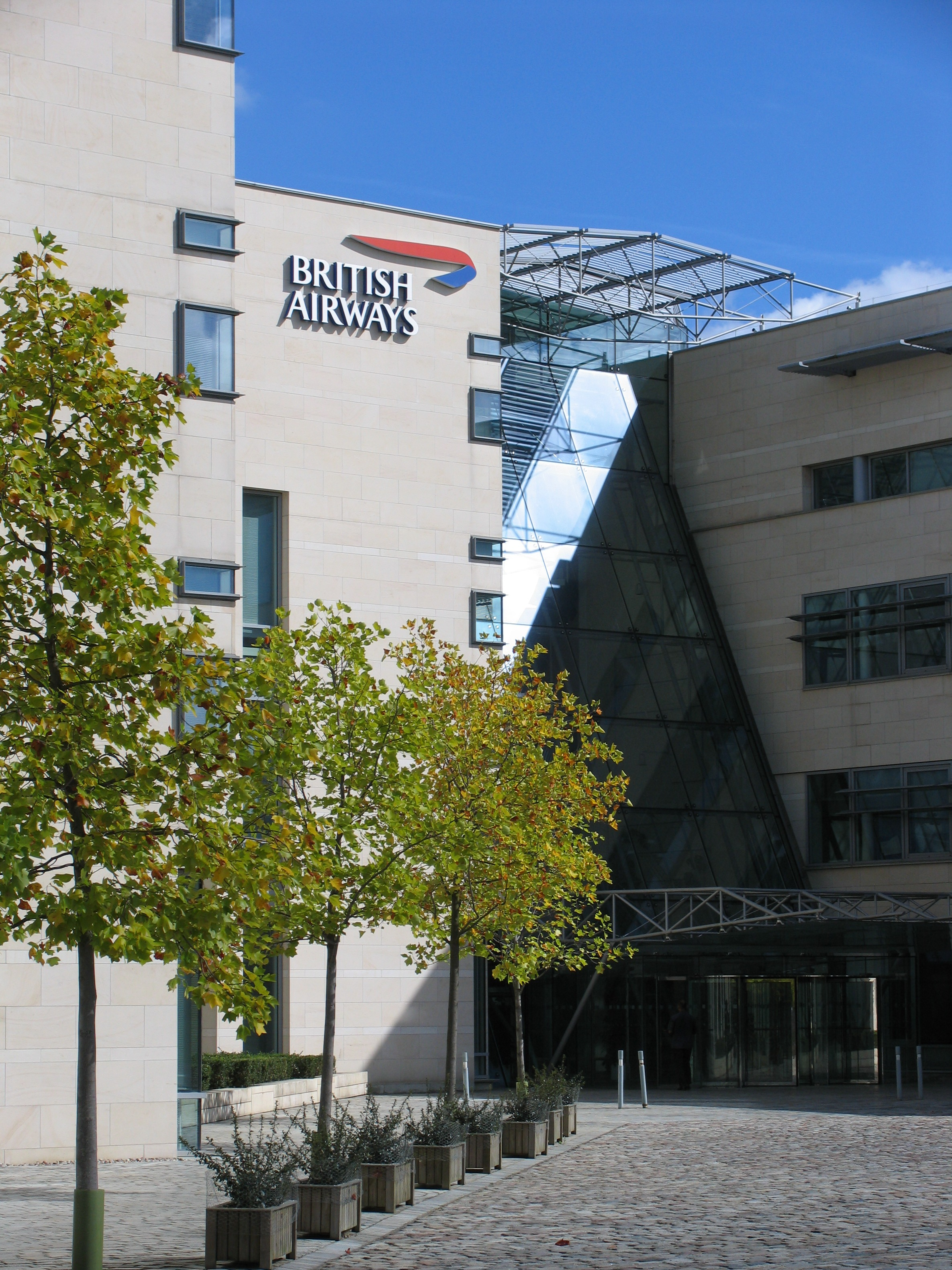
Waterside（BAの本部）
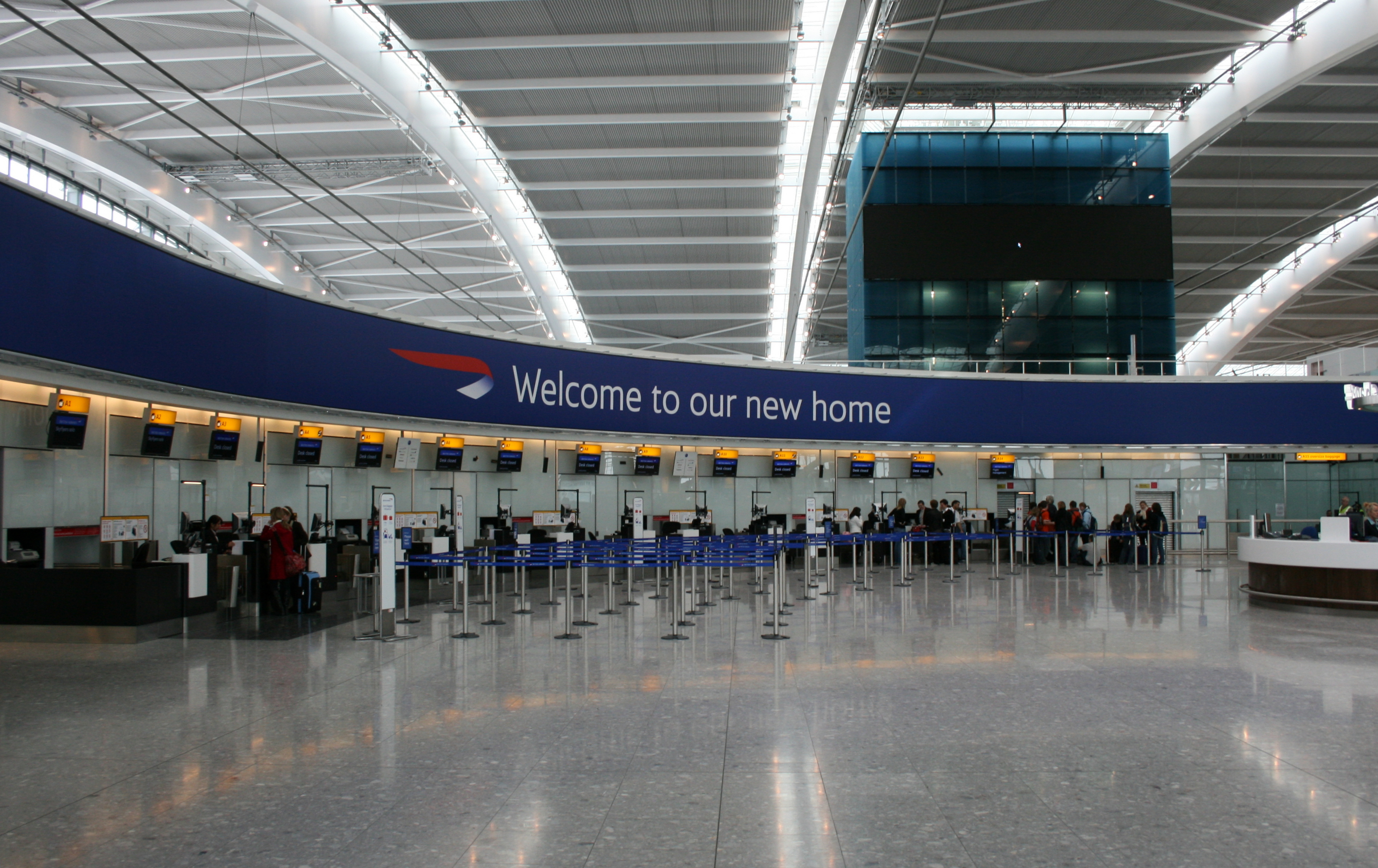
BAのチェックインカウンター
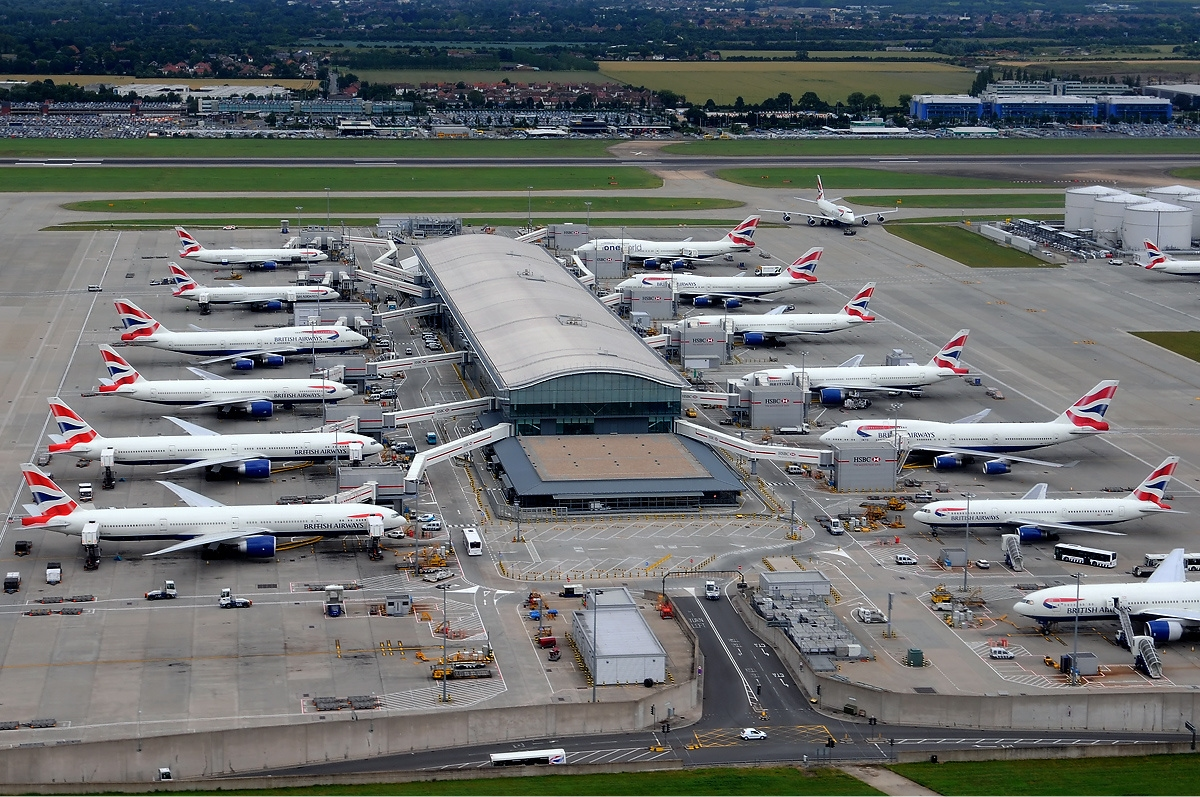
ヒースロー空港にずらりと並ぶBAの旅客機

## 名称
日本国内では、1990年代まで永らく英国航空とブリティッシュ・エアウェイズを並行で呼ばれてきた。2000年代初頭から「ブリティッシュ・エアウェイズ」の名称を使用して営業等を行っており、「英国航空」の名称は使用されていない。

## コードデータ
- IATA航空会社コード：BA
- ICAO航空会社コード：BAW
- コールサイン：SPEEDBIRD（国際線） / SHUTTLE（国内線）
  - スピードバードは、元々はインペリアル・エアウェイズのエンブレムであり、ロゴとしてもコールサインとしても、同社の前身から代々受け継がれている[注釈 1][注釈 2]。

## 歴史

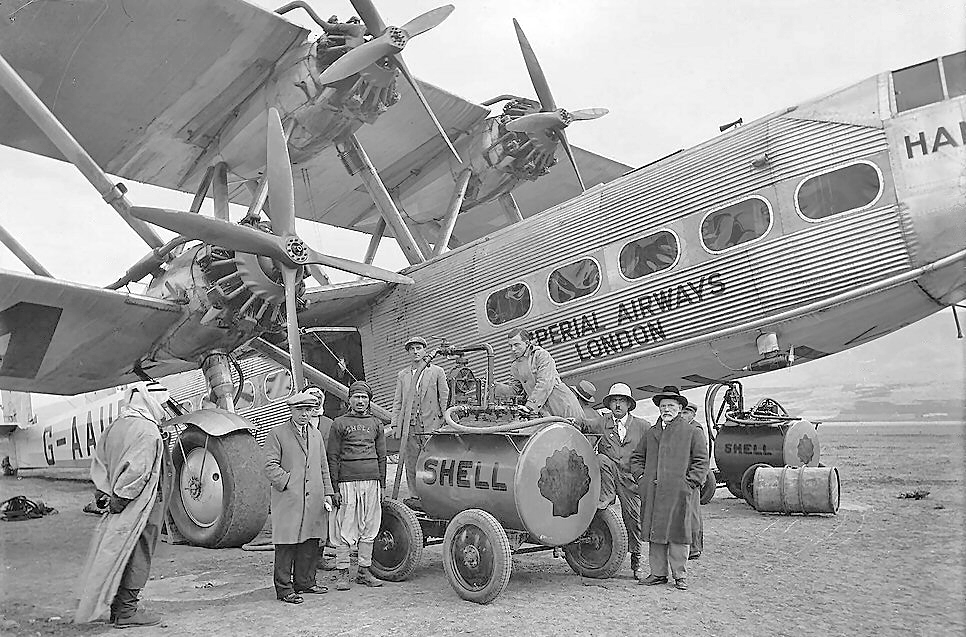
インペリアル・エアウェイズのハンドレページ H.P.42

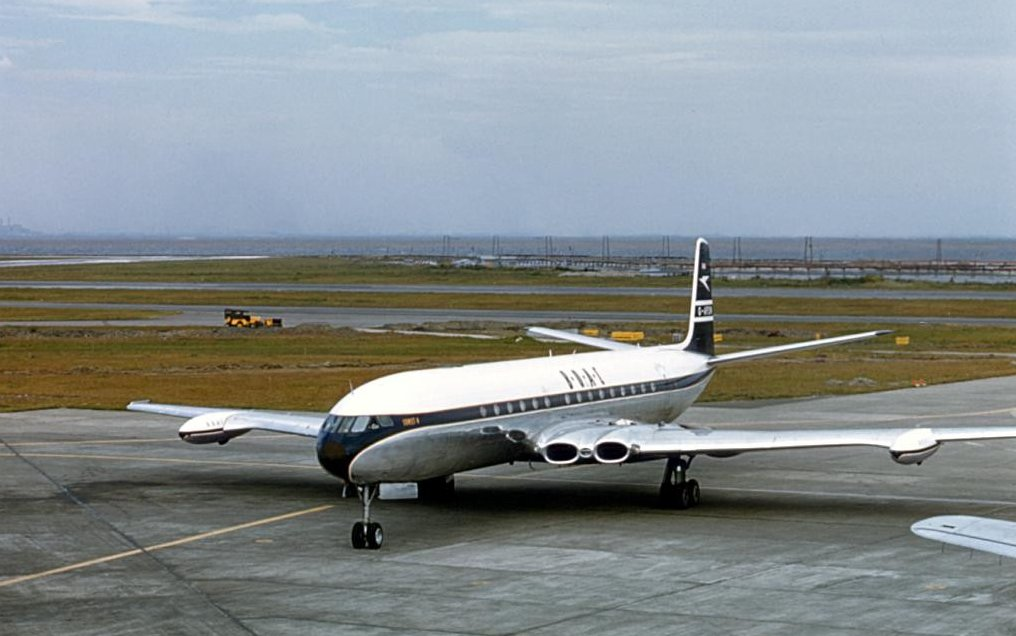
DH.106 コメット Mk.4

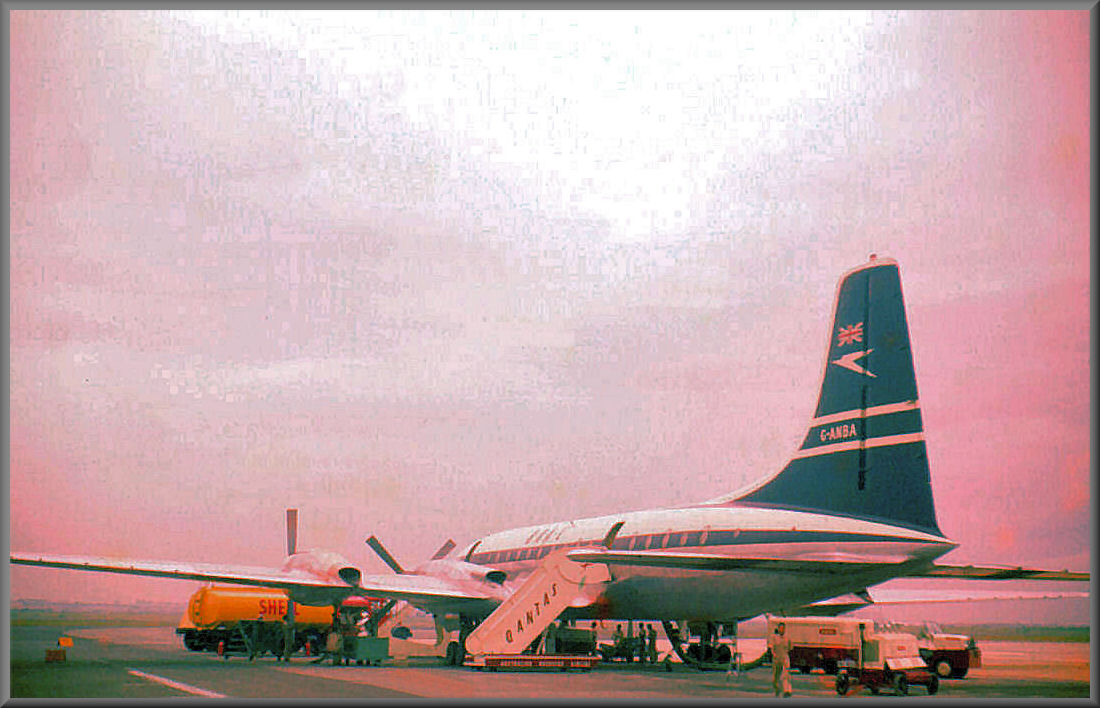
ブリストル・ブリタニア102

### 前身会社
- ブリティッシュ・エアウェイズ (1974-)
  - 英国海外航空 (1939 - 1974)
    - インペリアル・エアウェイズ (1924 - 1939)
      - ハンドリー・ページ・トランスポート（英語版） (1919-1924)
      - ダイムラー・エアウェイズ（英語版） (1921-1924)
        - エアクラフト・トランスポート・アンド・トラベル（英語版） (1916-1921)

      - インストーン・エアライン（英語版） (1919-1924)
      - ブリティッシュ・マリン・エア・ナビゲーション（英語版） (1923-1924)

    - ブリティッシュ・エアウェイズ（英語版） (1935-1939)
      - スパルタン航空（英語版） (1933-1935)
      - ユナイテッド・エアウェイズ（英語版） (1935)
      - ヒルマンズ航空（英語版） (1931-1935)

  - 英国欧州航空 (1946 - 1974)
  - ブリティッシュ・カレドニアン航空 (1970 - 1988)
    - ブリティッシュ・ユナイテッド航空（英語版） (1960-1970)
    - カレドニアン航空（英語版） (1961-1970)

### 戦前
1924年3月31日、ハンドリー・ページ・トランスポート（世界初の機内食提供）、ダイムラー・エアウェイズ（前身のエアクラフト・トランスポート・アンド・トラベルは世界初の国際定期便開設）、ブリティッシュ・マリン航空、インストーン・エアラインの合計4社が合併してインペリアル・エアウェイズとなった。当時はクロイドン空港を拠点としており、そこからヨーロッパ、アフリカ、中東、インドへと路線を拡充した。1930年代初頭、ハンドレページ H.P.42を導入、主力の機材となった。
1935年、個人経営の航空会社4つが合併し、ブリティッシュ・エアウェイズとなった（現在のBAと同じ社名であるが全く別の会社である）。
そして1939年、第二次世界大戦が始まると、インペリアル・エアウェイズとブリティッシュ・エアウェイズは政府に買収され、国営の英国海外航空（BOAC、British Overseas Airways Corporation）が誕生することとなった。戦時中は、英国空軍の指揮命令系統下にあった。

### 戦後
1946年に国内線と欧州域内の国際線を担当する英国欧州航空（BEA、British European Airways）を分離し、英国海外航空は長距離国際線を運航する会社となった。
1952年には英国海外航空は世界初となるジェット機デ・ハビランド DH.106 コメットを就航させた。いっぽうの英国欧州航空はビッカース バイカウントを導入し、イギリス国内線やヨーロッパ路線で就航させた。そして、1955年にはロンドン・ヒースロー空港内にターミナル1が開業し、クロイドン空港は1959年に閉鎖され、英国海外航空と英国欧州航空の拠点としてスタートした。
英国海外航空はボーイング707とビッカース VC-10を導入した。英国欧州航空はホーカー・シドレー トライデントを導入した。両社とも運航路線を拡充した。1965年には英国欧州航空は世界初の空中での自動化操縦に成功した。1971年にボーイング747の導入を開始した。

### ブリティッシュ・エアウェイズ誕生

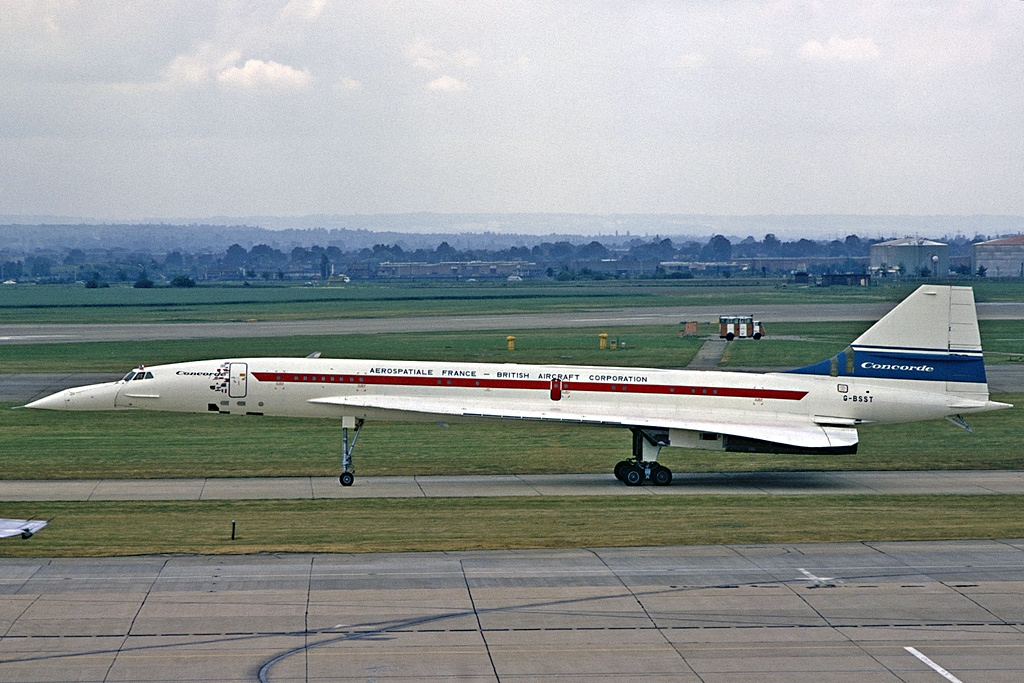
コンコルド

1974年に英国海外航空と英国欧州航空が合併し、現在の社名となった。
1976年にコンコルドが就航し、ロンドン・ヒースロー空港-ジョン・F・ケネディ国際空港で運航を開始することになった。他にも東京、シドニーなどいくつか就航地候補はあったが、騒音や収益性の問題があり実現しなかった。

### 民営化
1979年、首相のマーガレット・サッチャーが民営化計画を発表した。1981年にはロード・キングが総裁に就任。民営化の準備として赤字体質の改善に取り組んだ。1983年、ロード・キングはコリン・マーシャルを最高経営責任者に迎え入れた。同社は「世界で最も気に入られる航空会社」をモットーに掲げ、徹底的に無駄を排除した。
1986年、かつて年間40-45%だった搭乗率が65%に上がり、過去最高の連結売上を計上した。ロンドン・ヒースロー空港にターミナル4が開業し、コンコルド用の搭乗口が設置された。コンコルドをビジネスクラスだけに改良した。
1987年2月、同社はロンドン証券取引所に上場した。初回の公募は大好評だった。同年7月イギリス国内第2位の規模であったブリティッシュ・カレドニアン航空を吸収合併したが、組織が一つにまとまらず、チャーター便部門のブリティシュエアツアーズが社名変更され、カレドニアン航空に分社した。
民営化以降、ヴァージン・アトランティック航空が台頭し強力なライバルとなった。BAは“dirty tricks”という妨害工作を展開したが、失敗に終わった。なお創業者のリチャード・ブランソンの母親は1946年に英国海外航空から分離し、南アメリカとカリブ海域路線を担当していたブリティッシュ・サウスアメリカン航空（BSAA）の元客室乗務員だった。

### 近年
- 1997年 - 現在のロゴに変更。

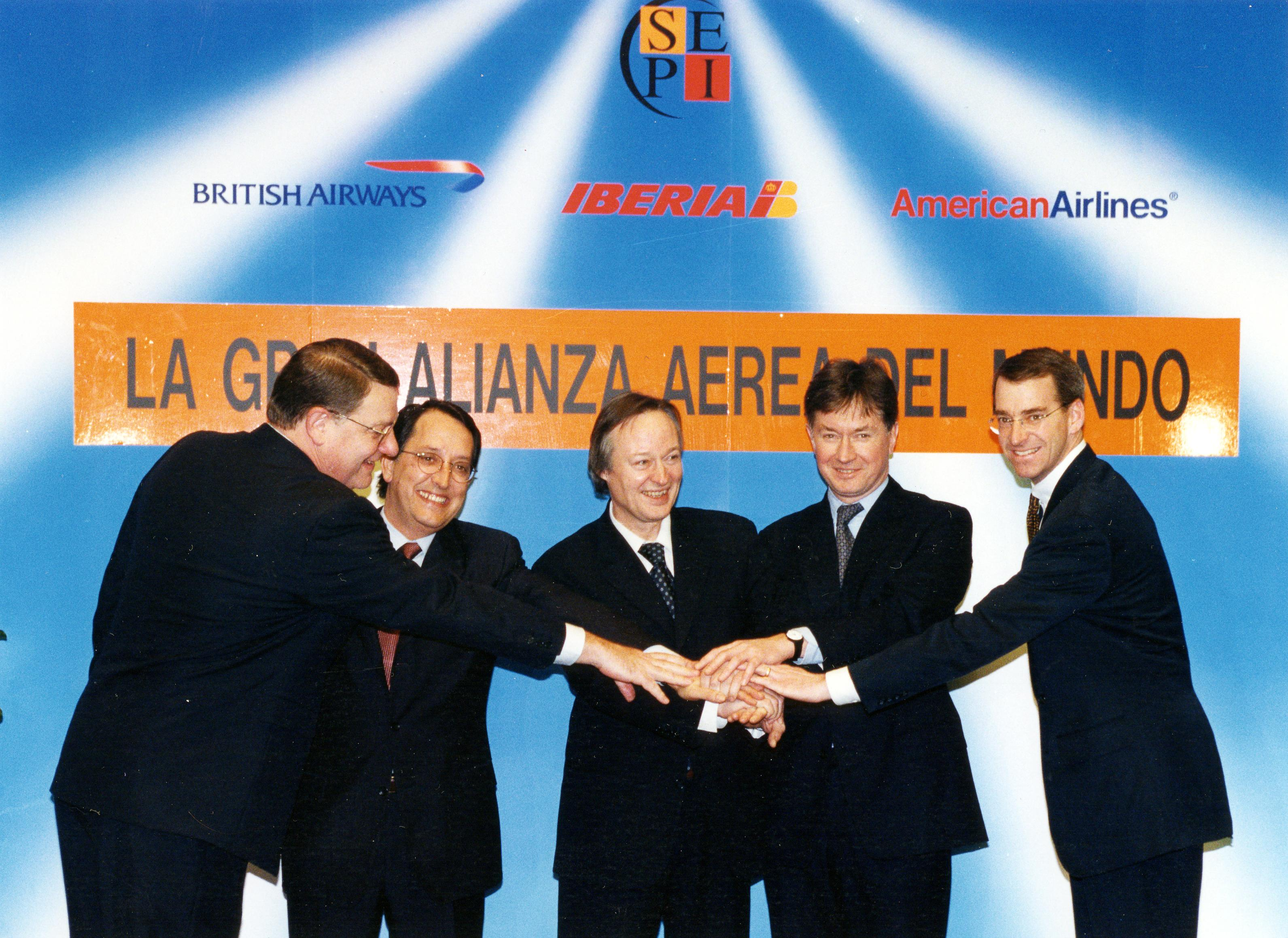
イベリア航空とアメリカン航空とのワンワールド設立調印式にて (1999年)

- 1998年 - ワンワールドの創立メンバーの一つになる。
- 2003年 - コンコルドが全機退役した。
- 2008年 - ロンドン・ヒースロー空港にターミナル5がオープン、ブリティッシュ・エアウェイズ専用ターミナルとなった。
- 2009年11月 - イベリア航空との統合で基本合意。
- 2011年1月 - BAとイベリア航空の両者が共同で持株会社「インターナショナル・エアラインズ・グループ」を設立し、経営統合した。

## 機材

### リスト
| 機種                | 保有数 | 発注数 | 座席数 | 座席数 | 座席数 | 座席数 | 座席数 | 備考                               |
| 機種                | 保有数 | 発注数 | F      | J      | W      | Y      | 合計   | 備考                               |
| ------------------- | ------ | ------ | ------ | ------ | ------ | ------ | ------ | ---------------------------------- |
| エアバスA319-100    | 26     | -      | -      | -      | -      | 143    | 143    |                                    |
| エアバスA320-200    | 63     | -      | -      | -      | -      | 180    | 180    | 一部はBAユーロフライヤーによる運航 |
| エアバスA320neo     | 30     | 7      | -      | -      | -      | 180    | 180    |                                    |
| エアバスA321-200    | 11     | -      | -      | -      | -      | 218    | 218    | BAユーロフライヤーによる運航       |
| エアバスA321neo     | 16     | 6      | -      | -      | -      | 220    | 220    |                                    |
| エアバスA350-1000   | 18     | 6      | -      | 56     | 56     | 219    | 331    | 12機のオプション付き               |
| エアバスA380-800    | 12     | -      | 14     | 97     | 55     | 303    | 469    |                                    |
| ボーイング777-200ER | 43     | -      | 8      | 49     | 40     | 138    | 235    |                                    |
| ボーイング777-200ER | 43     | -      | -      | 48     | 40     | 184    | 272    |                                    |
| ボーイング777-200ER | 43     | -      | -      | 32     | 48     | 252    | 332    |                                    |
| ボーイング777-200ER | 43     | -      | -      | 32     | 52     | 252    | 336    |                                    |
| ボーイング777-300ER | 16     | -      | 8      | 76     | 40     | 132    | 256    |                                    |
| ボーイング777-9     | -      | 24     | 8      | 65     | 46     | 206    | 325    | 18機のオプション付き               |
| ボーイング787-8     | 12     | -      | -      | 35     | 25     | 154    | 214    |                                    |
| ボーイング787-8     | 12     | -      | -      | 31     | 37     | 136    | 204    |                                    |
| ボーイング787-9     | 18     | -      | 8      | 42     | 39     | 127    | 216    |                                    |
| ボーイング787-10    | 11     | 39     | 8      | 48     | 35     | 165    | 256    | 10機のオプション付き               |
| エンブラエル E190   | 20     | -      | -      | -      | -      | 102    | 102    | BAシティフライヤーによる運航       |
| 計                  | 295    | 82     |        |        |        |        |        |                                    |

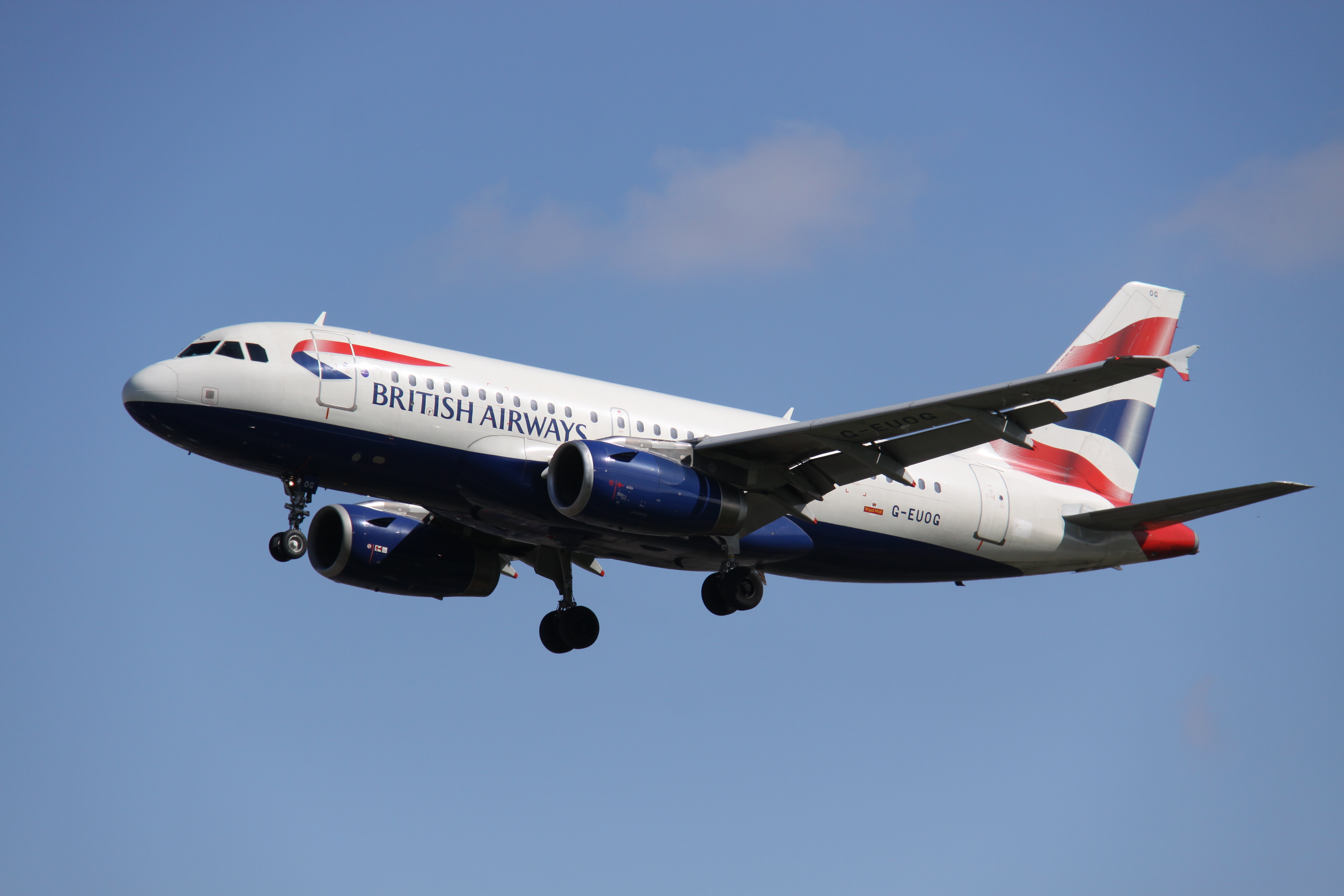
エアバスA319-100
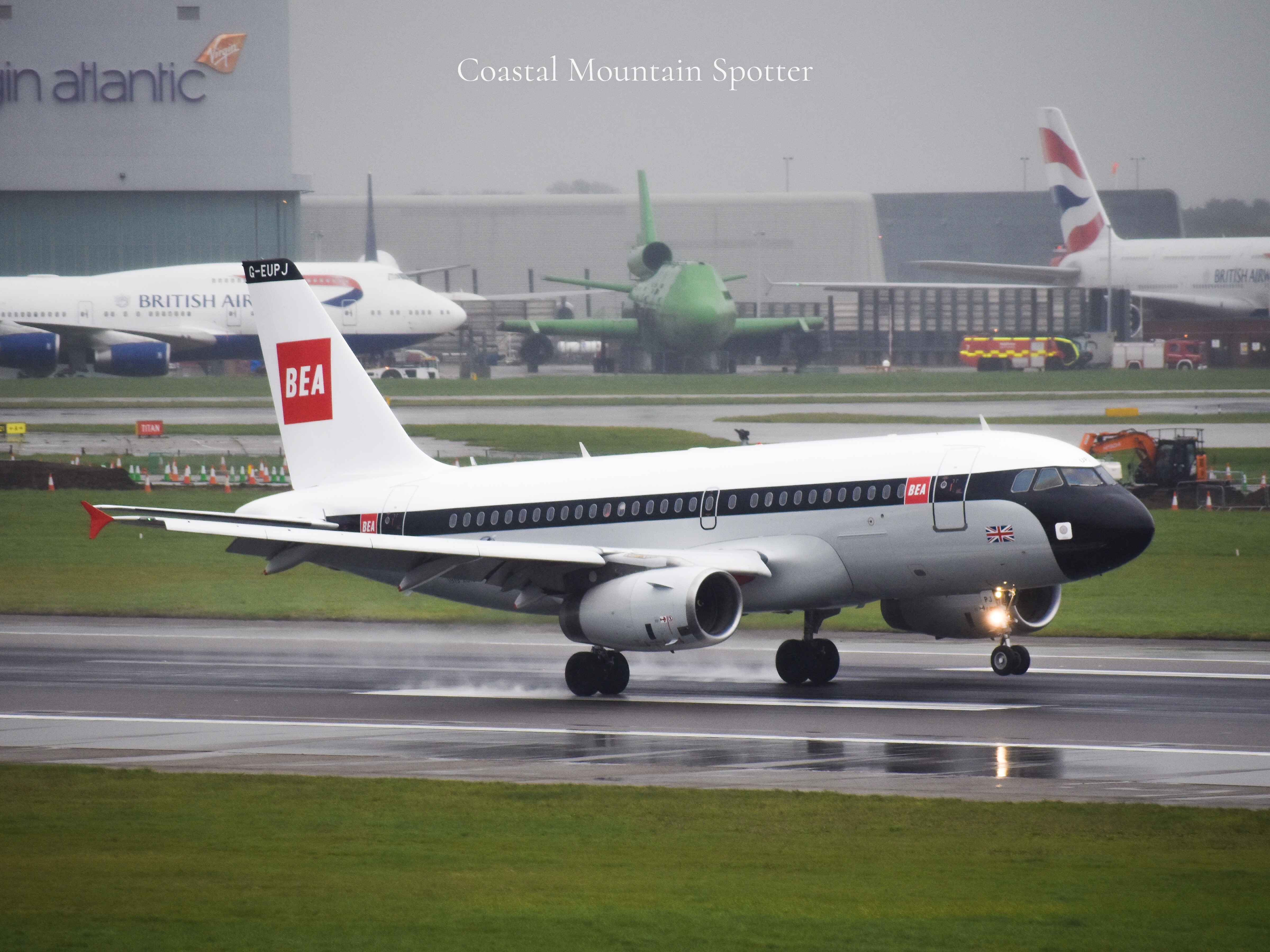
エアバスA319-100（100周年記念 - BEAレトロ塗装）
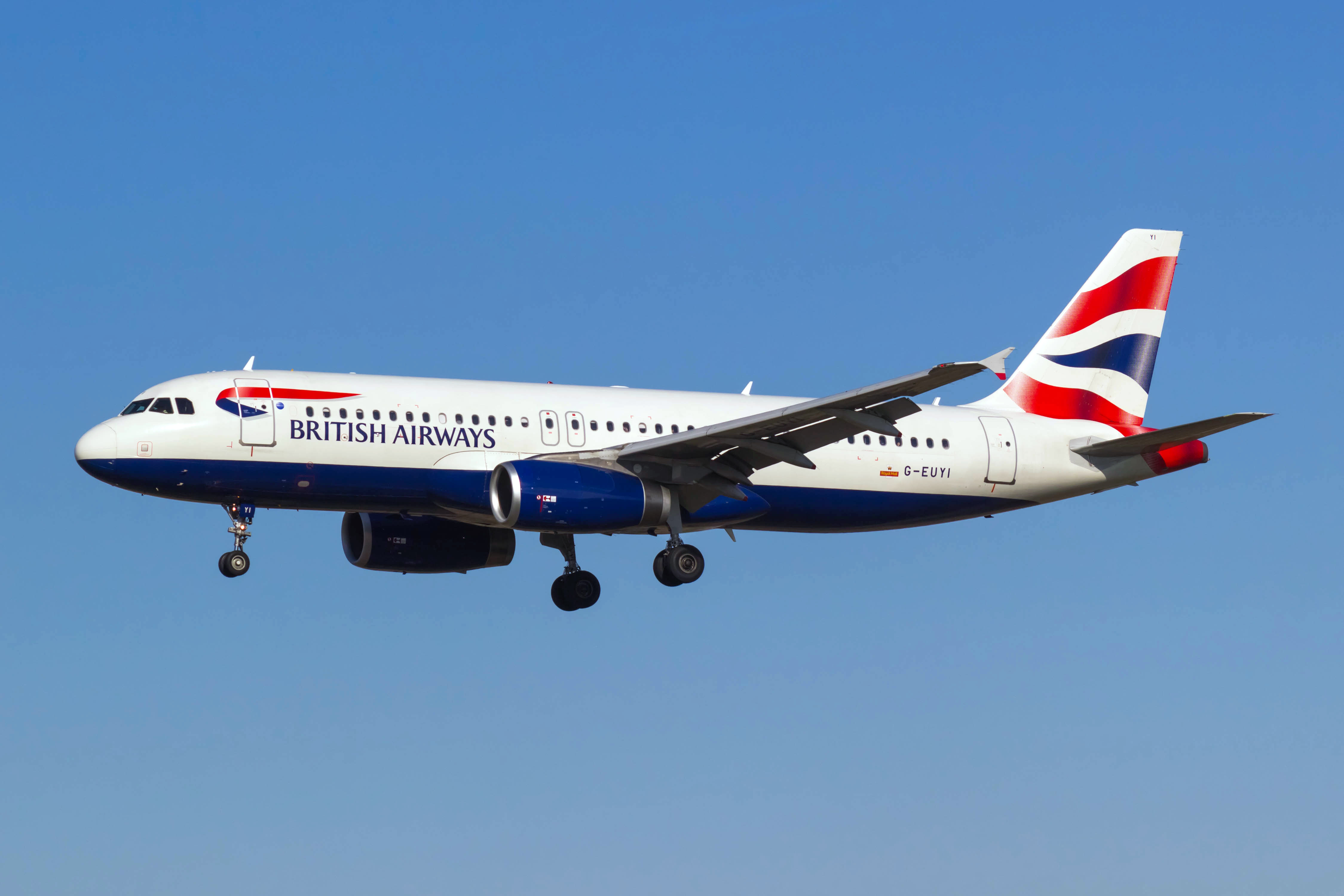
エアバスA320-200
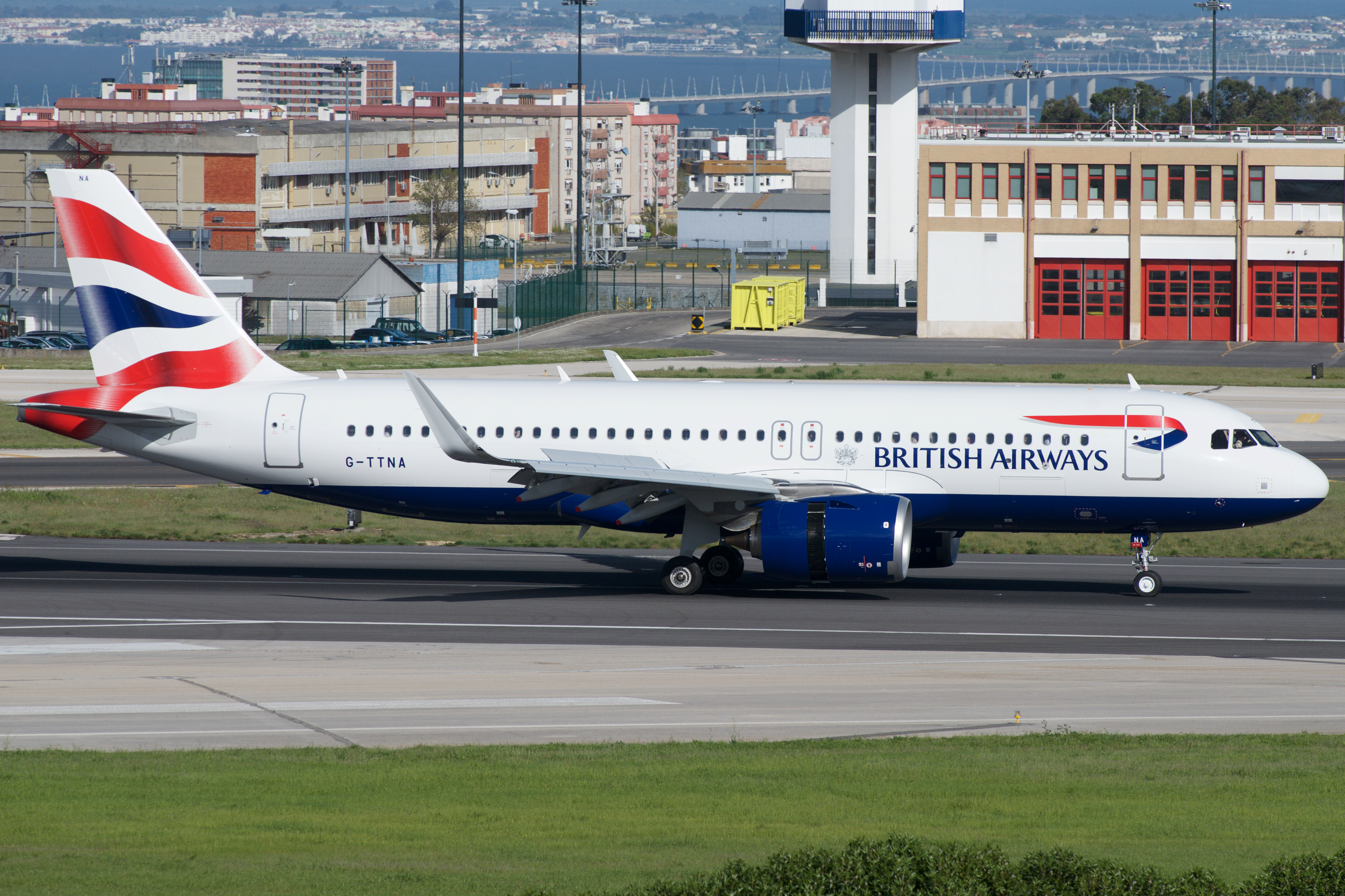
エアバスA320neo
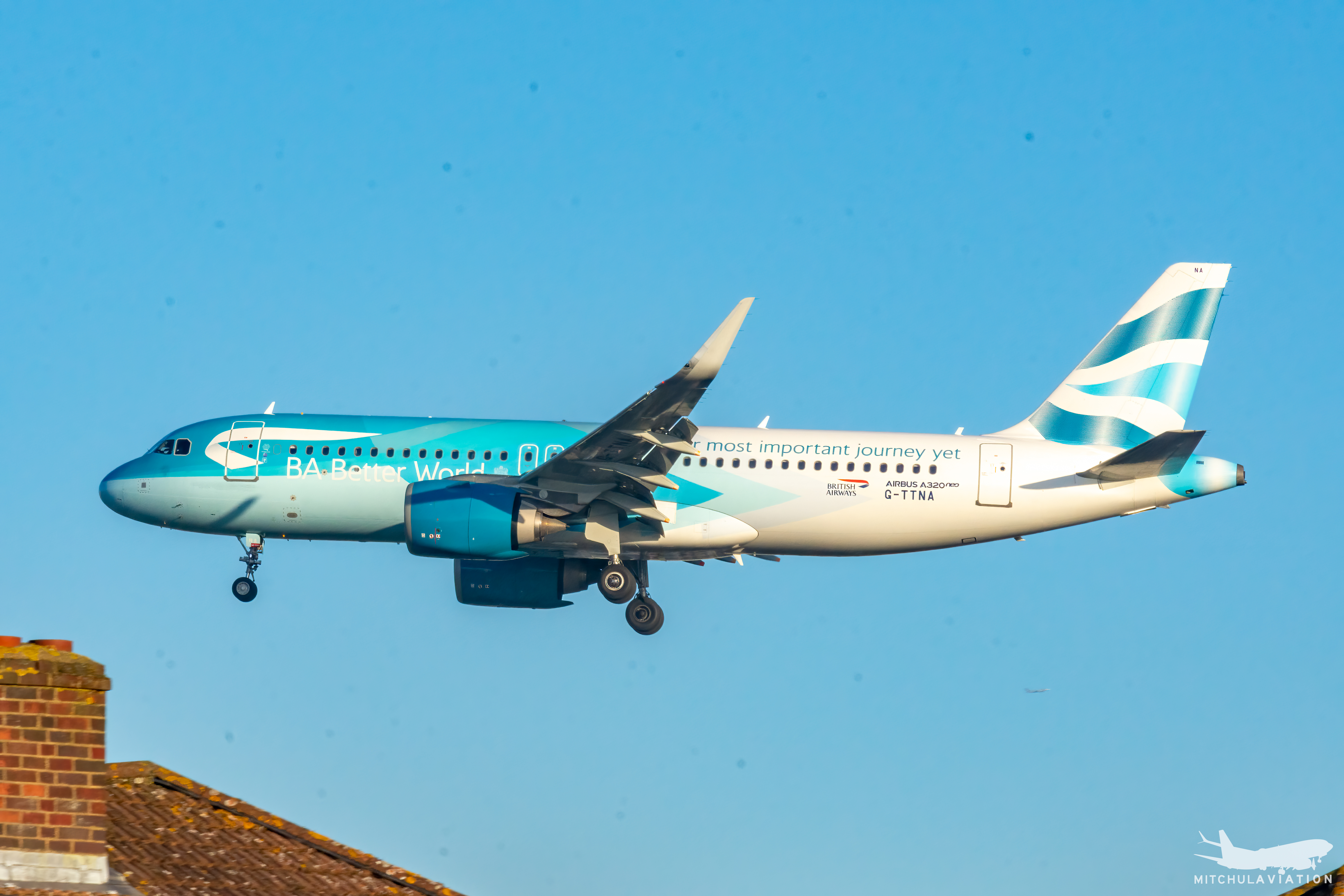
エアバスA320neo（"BA Better World"特別塗装）
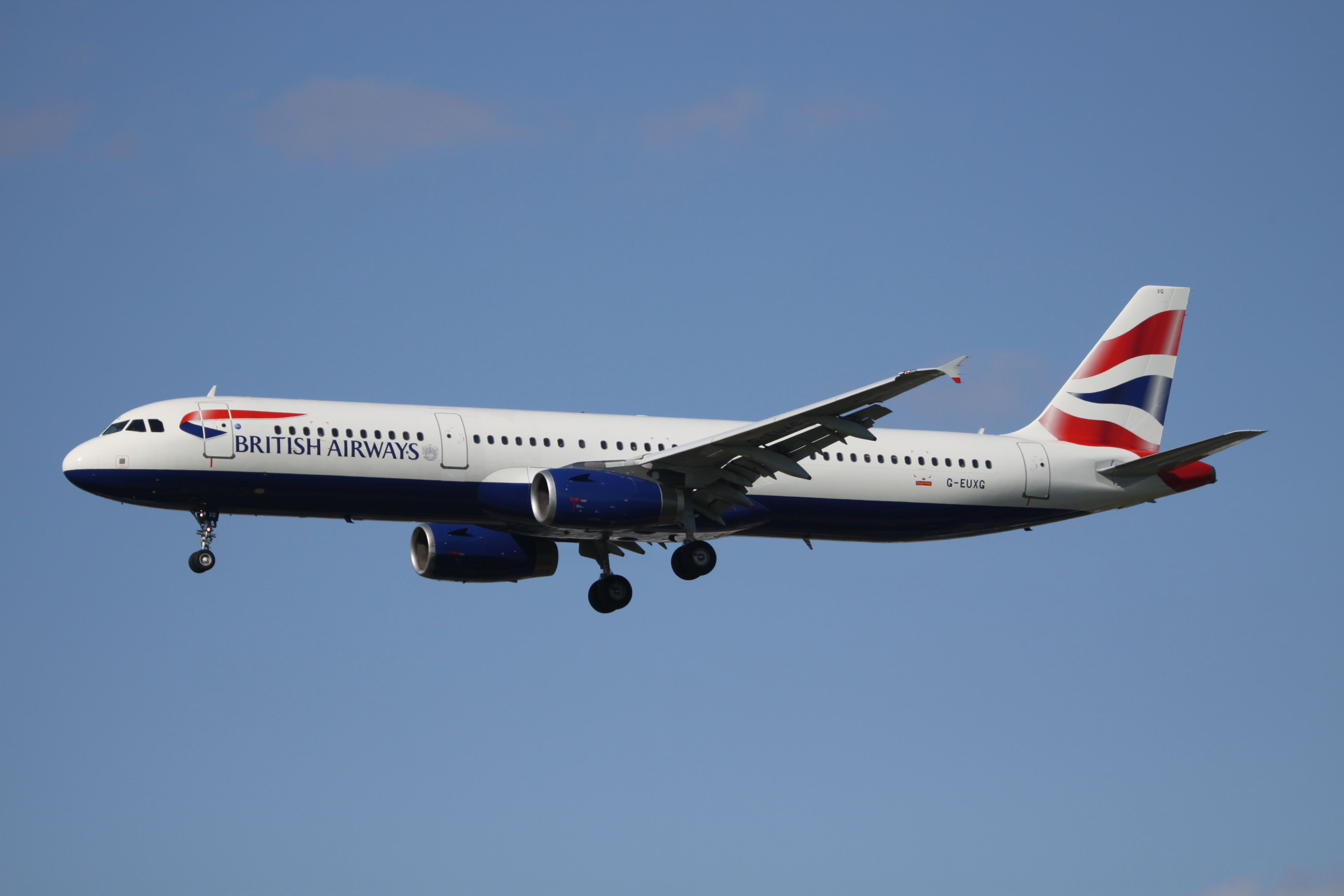
エアバスA321-200
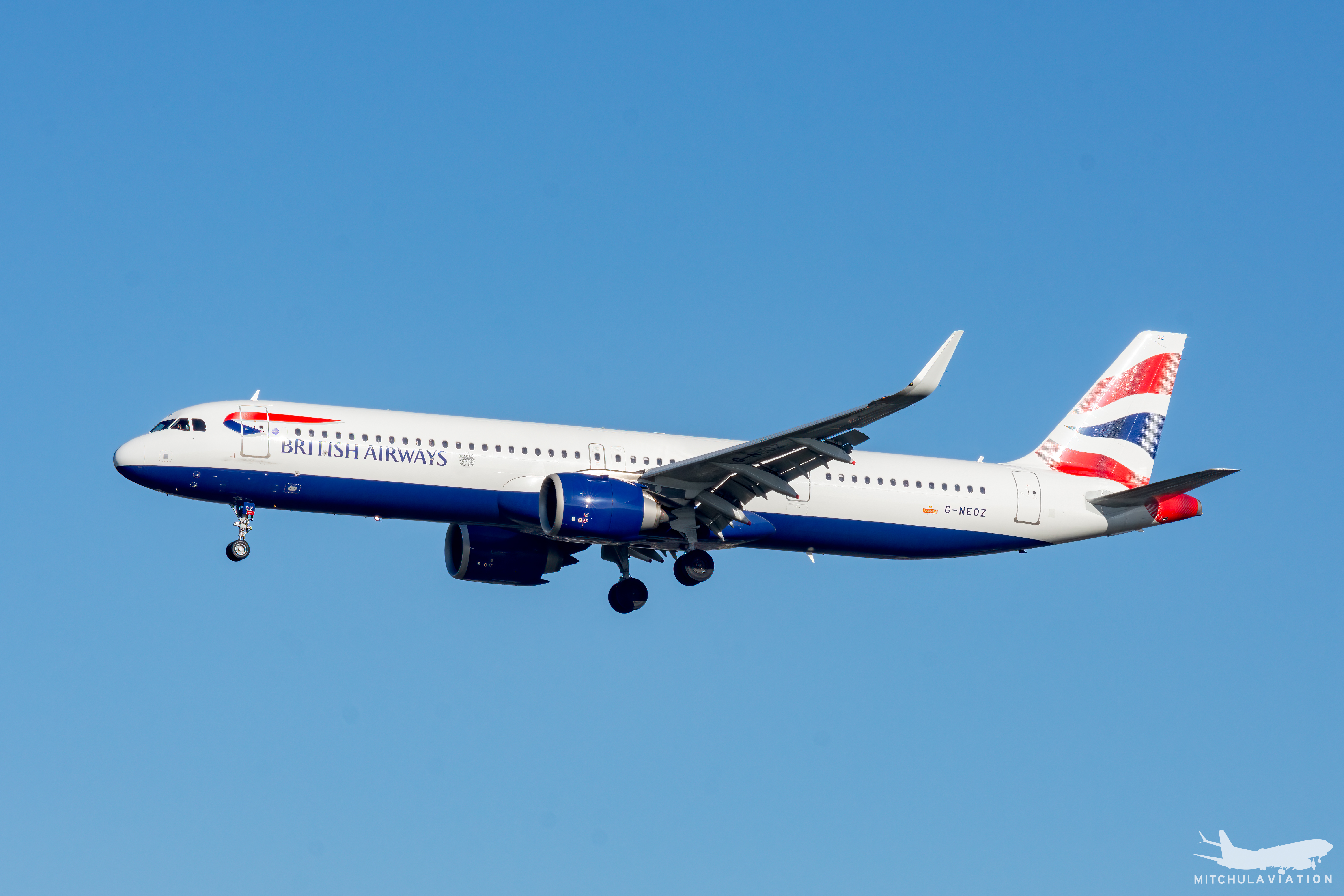
エアバスA321neo
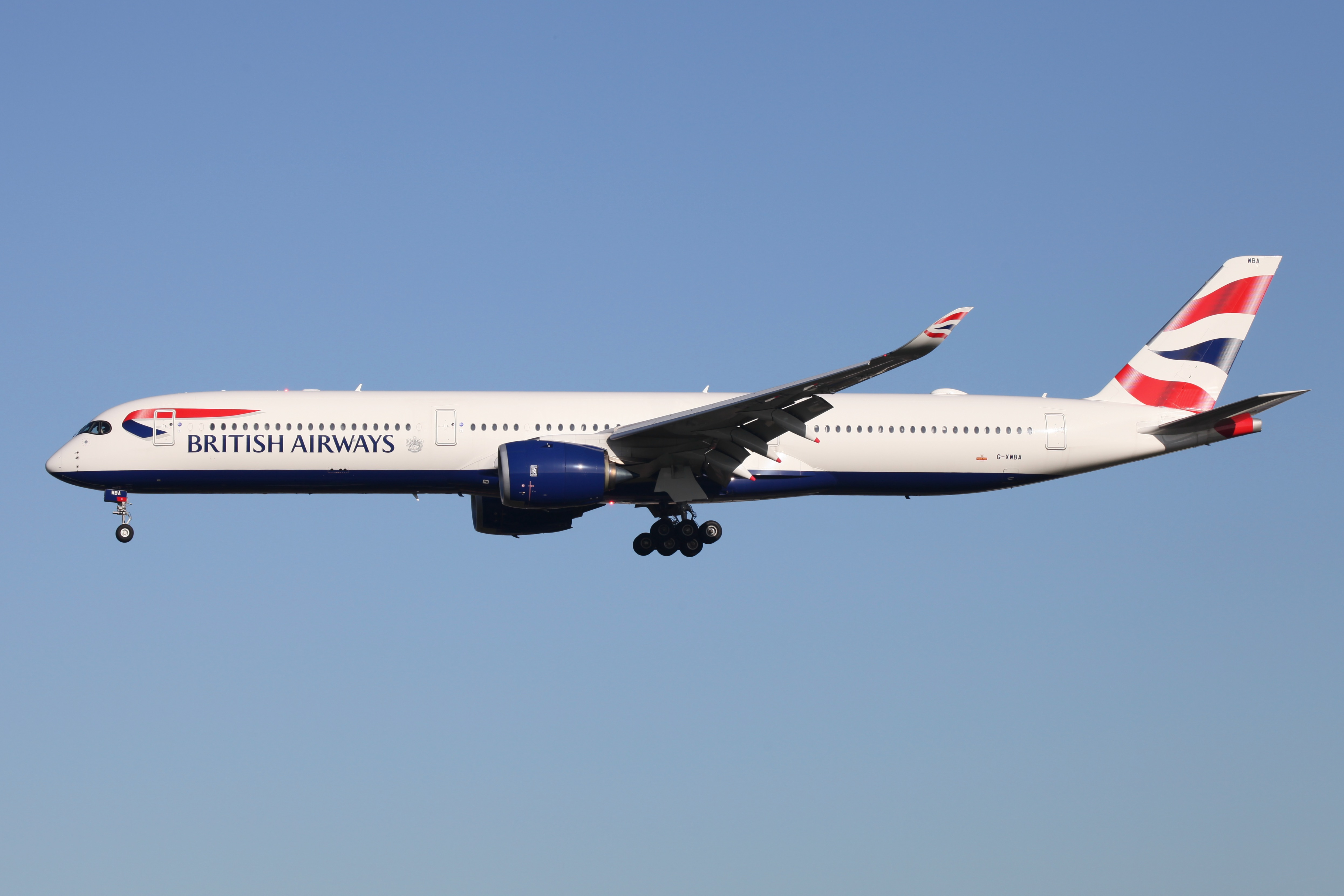
エアバスA350-1000
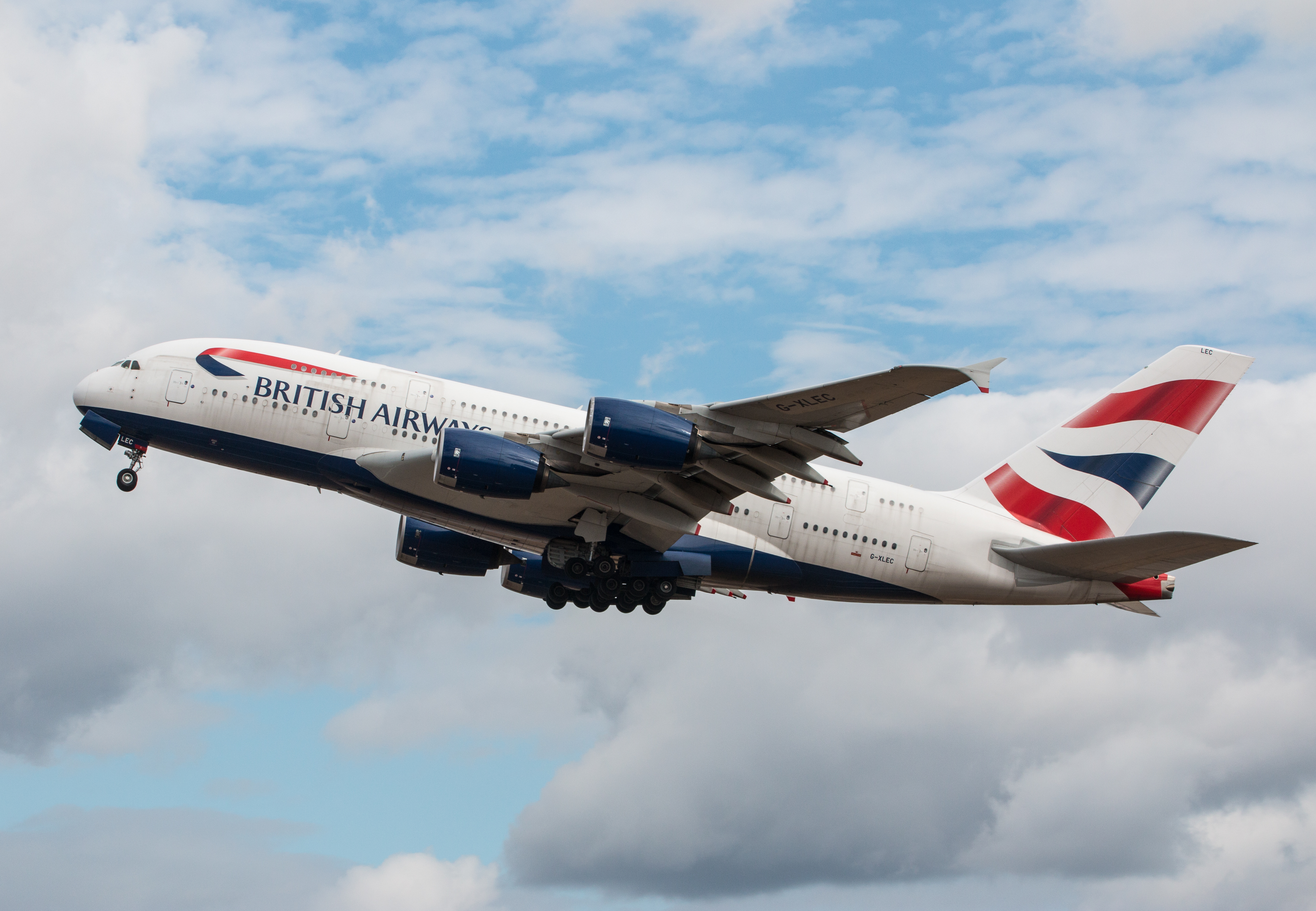
エアバスA380-800
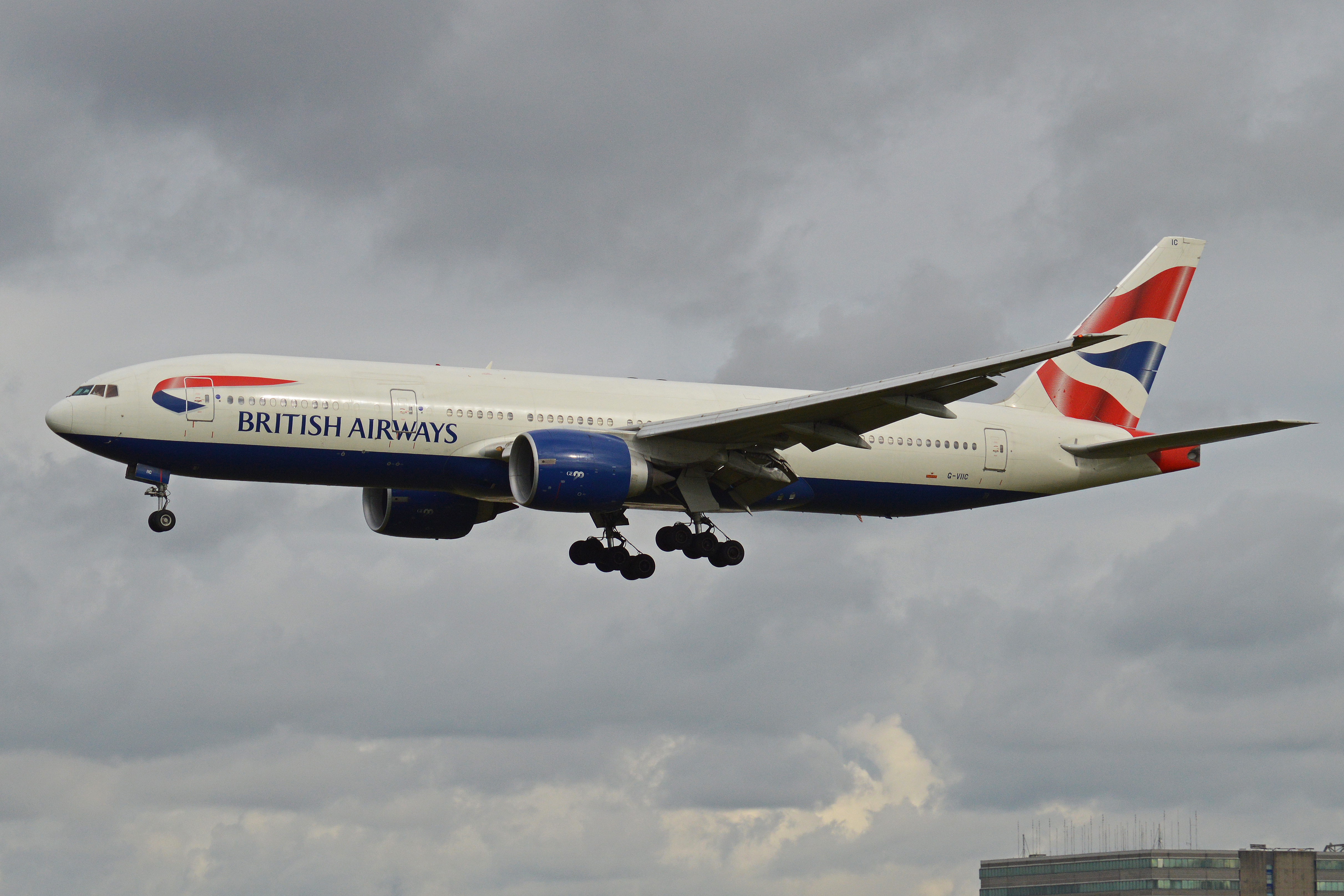
ボーイング777-200ER
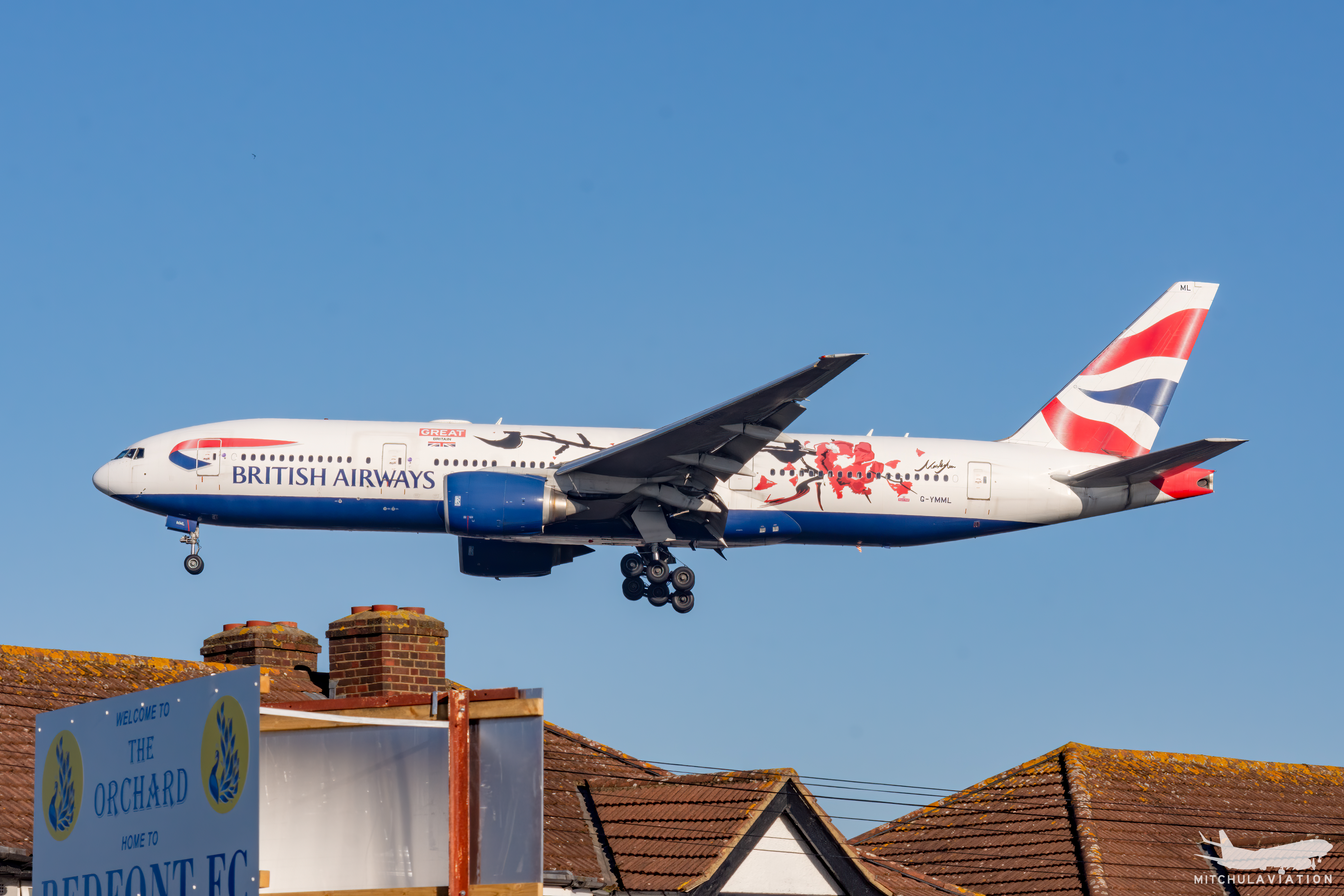
ボーイング777-200ER（"GREAT Festival of Creativity"特別塗装）
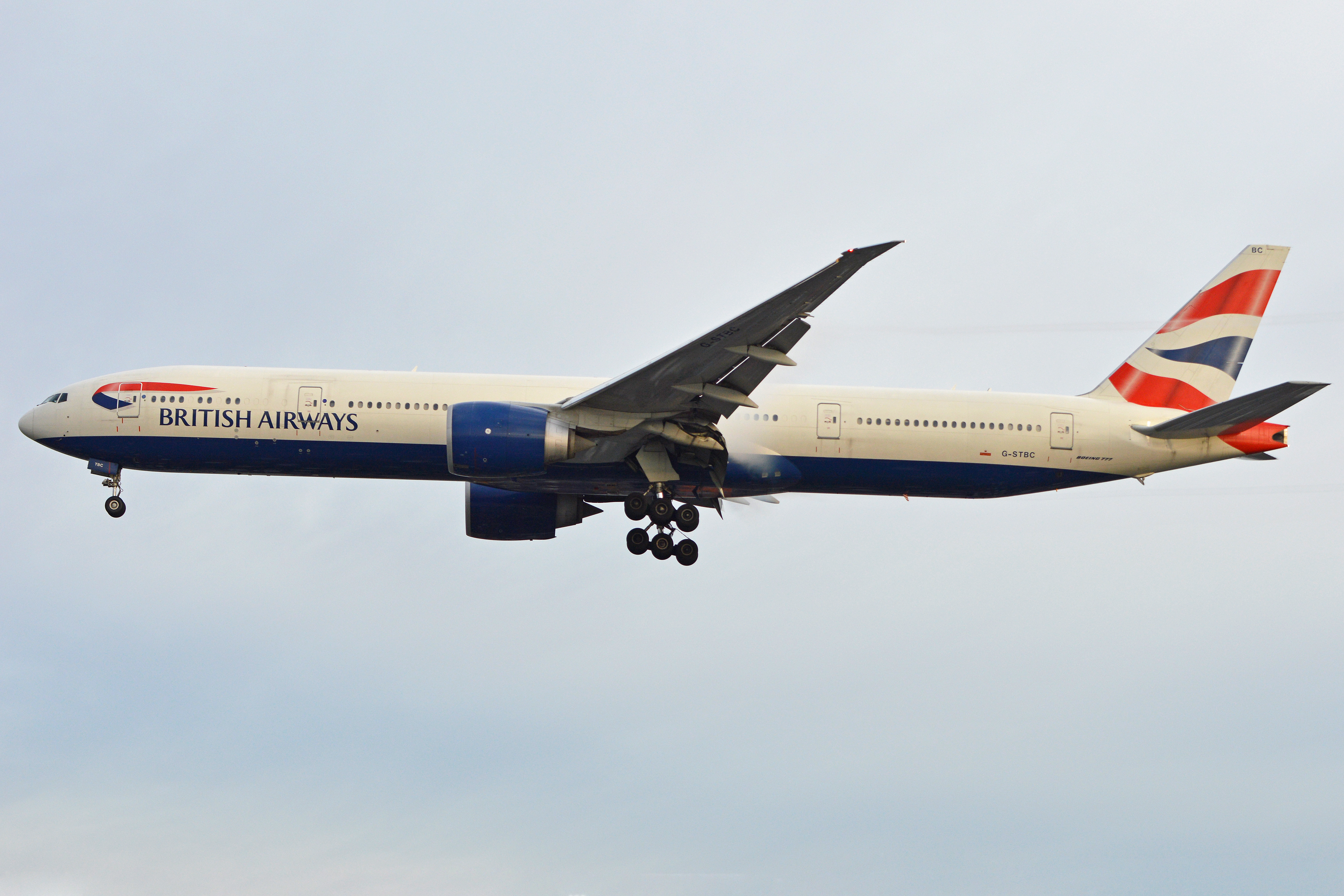
ボーイング777-300ER
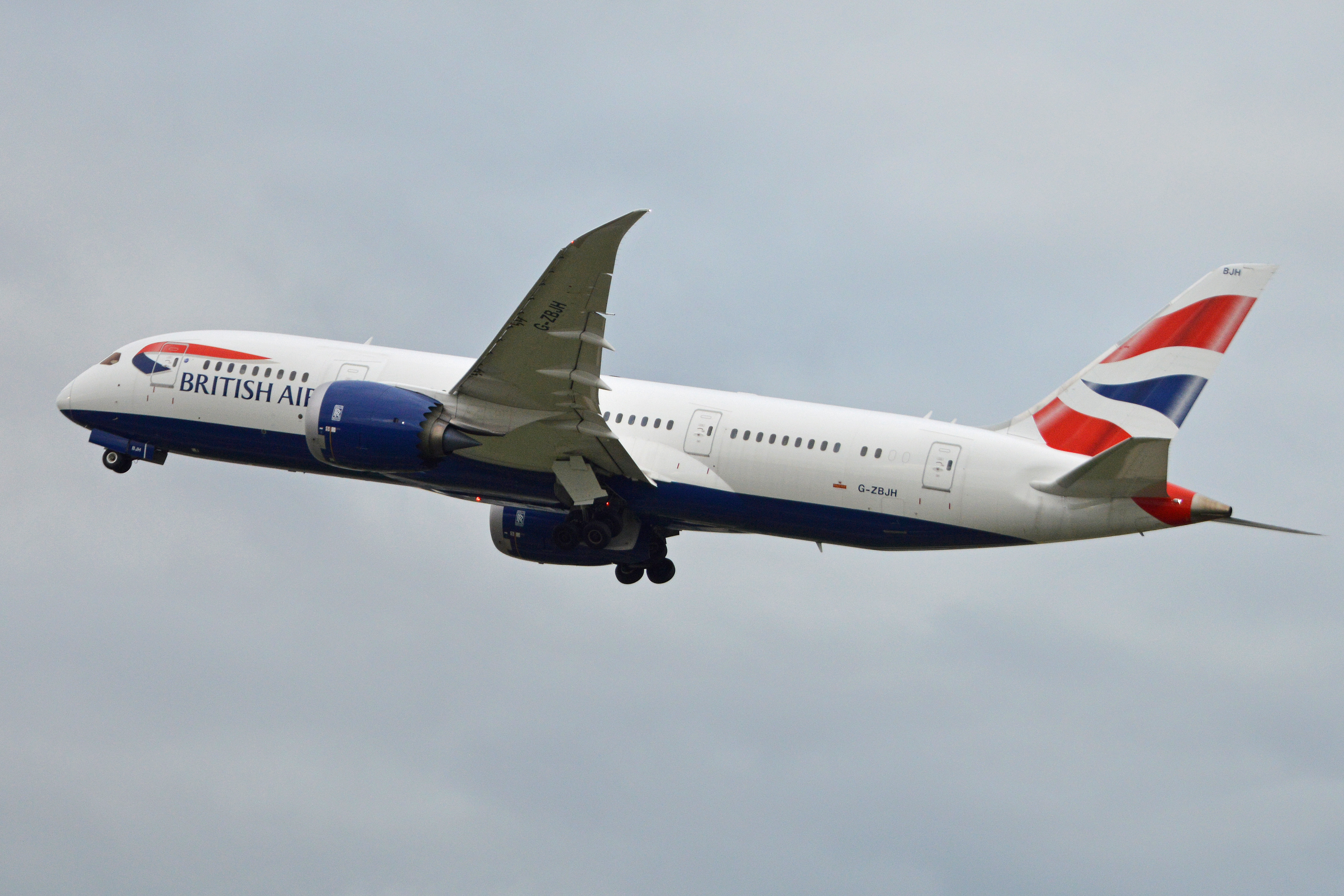
ボーイング787-8
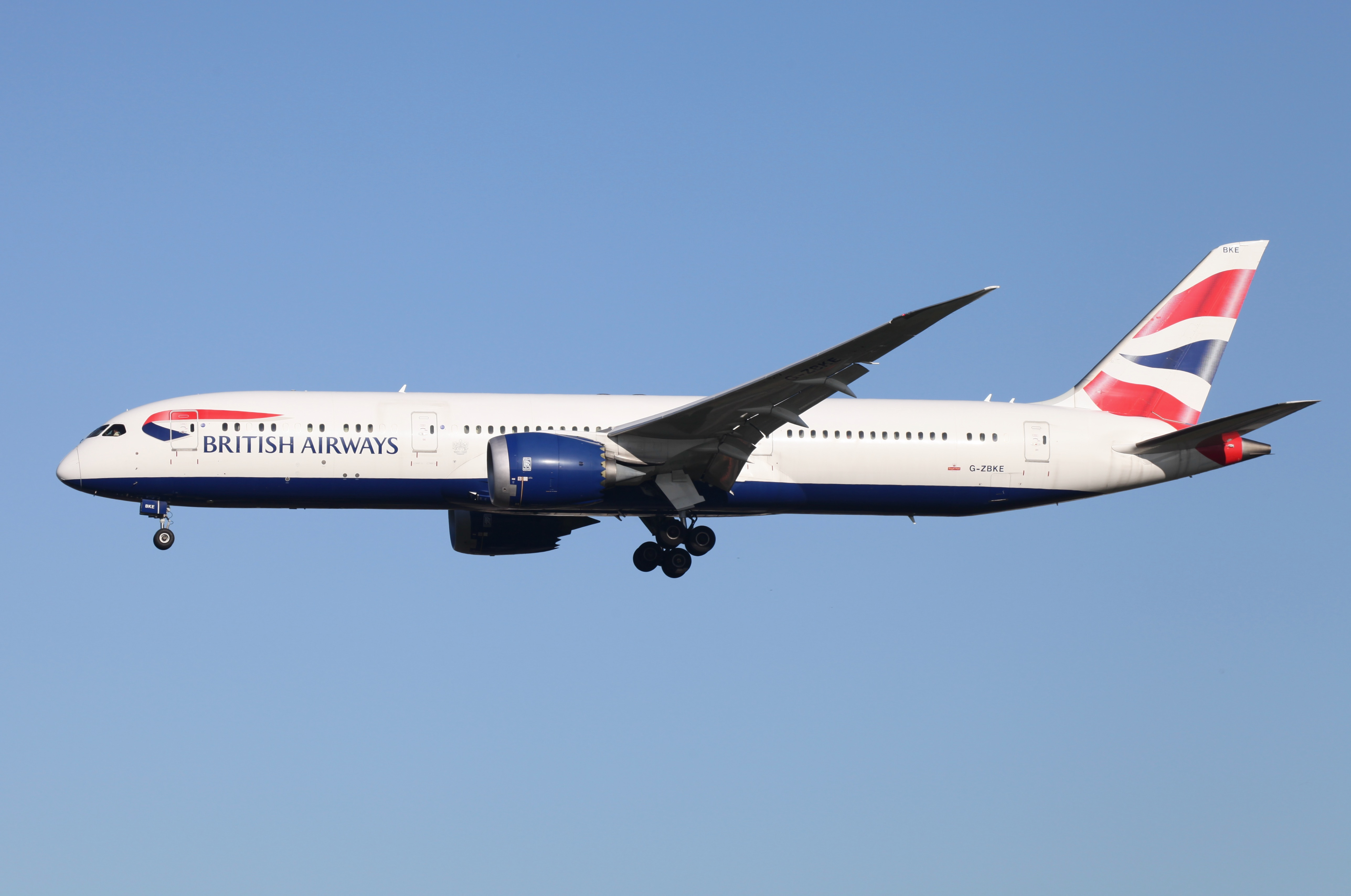
ボーイング787-9
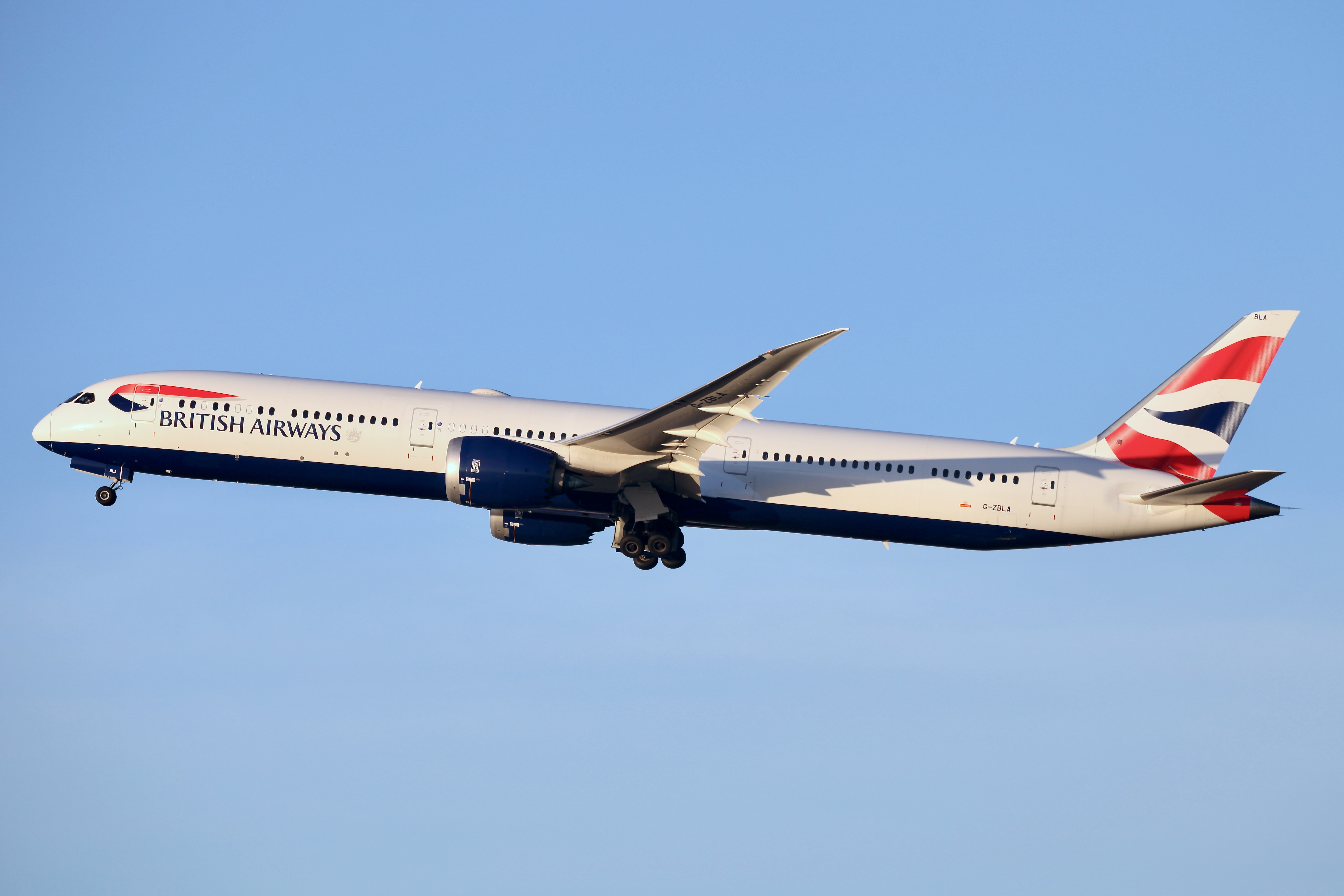
ボーイング787-10

### 退役機材
- コンコルド（※ヒースロー空港にて保存）
- エアバスA318-100
- エアバスA320-100
- BAC 1-11-400/500
- BAe 146-200/300
- BAe ATP
- ボーイング707-320/420
- ボーイング737-200
- ボーイング737-300/400/500
- ボーイング747-100/200
- ボーイング747-400
- ボーイング757-200
- ボーイング767-300ER
- ボーイング777-200
- ドルニエ Do-328JET
- ホーカー・シドレー HS.748
- ホーカー・シドレー トライデント
- ロッキード L-1011-1/200/500 トライスター
- マクドネル・ダグラス DC-10
- ビッカース VC10/スーパーVC10
- ビッカース ヴァンガード
- ビッカース バイカウント

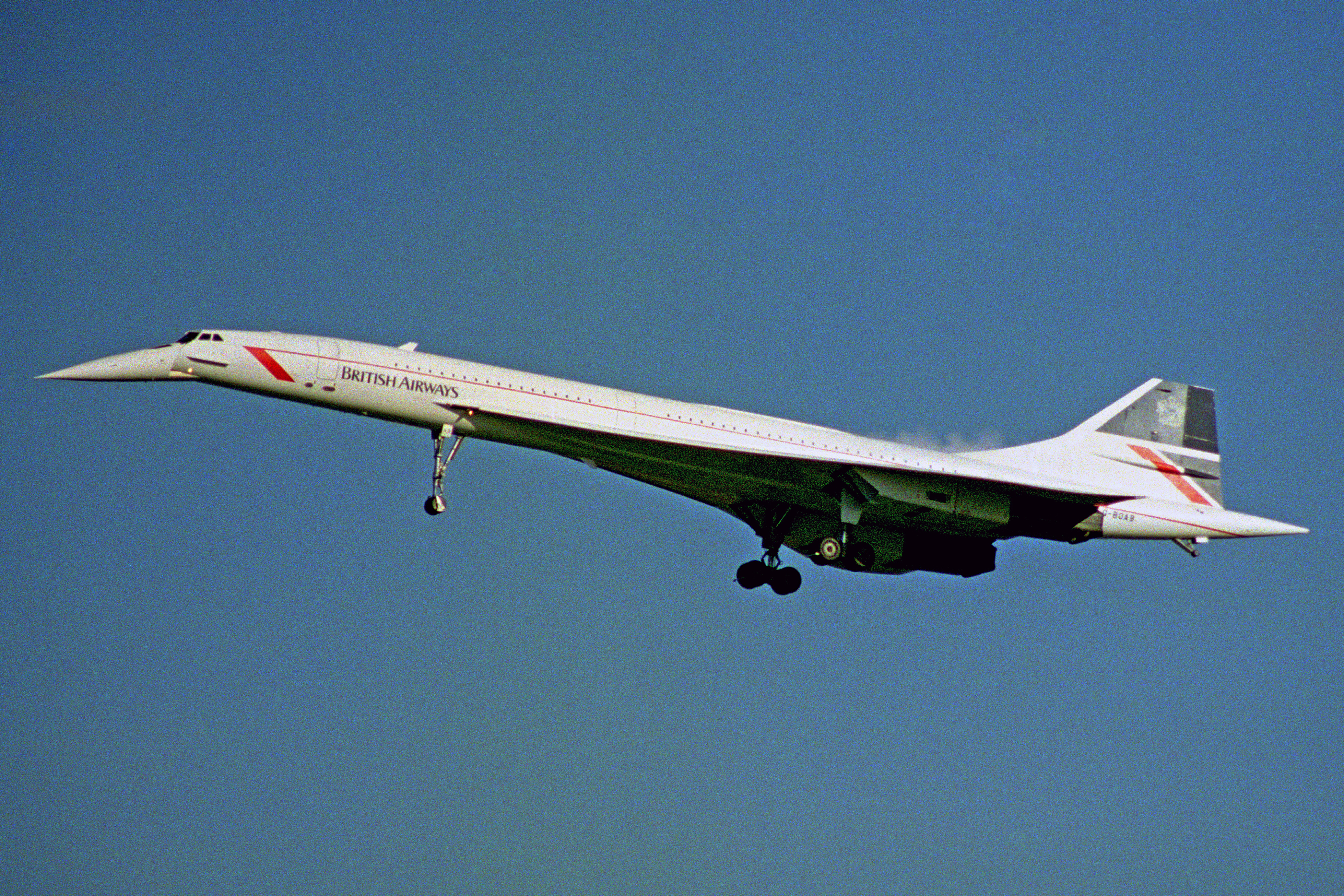
コンコルド
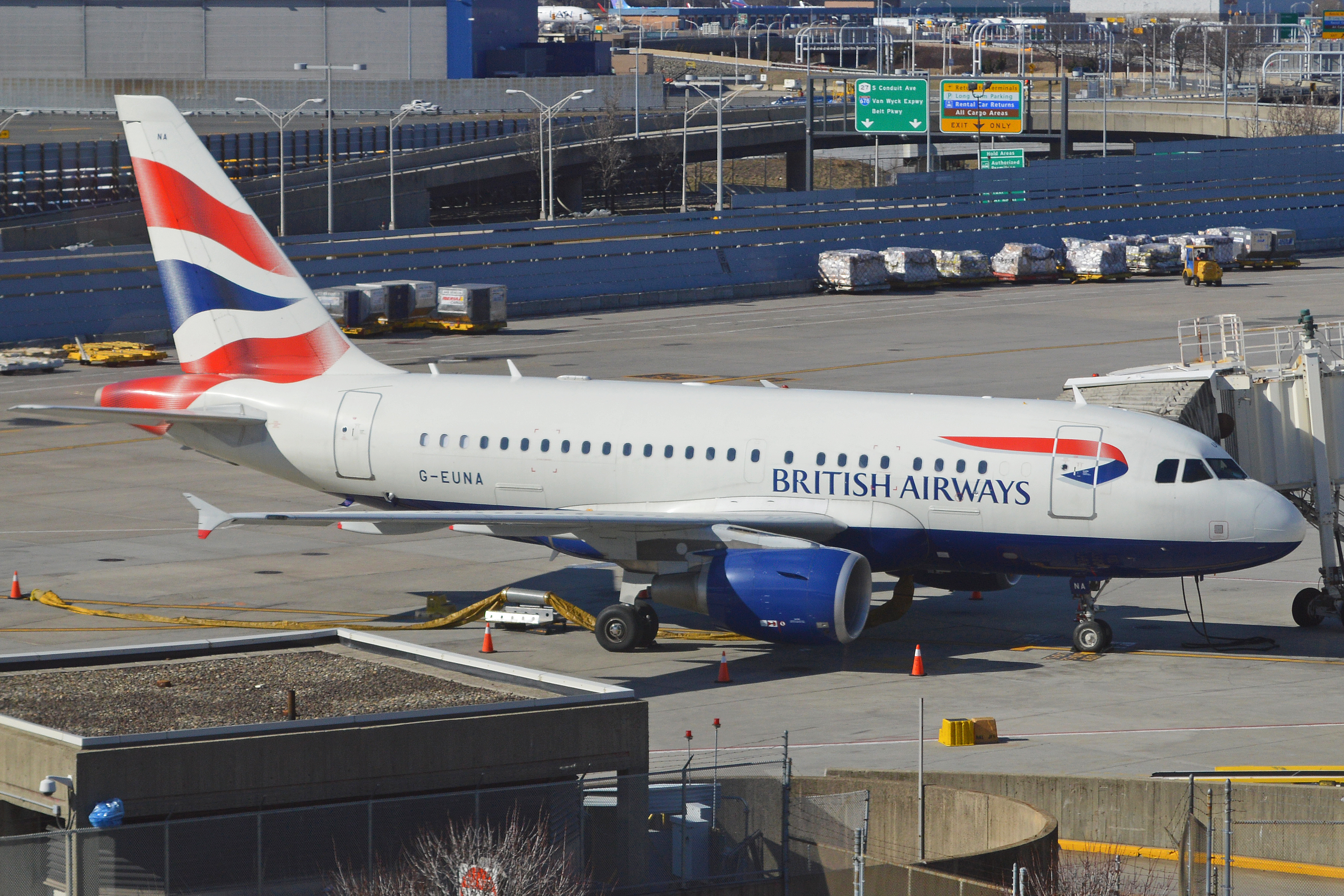
エアバスA318-100
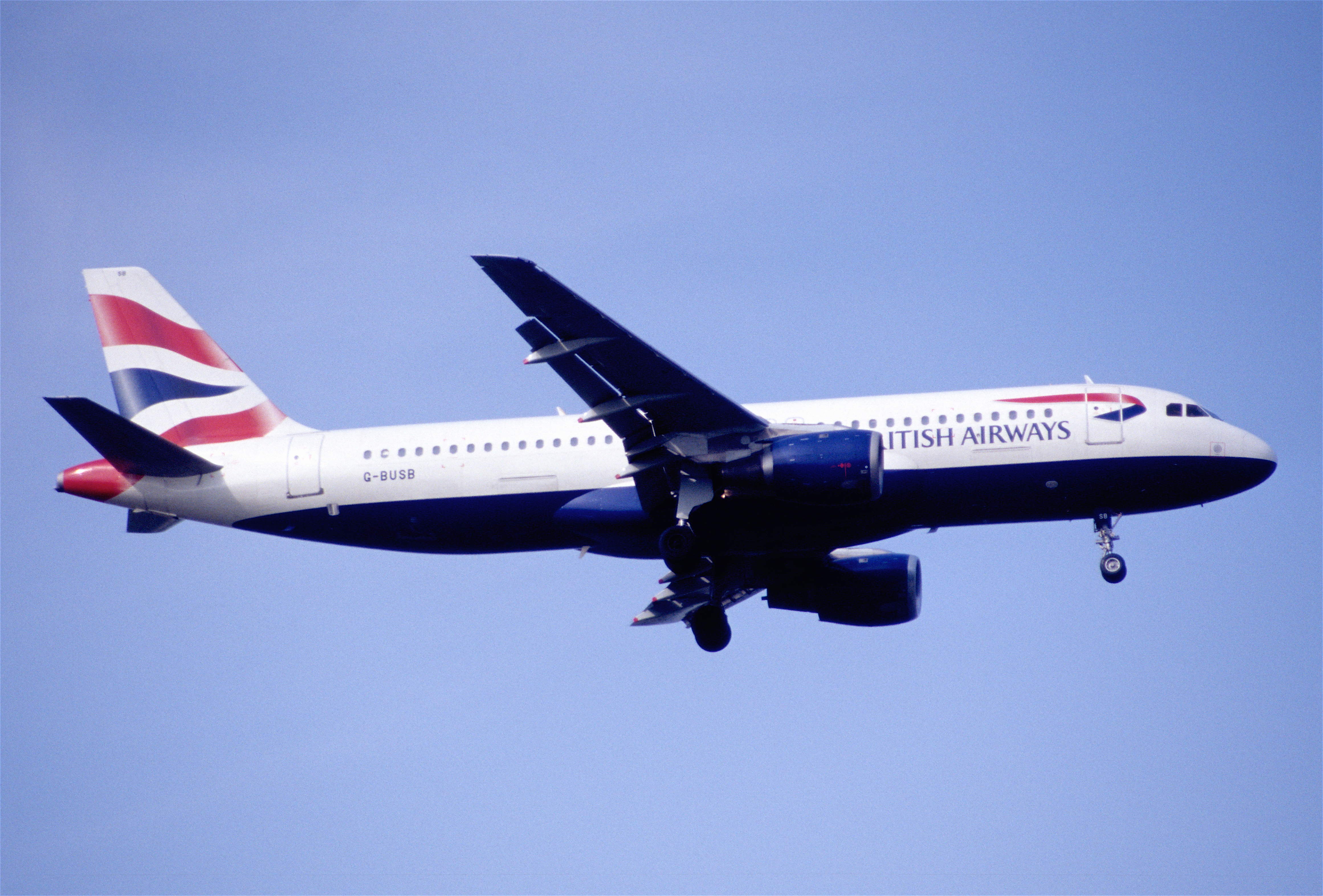
エアバスA320-100
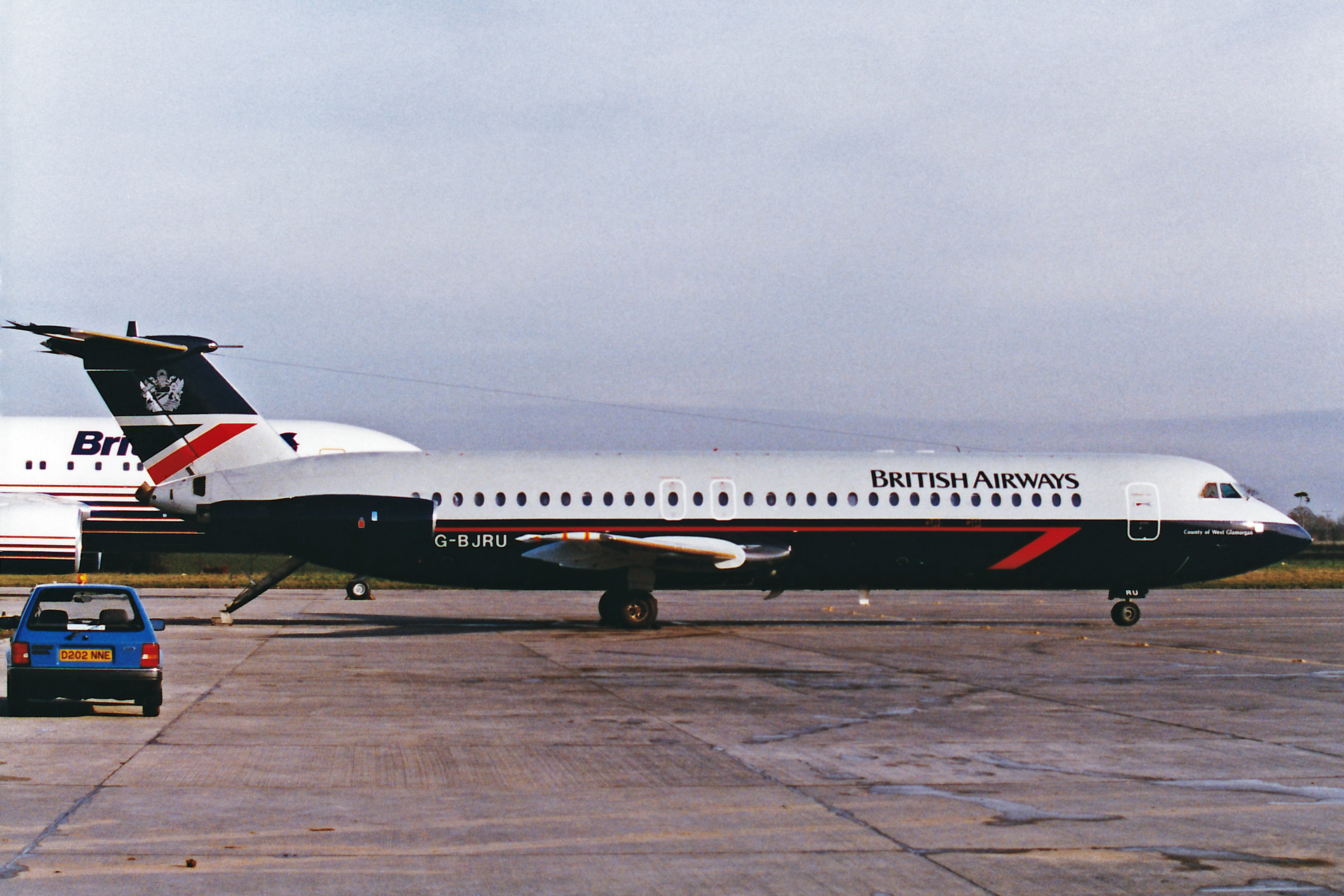
BAC 1-11-500
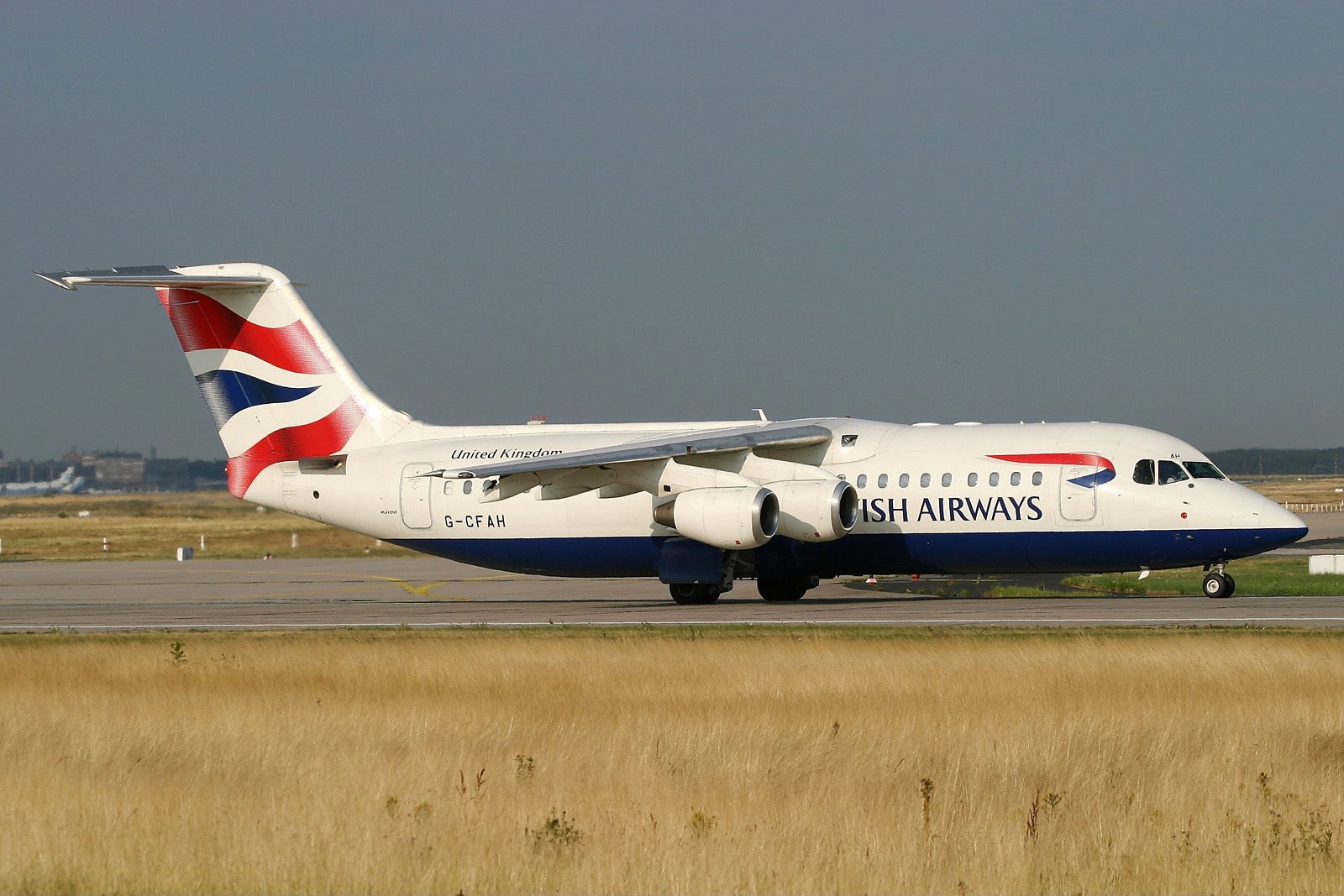
BAe 146
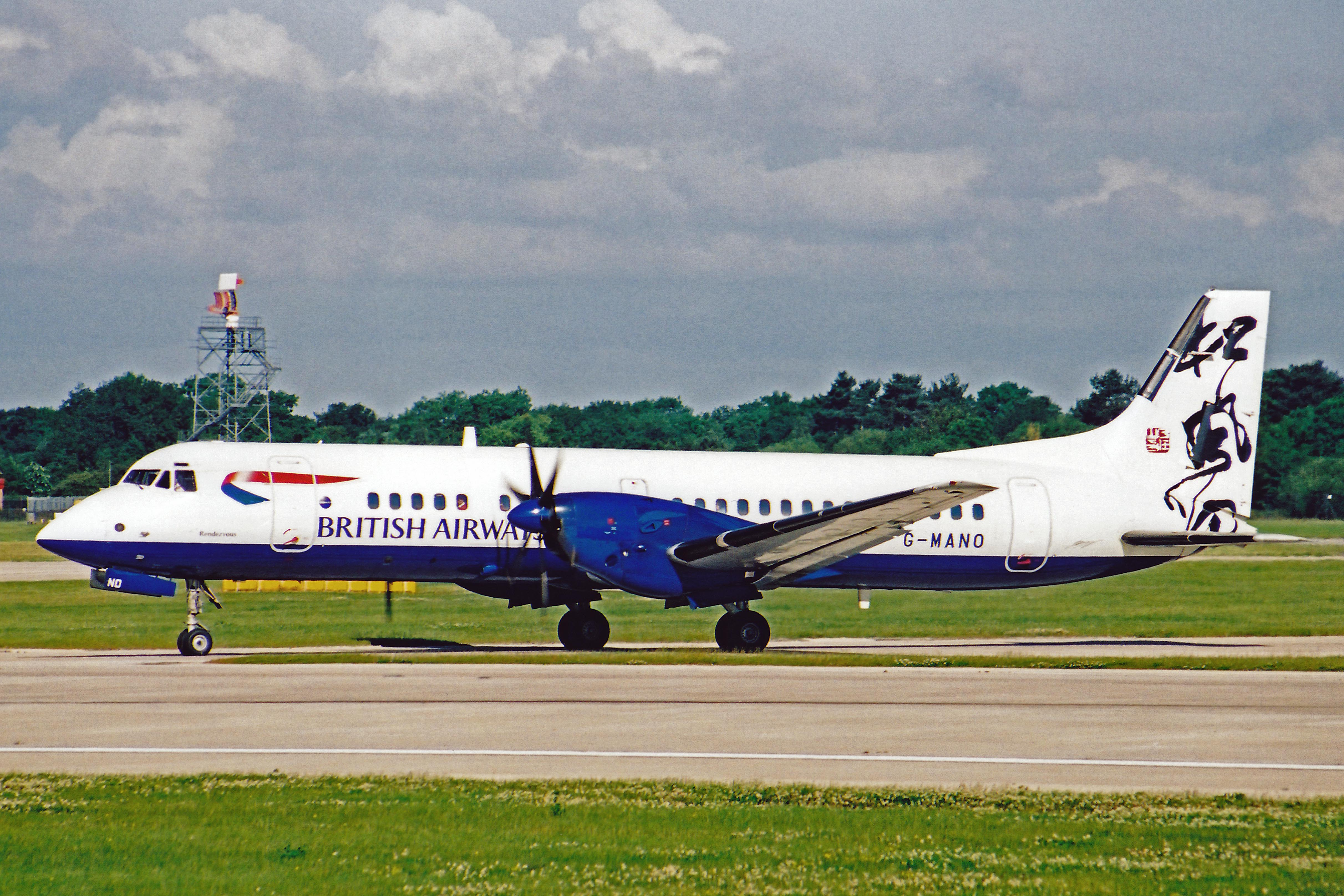
BAe ATP
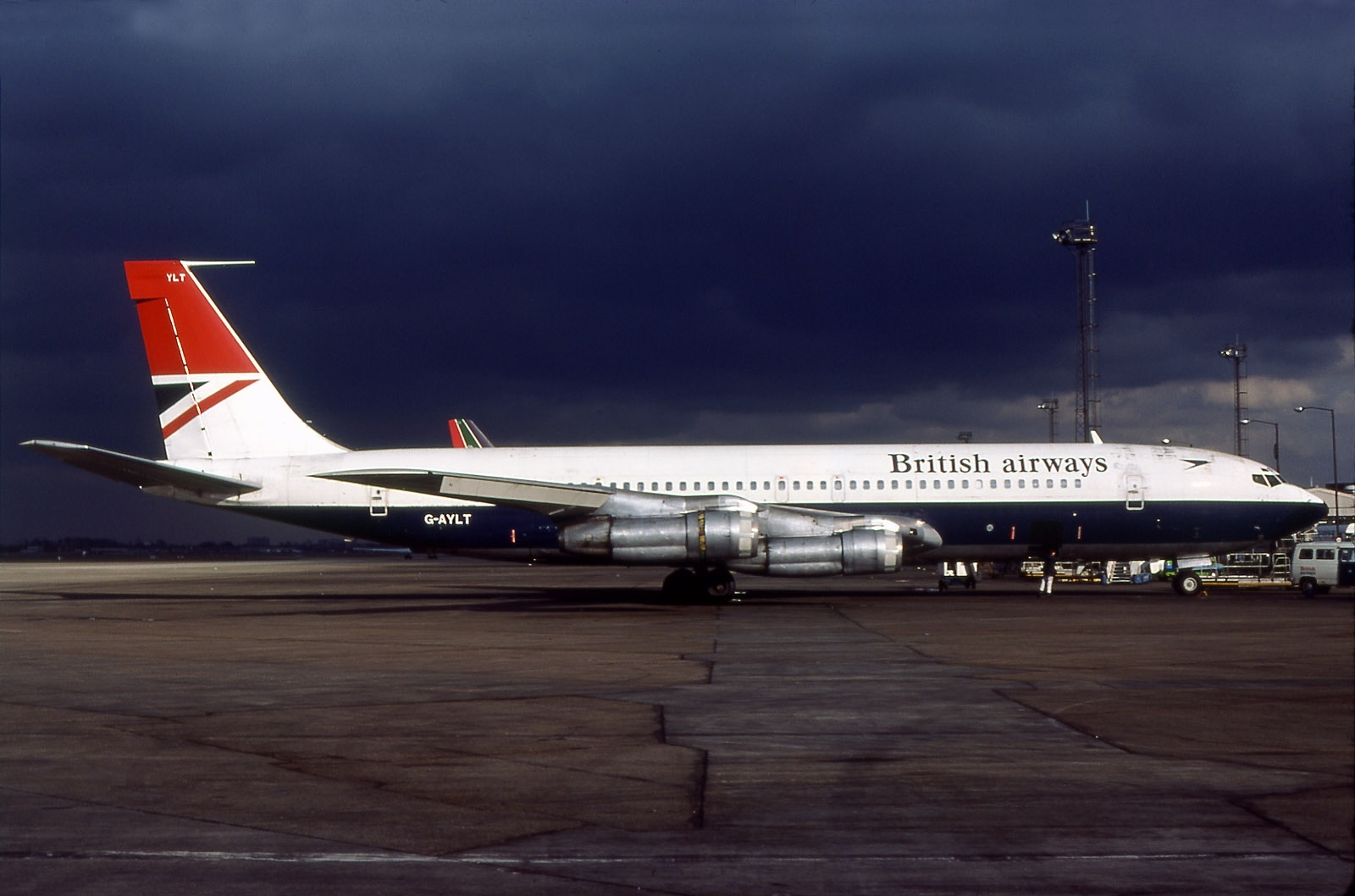
ボーイング707-320C
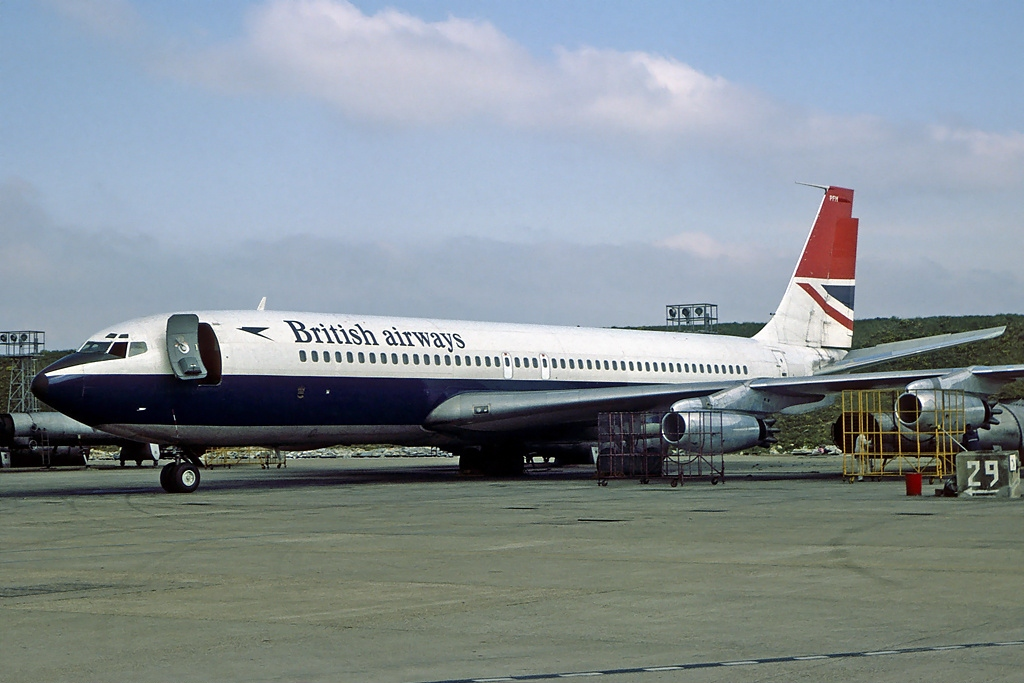
ボーイング707-420
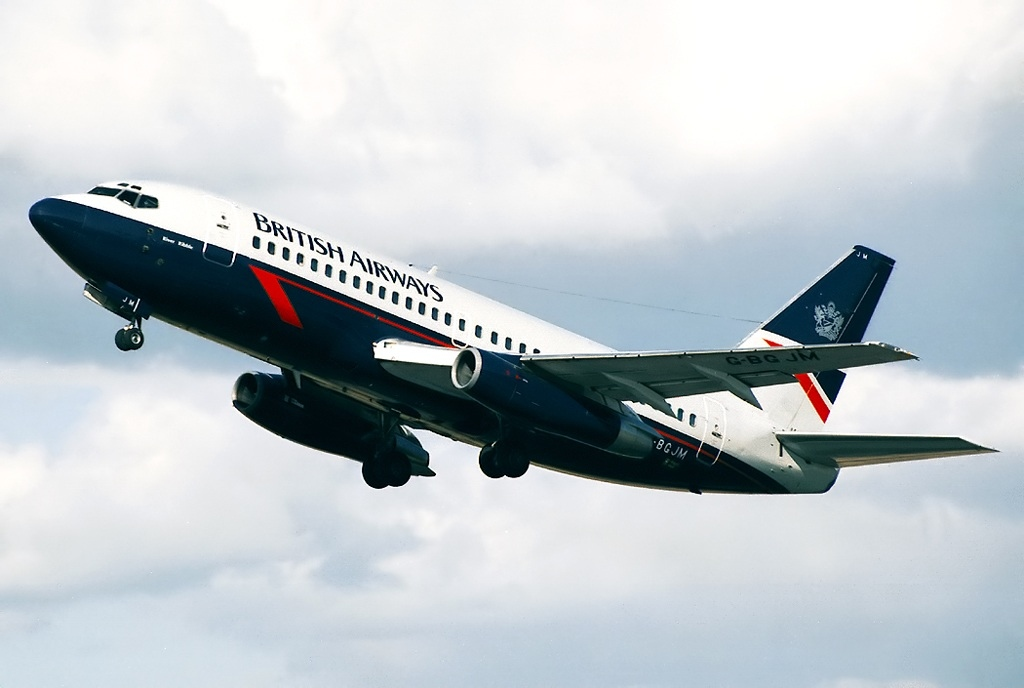
ボーイング737-200adv
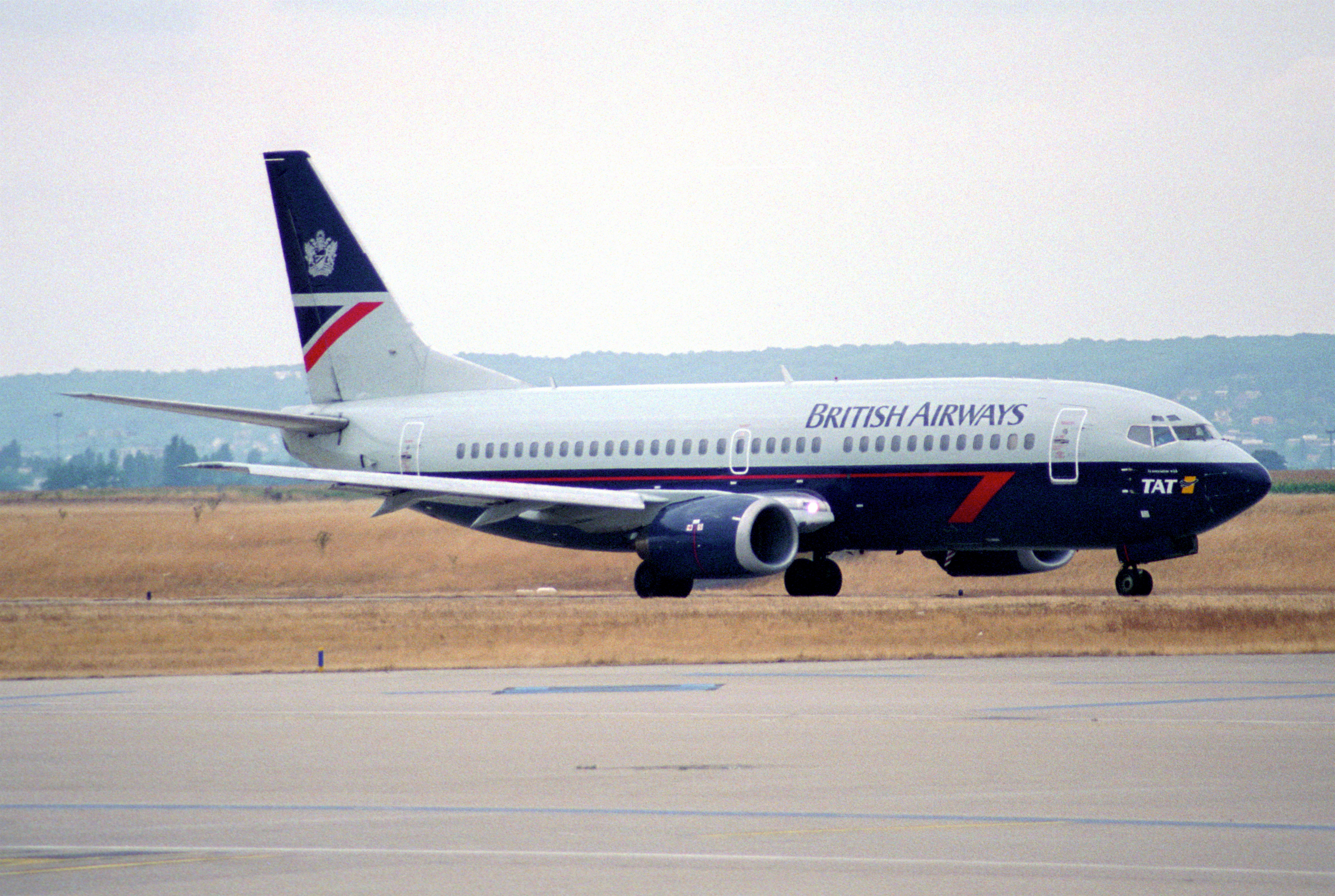
ボーイング737-300
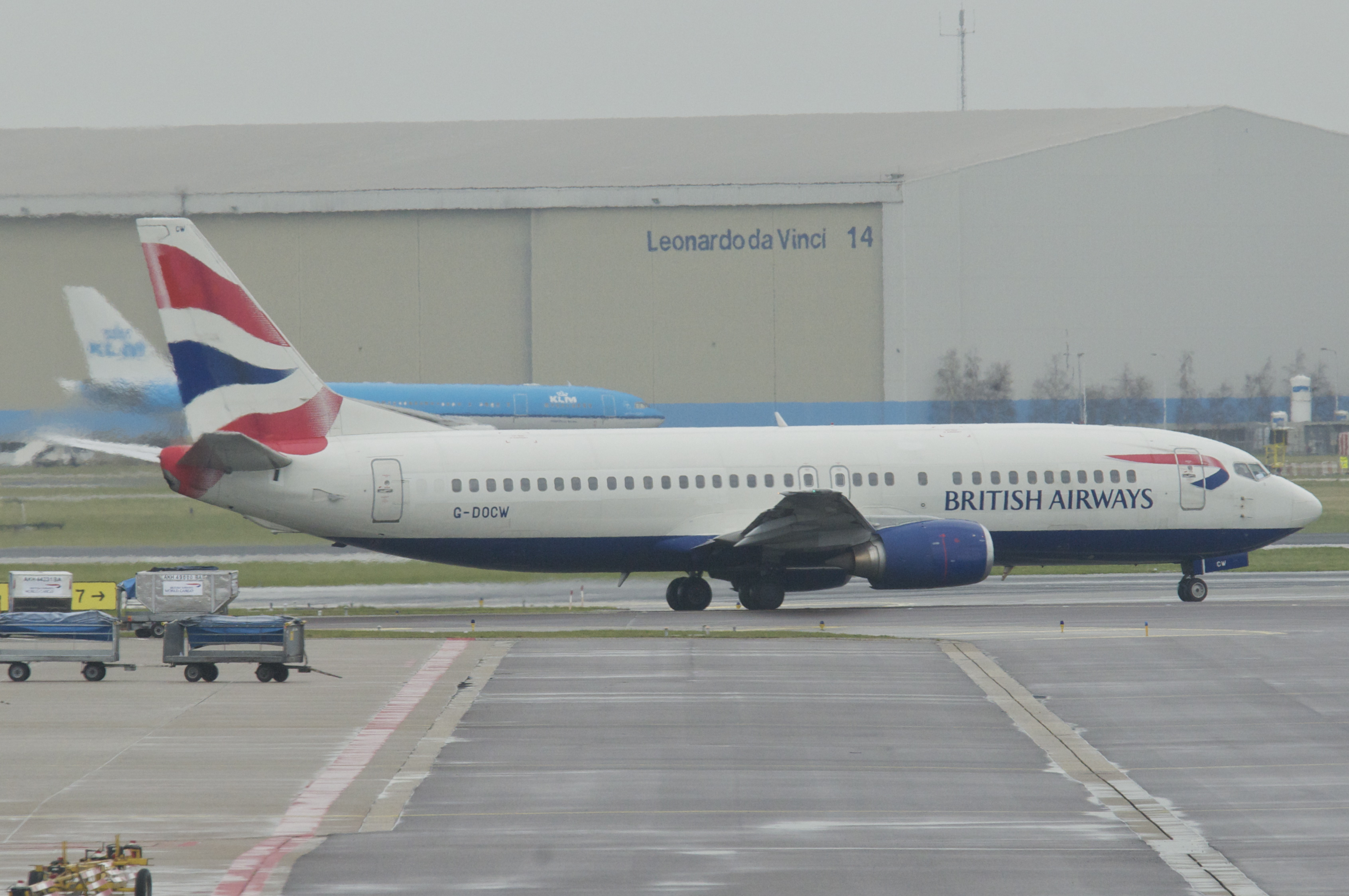
ボーイング737-400
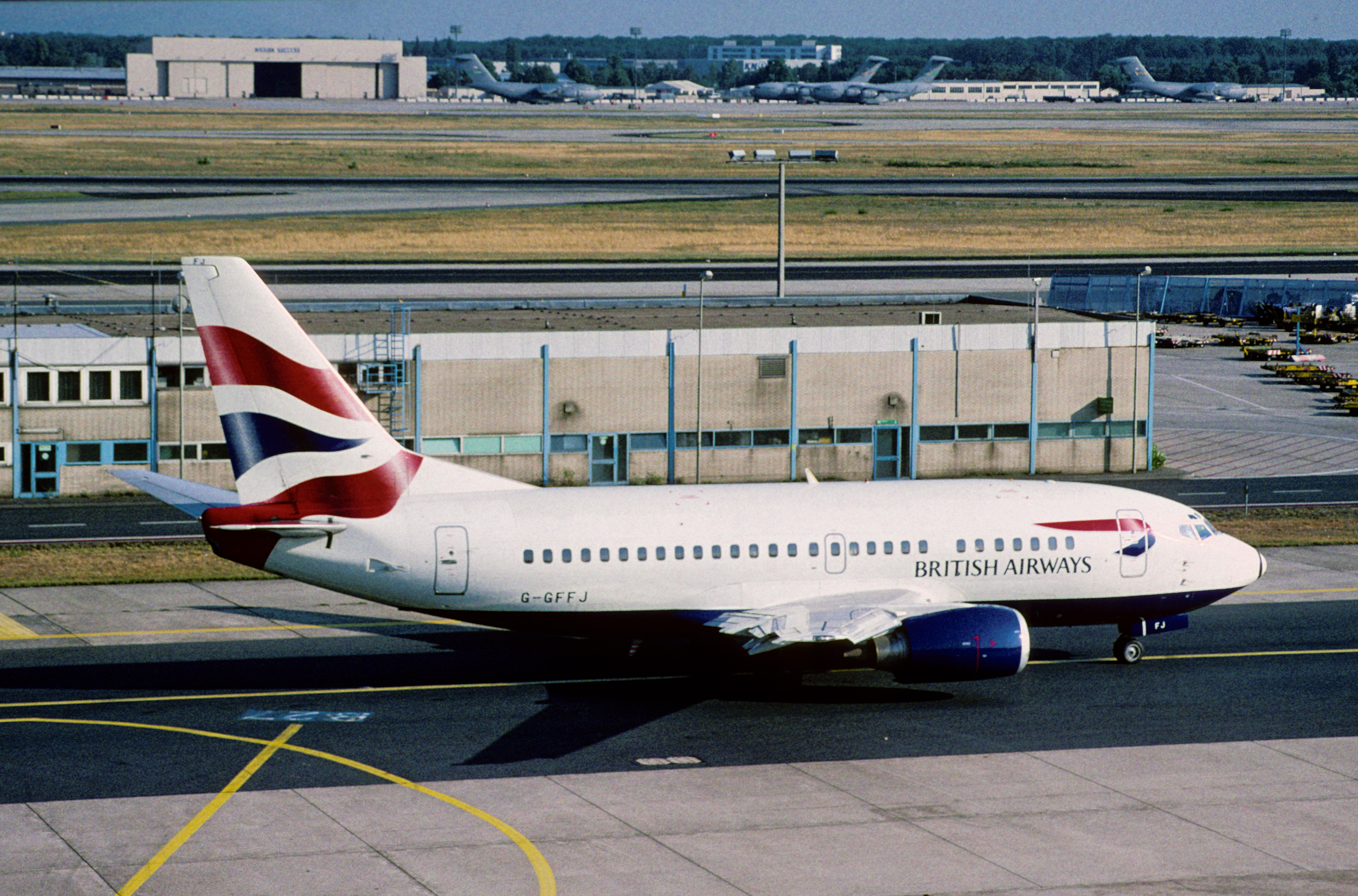
ボーイング737-500
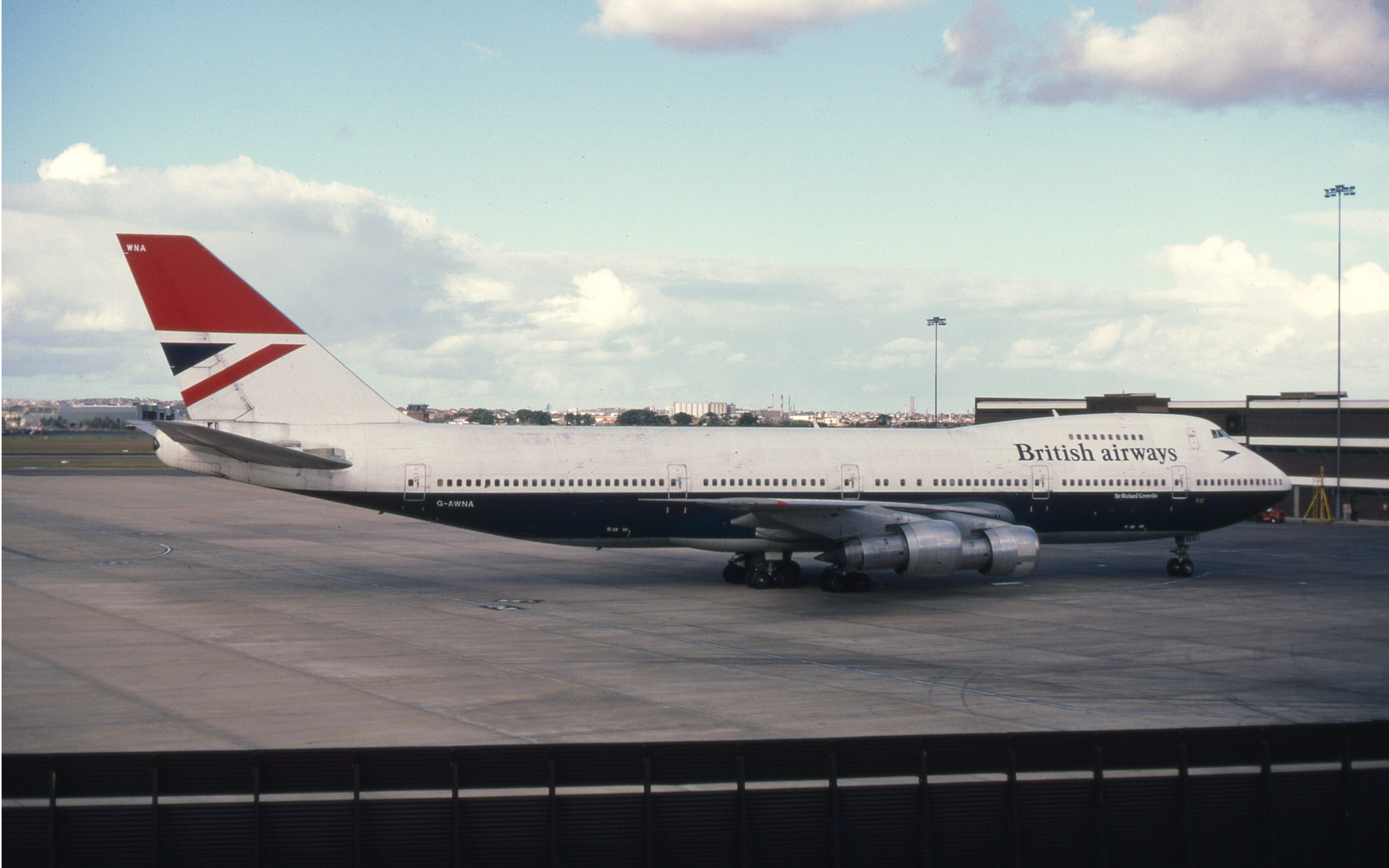
ボーイング747-100
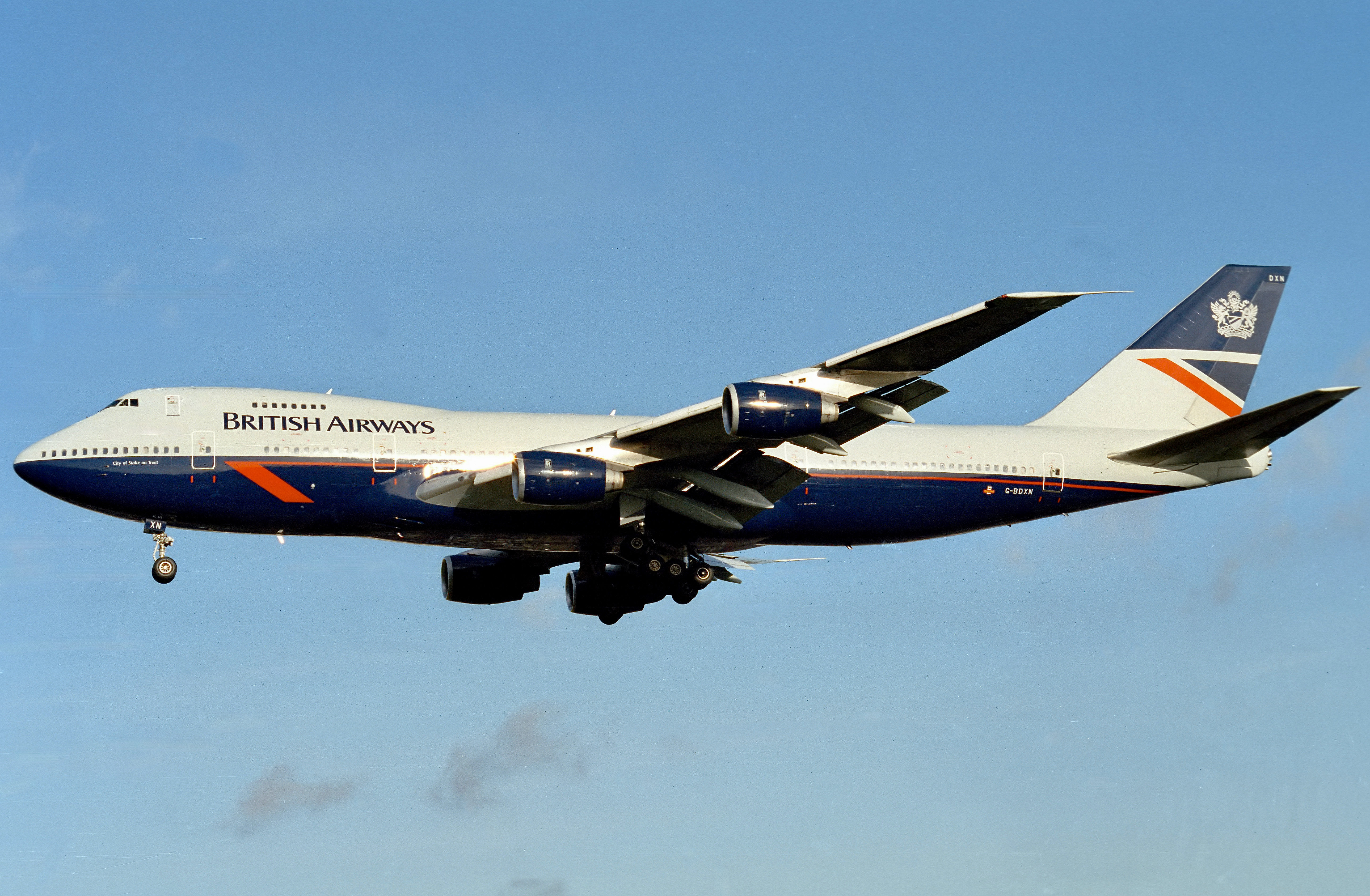
ボーイング747-200B(M)
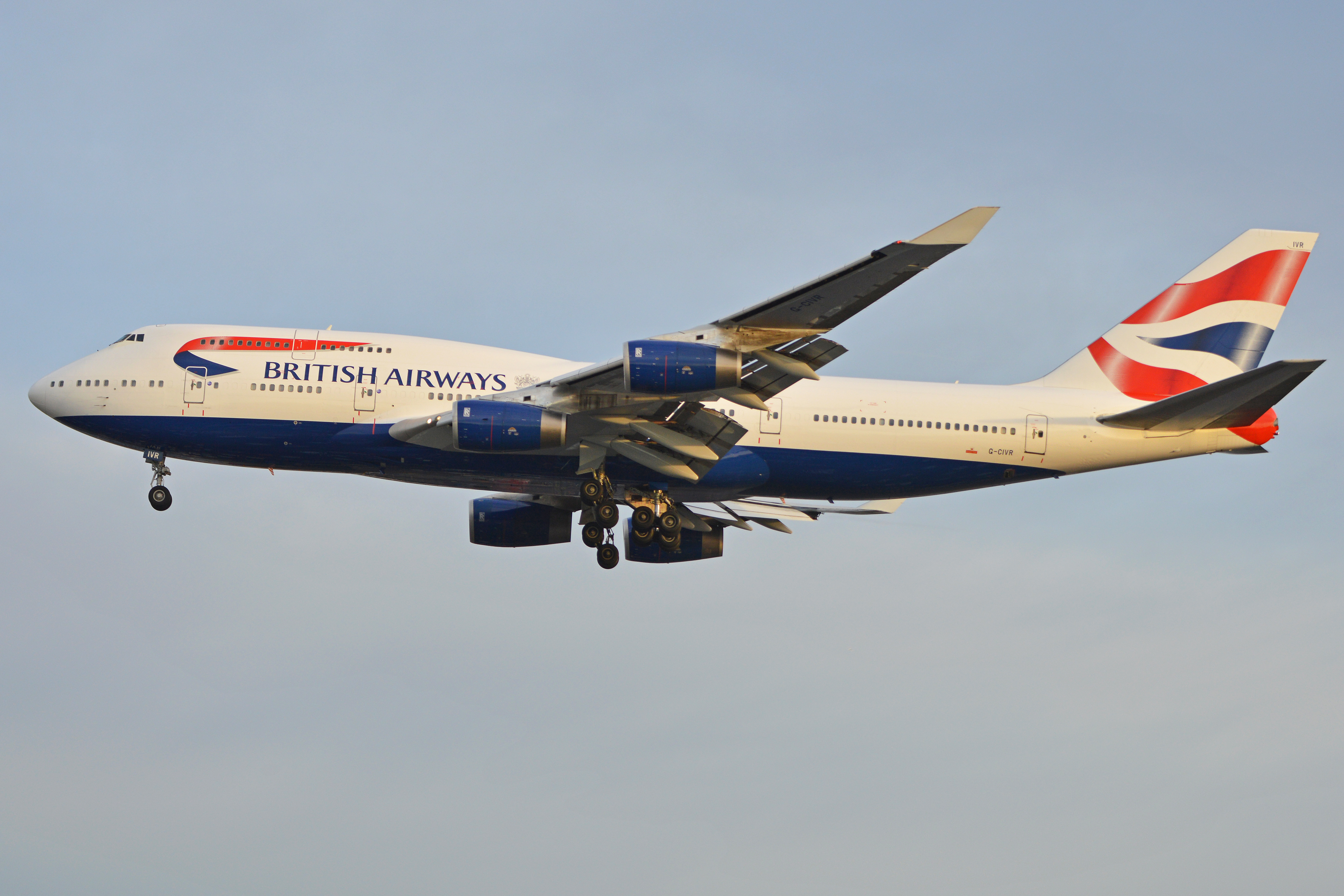
ボーイング747-400
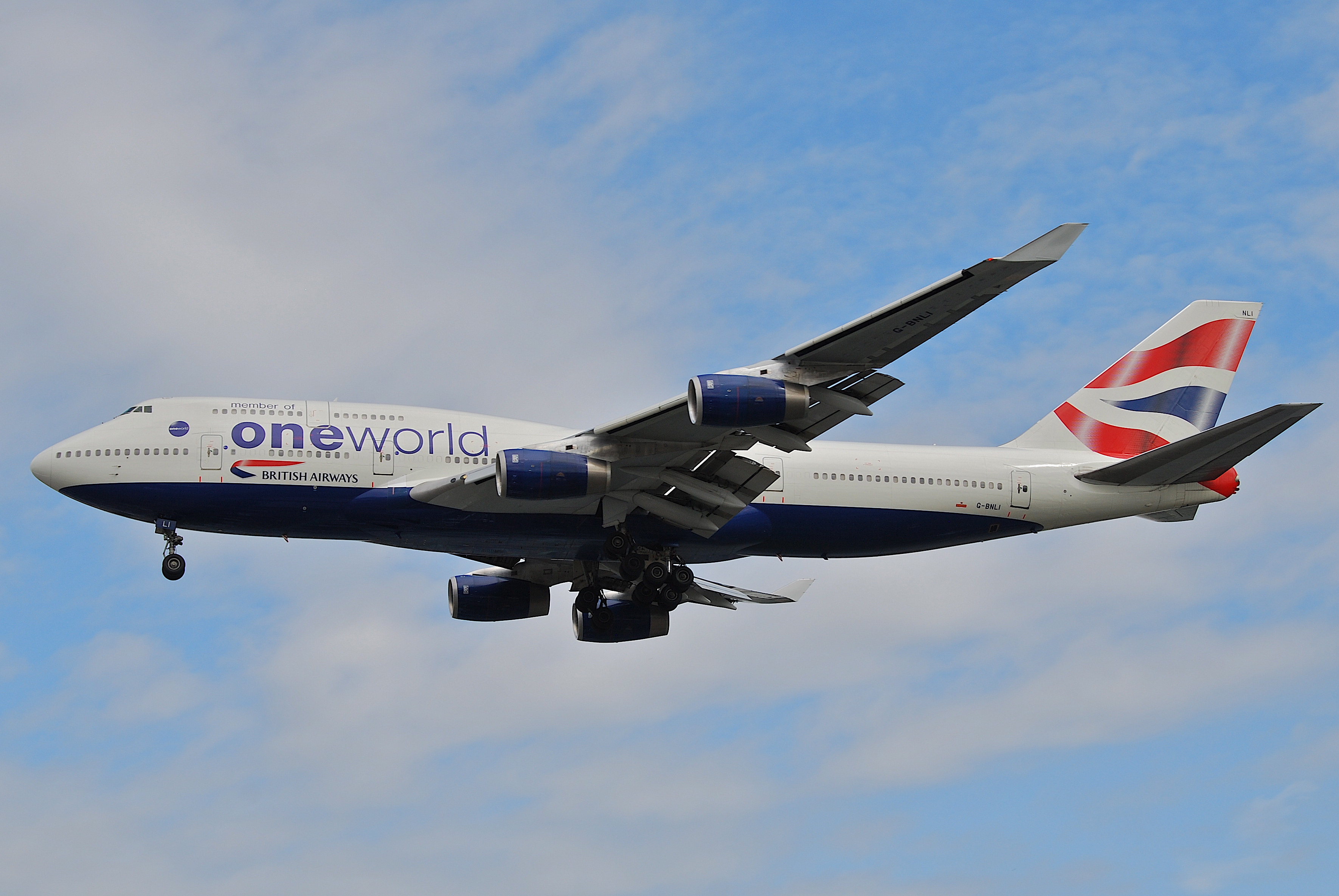
ボーイング747-400（ワンワールド塗装）
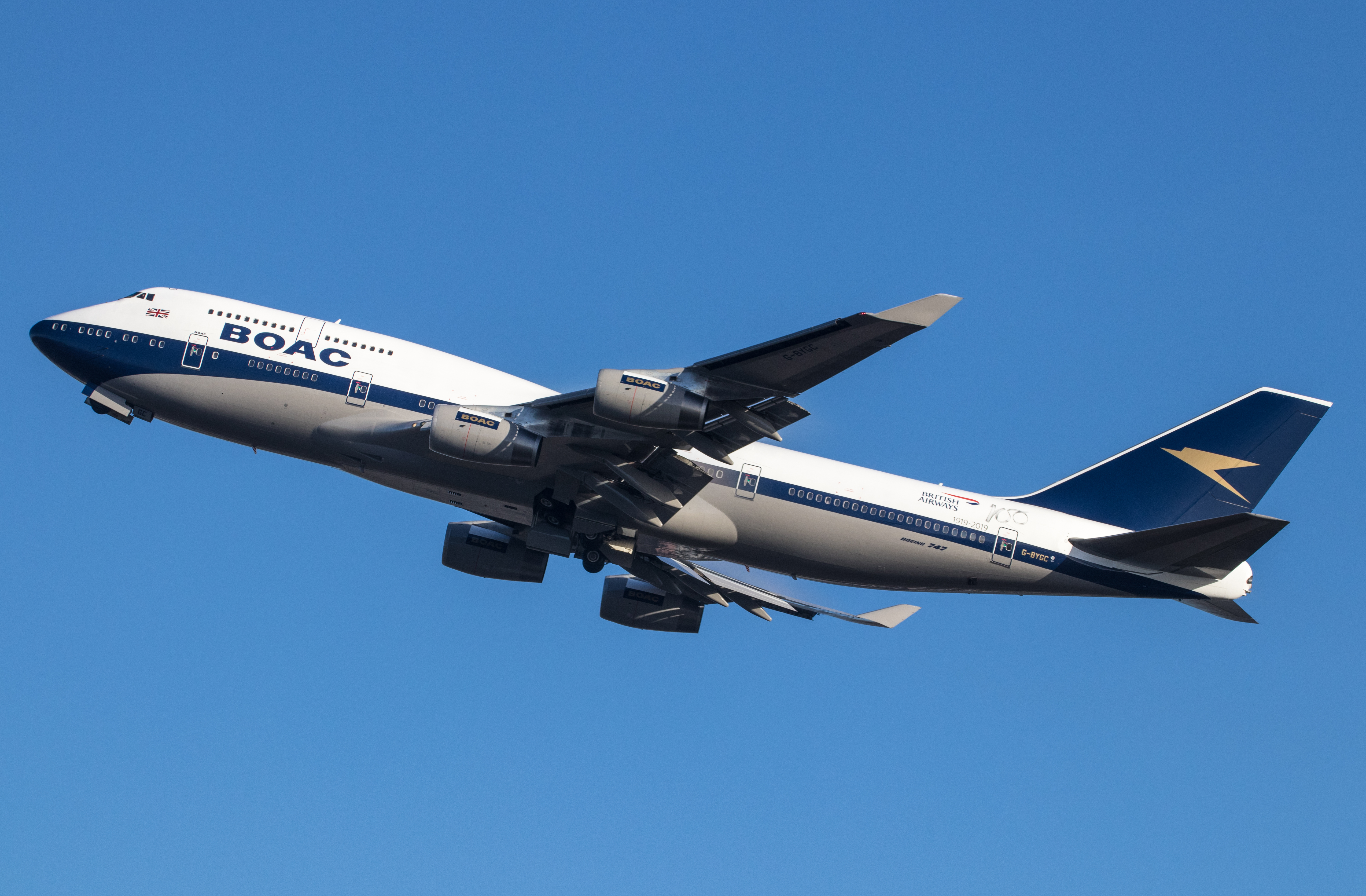
ボーイング747-400（100周年記念 - BOAC復刻塗装）
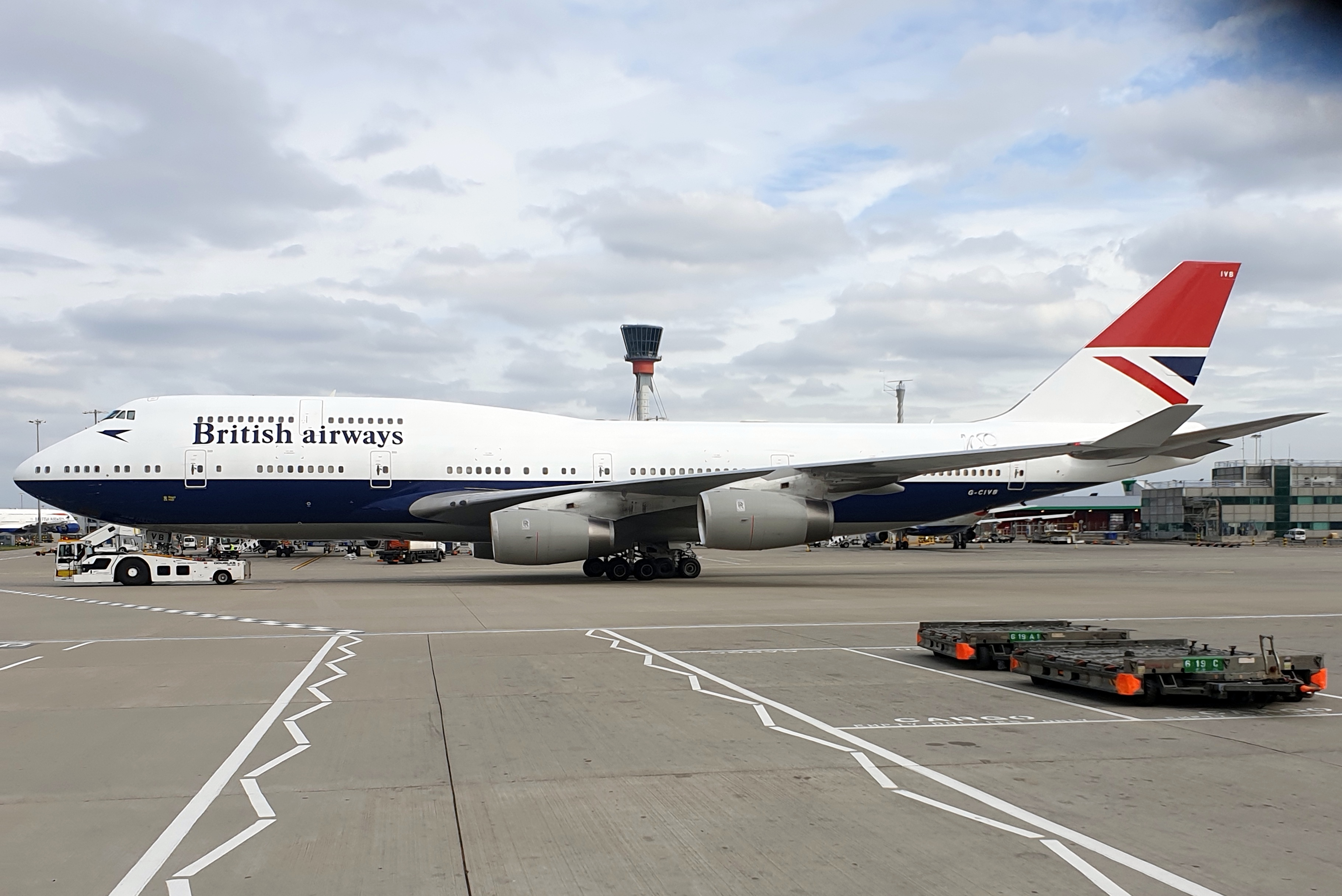
ボーイング747-400（100周年記念 - ニガス復刻塗装）
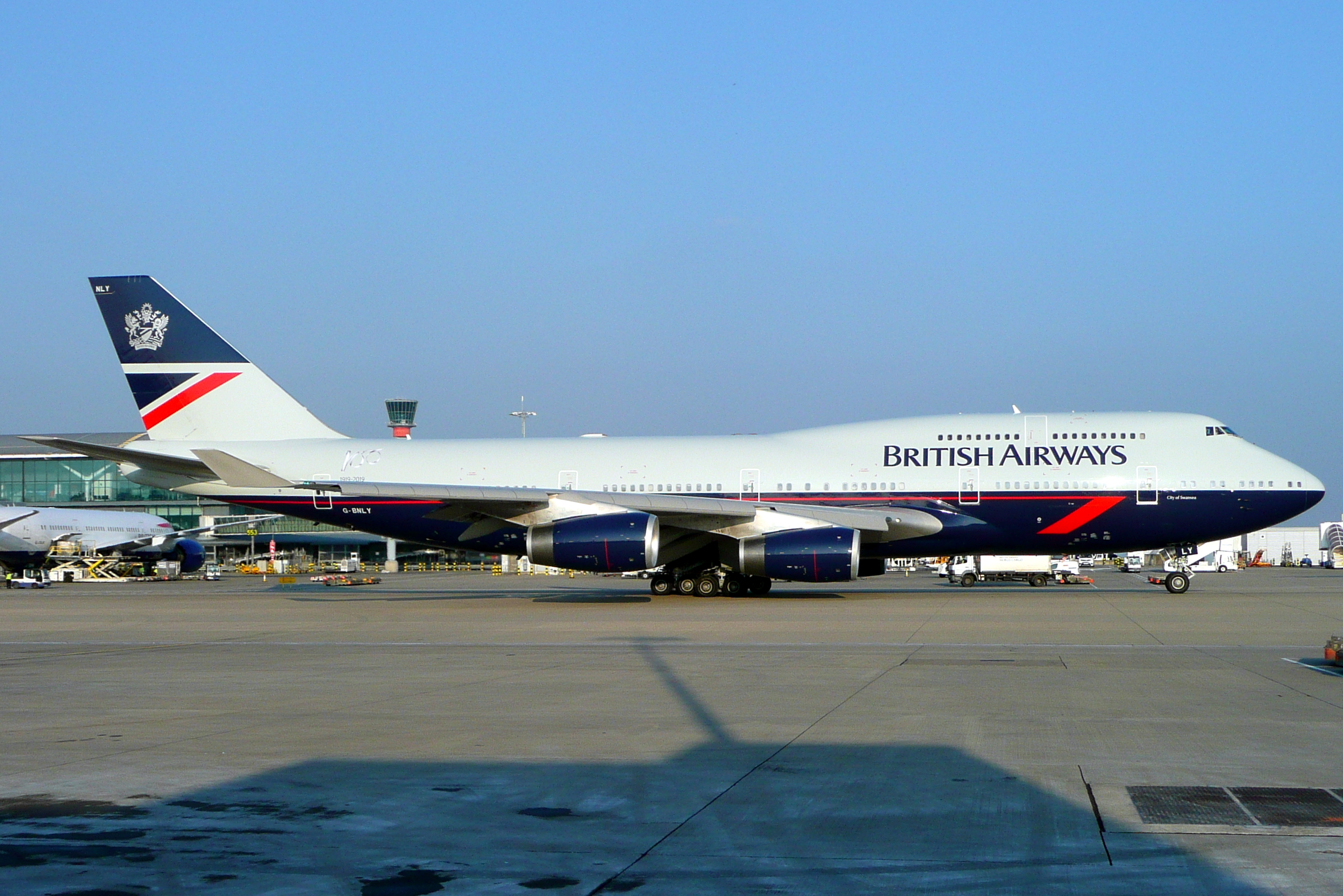
ボーイング747-400（100周年記念 - ランドー復刻塗装）
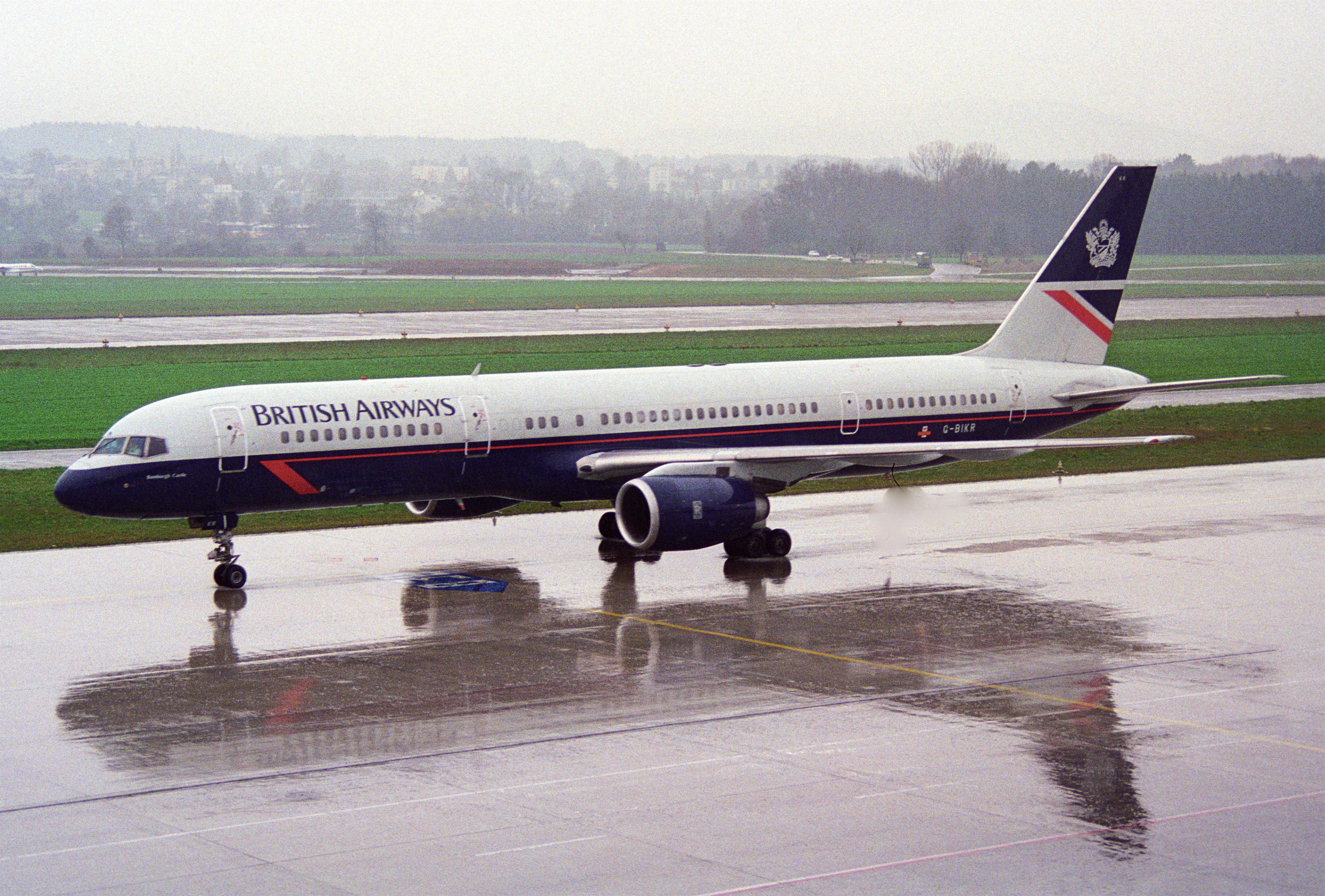
ボーイング757-200
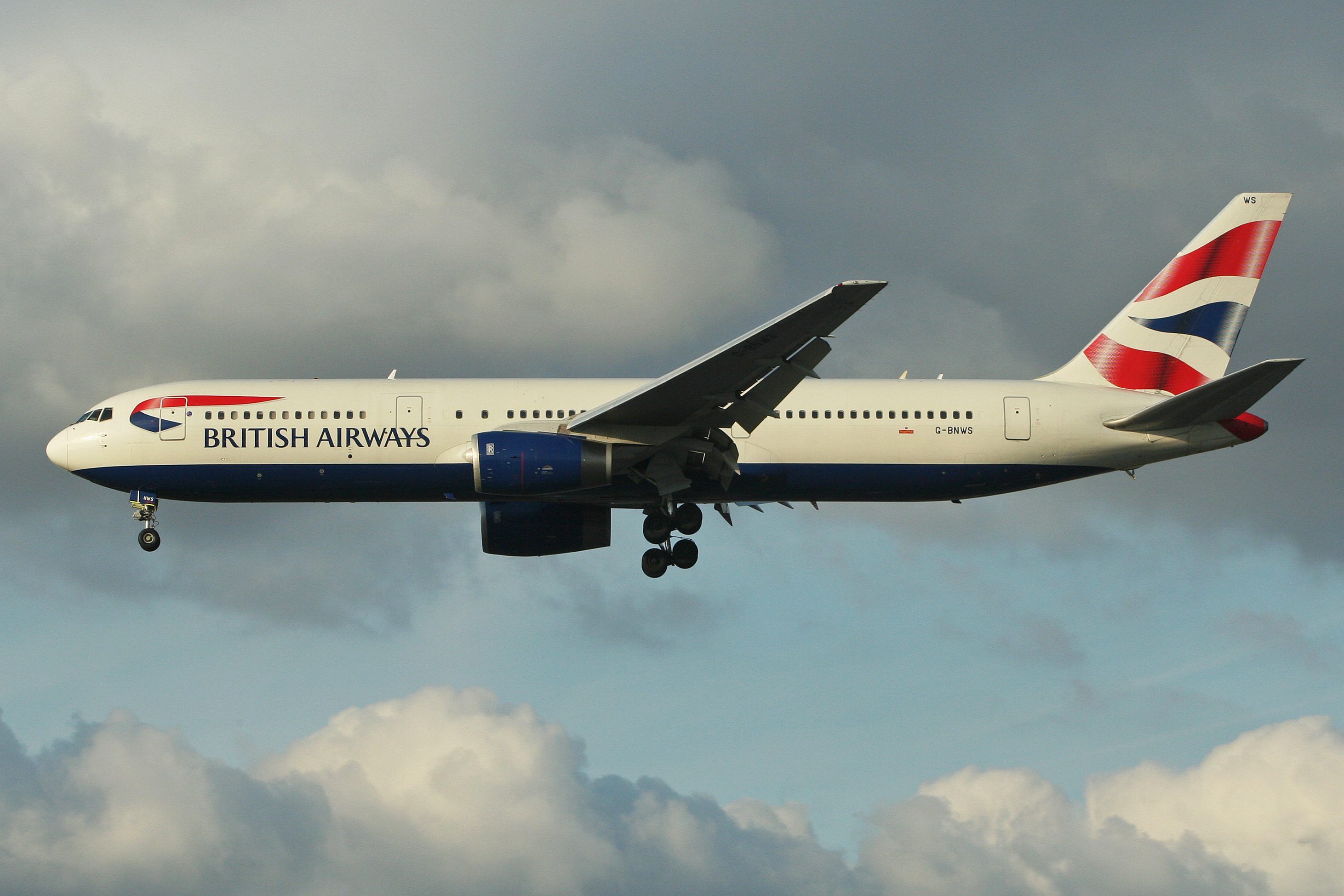
ボーイング767-300ER
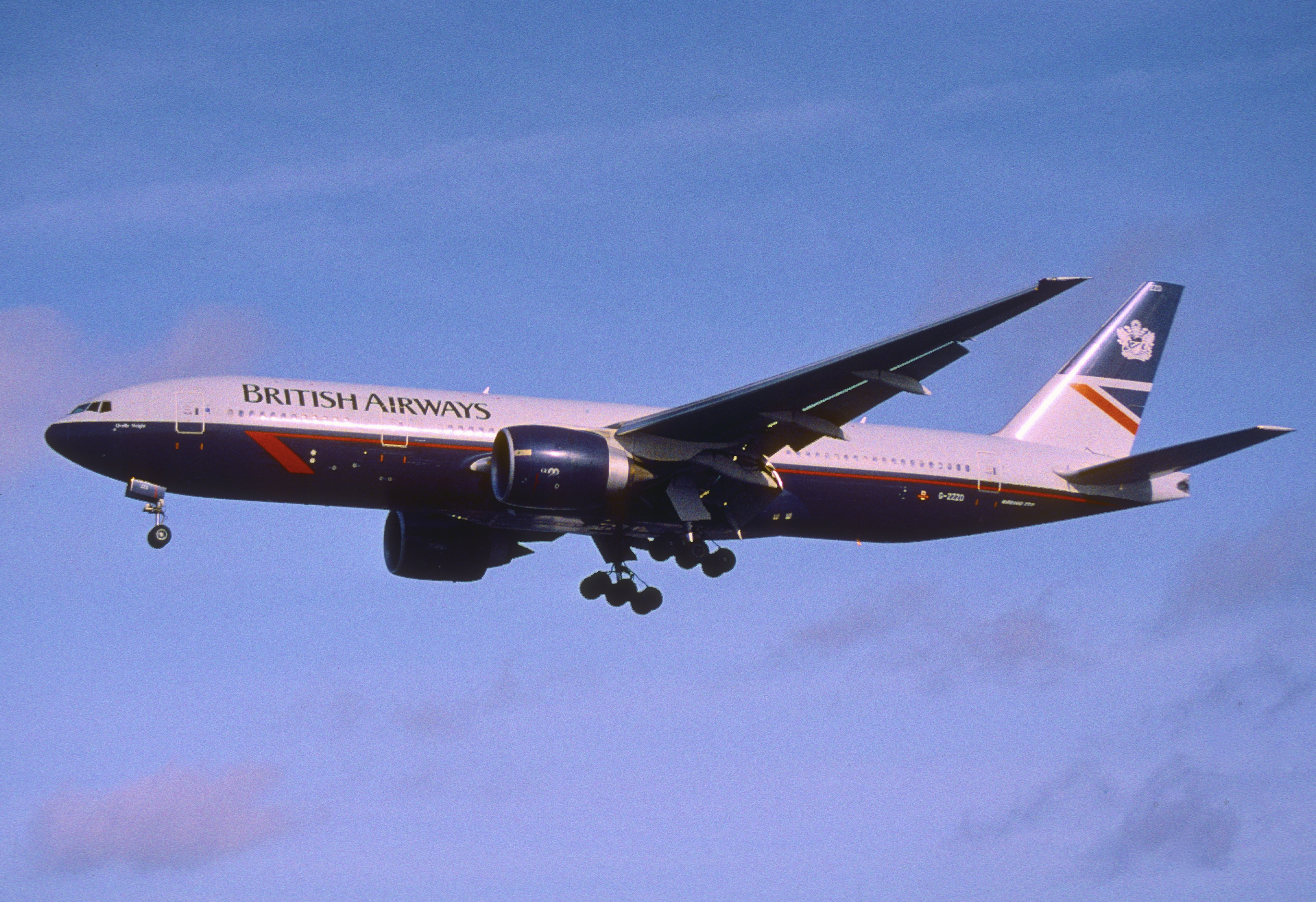
ボーイング777-200
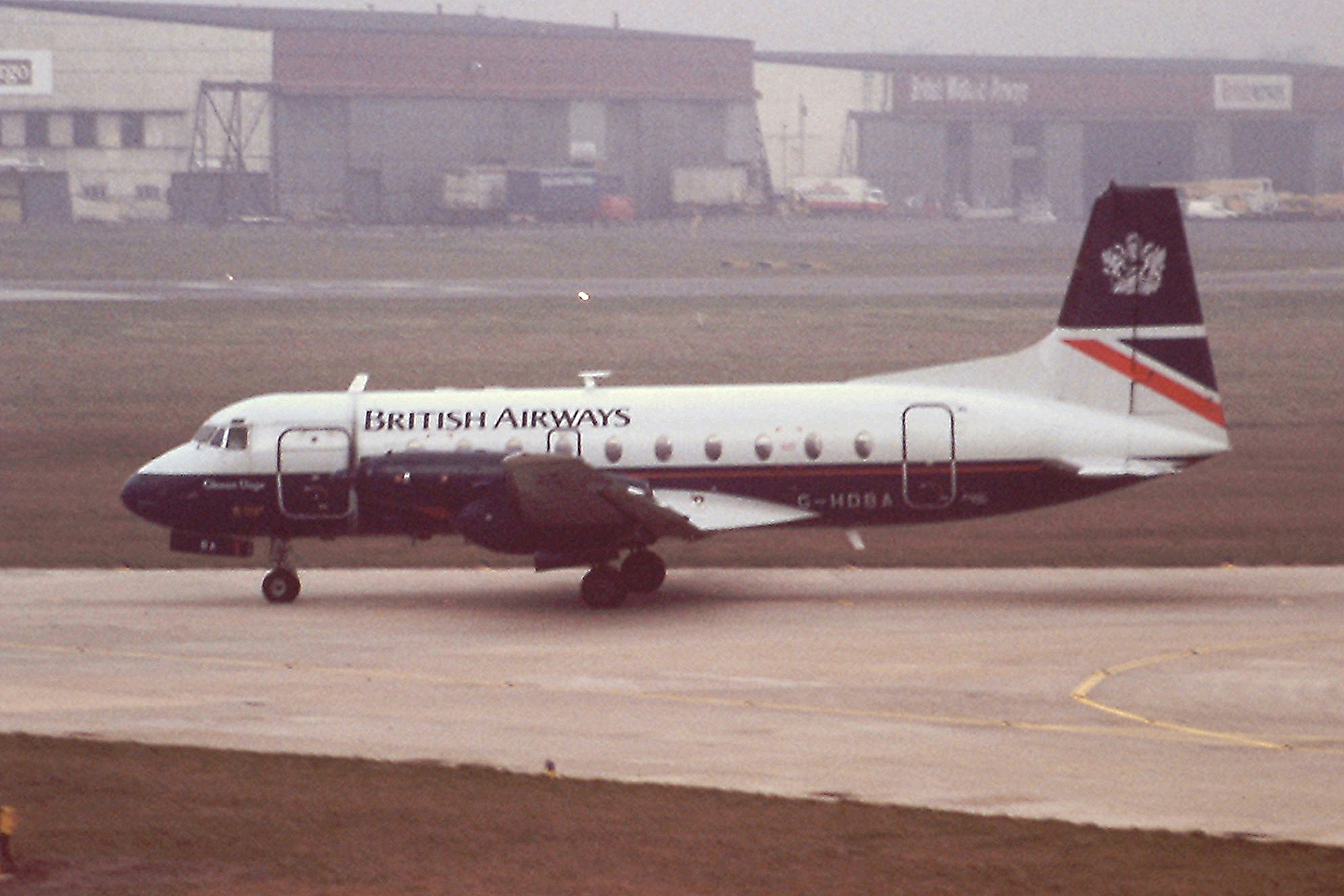
ホーカー・シドレー HS.748
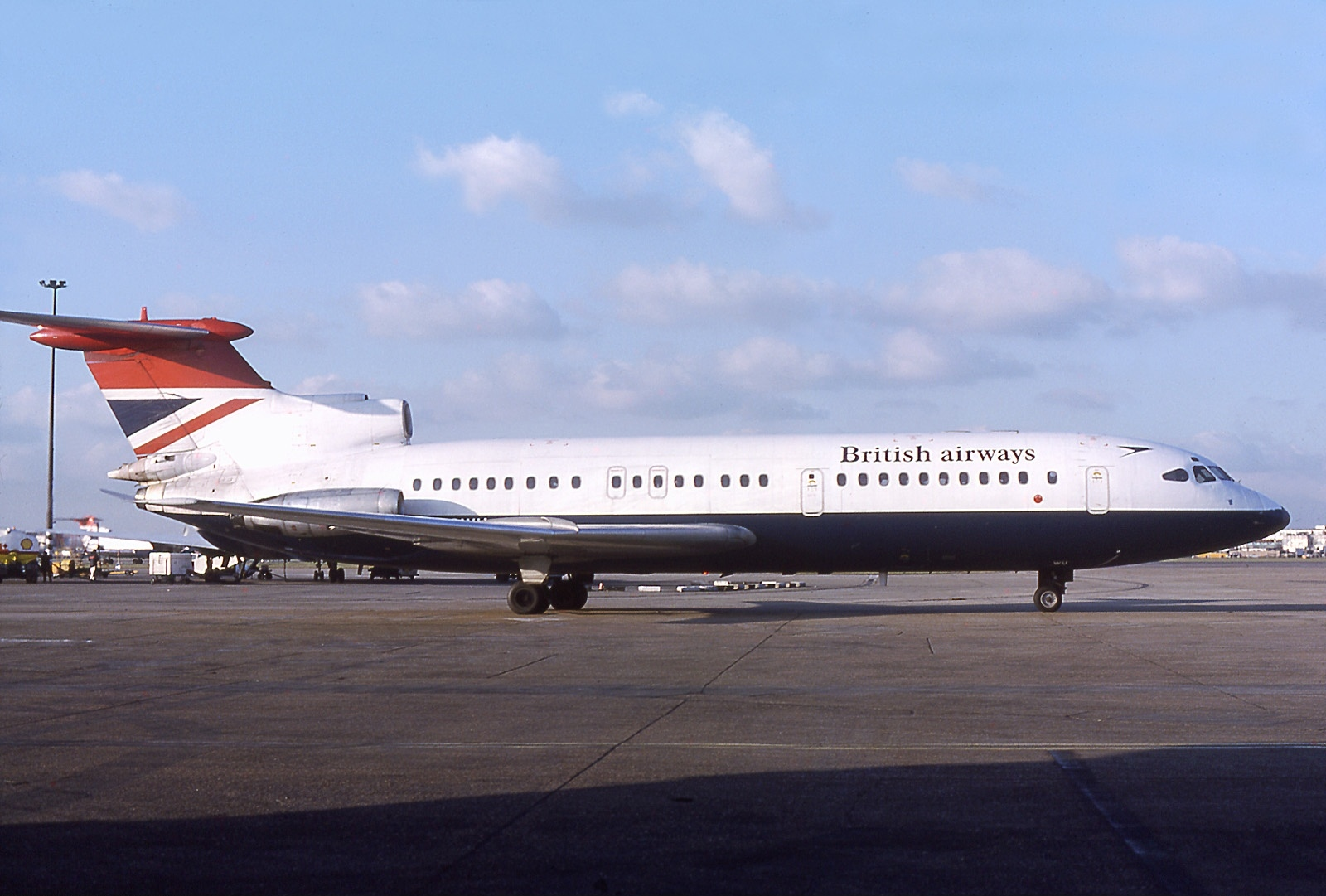
ホーカー・シドレー トライデント
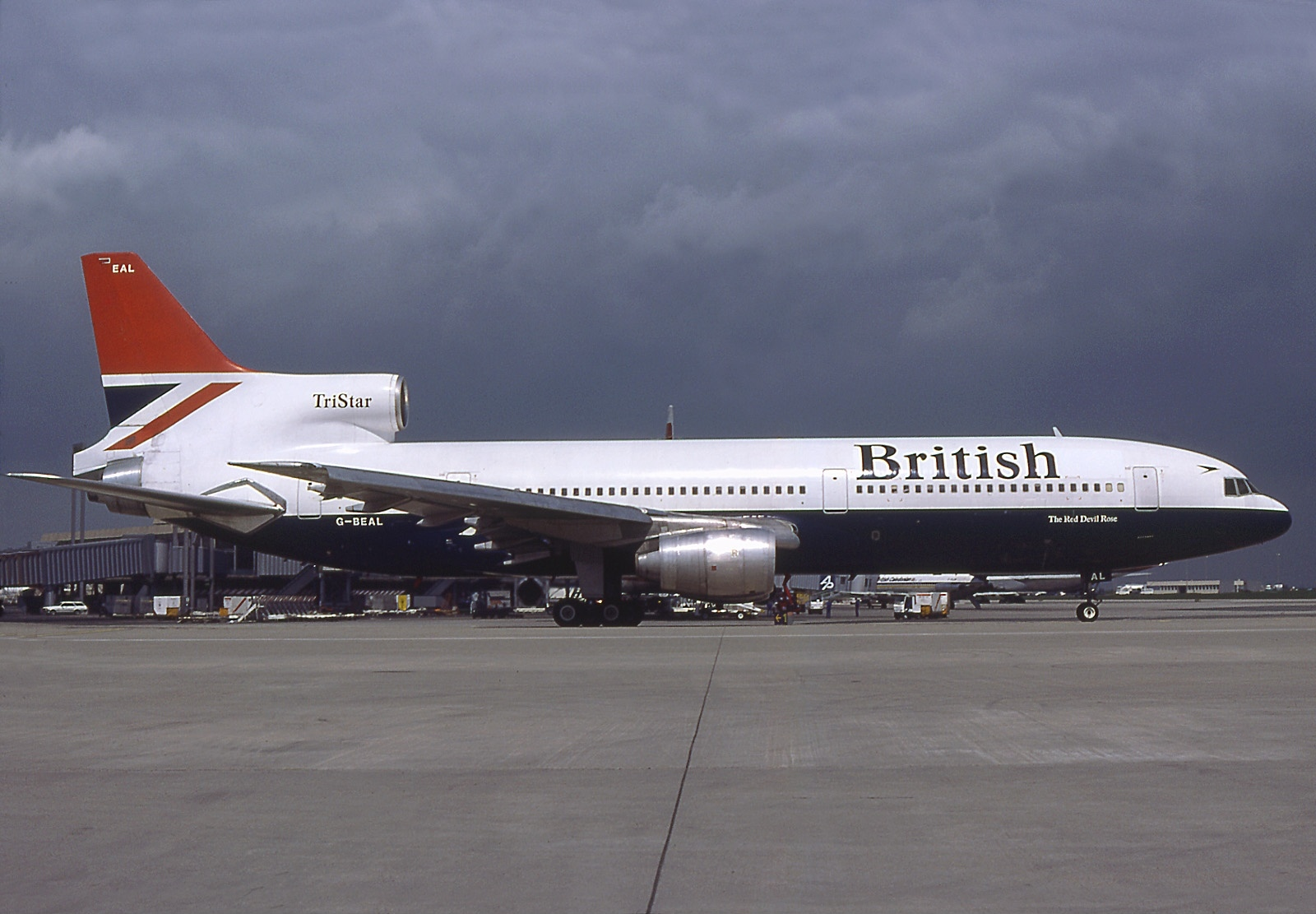
ロッキード L-1011-1 トライスター
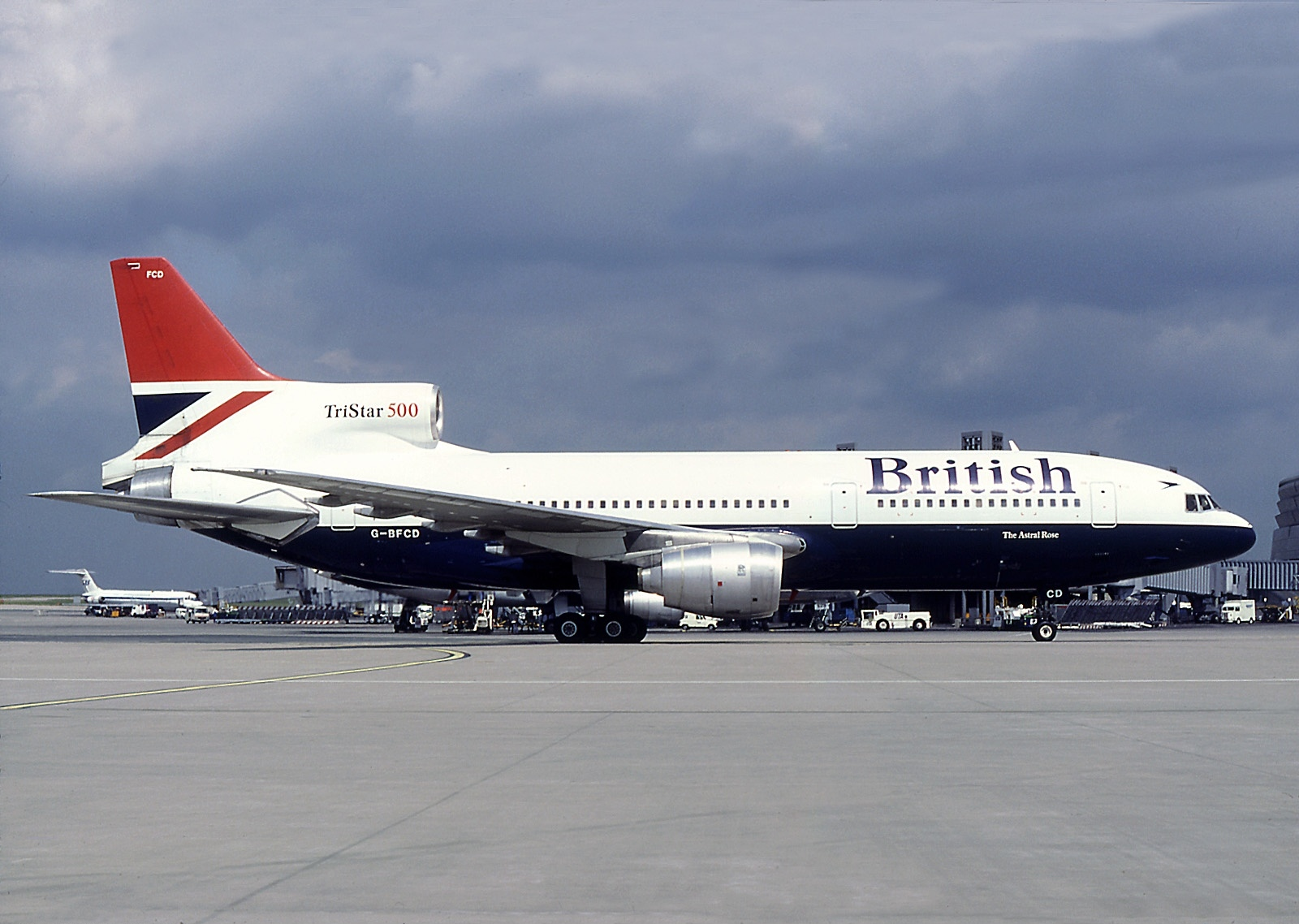
ロッキード L-1011-500 トライスター
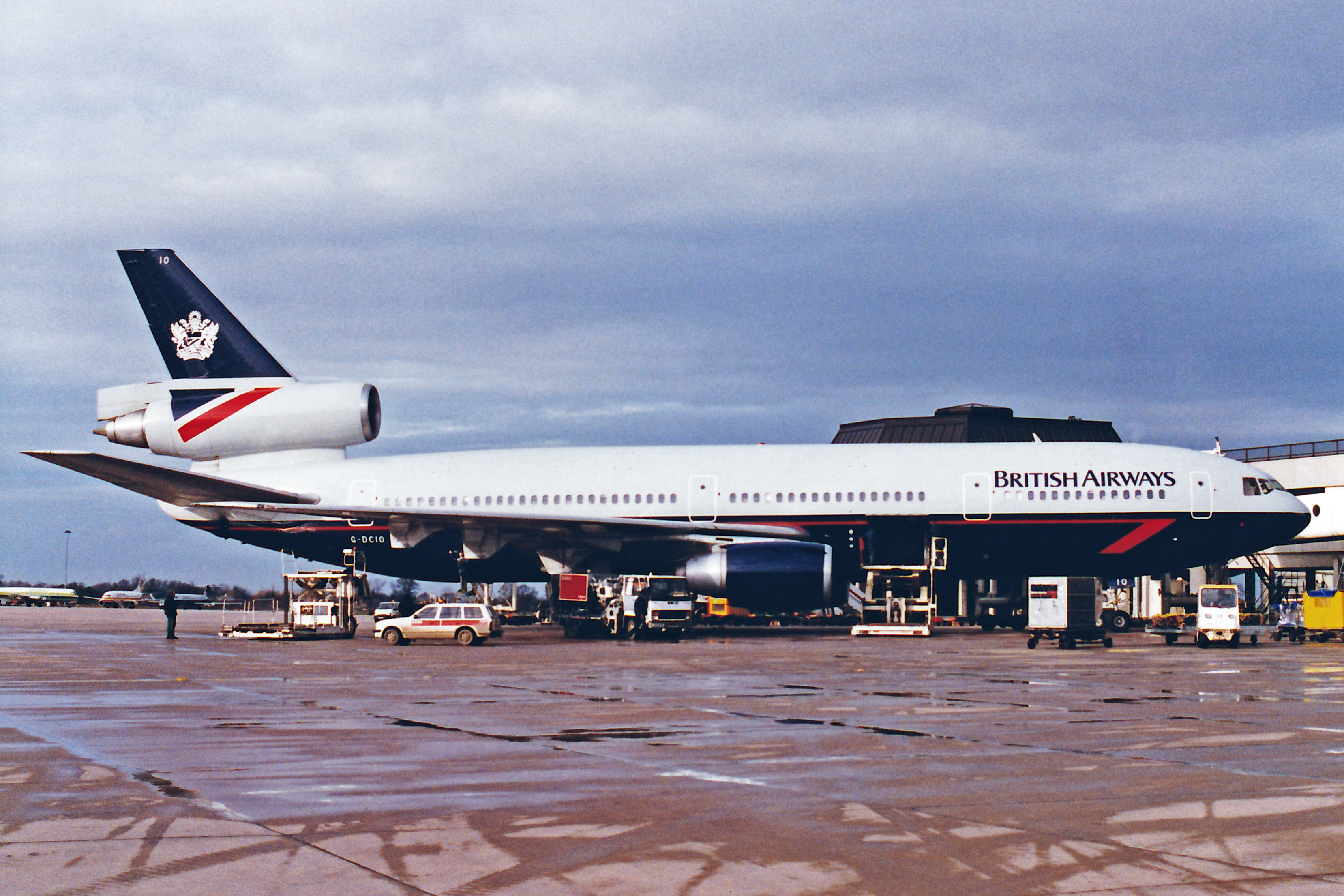
マクドネル・ダグラス DC-10-30
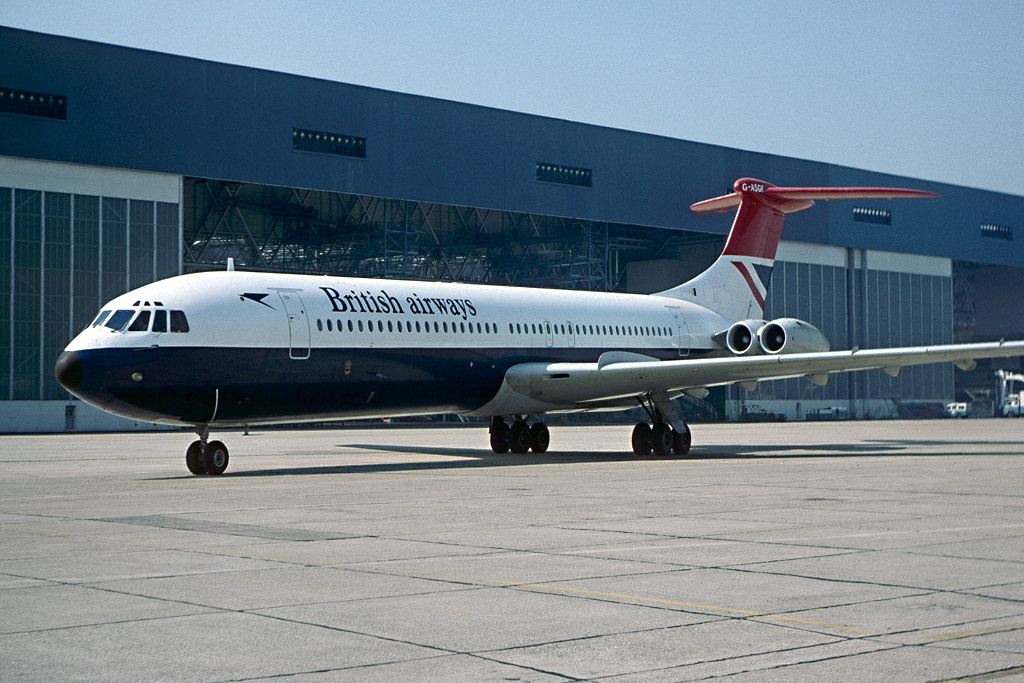
ビッカース スーパーVC10
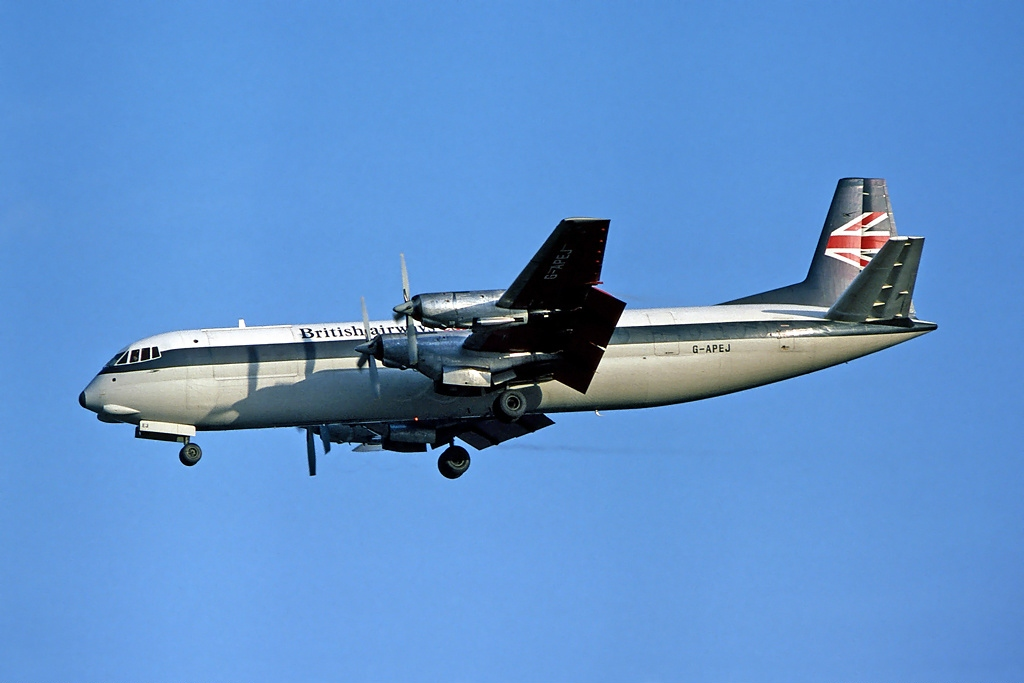
ビッカース ヴァンガード
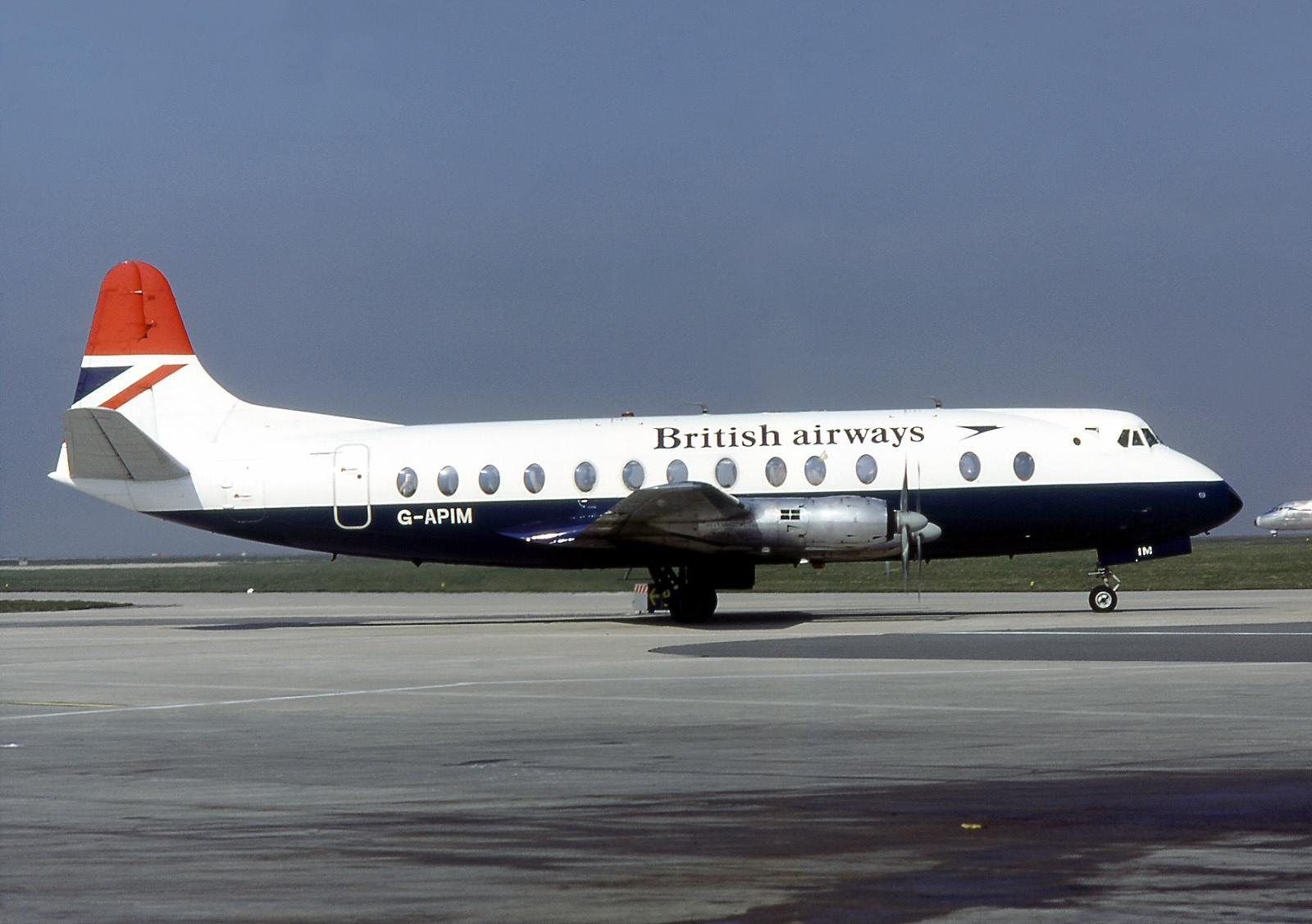
ビッカース バイカウント

### 保有機材の特徴
同社はイギリスのエアラインということもあり、歴史的にエンジンメーカーの選択が可能な機材については同じイギリスの航空機エンジンメーカーである「ロールス・ロイス（Rolls Royce）」社製のエンジンを選定しているのが同社の保有機材の大きな特徴である。
エンジンメーカーの選択が可能になったボーイング747の長距離モデル「-200」型機では、世界で初めてロールス・ロイス社のエンジンを選定したエアラインとなり、さらにボーイング767においてもロールス・ロイス社製エンジンを搭載したモデルを発注・導入したことで知られている。
しかし、1990年代に受領したボーイング777-200型機、一部のボーイング777-200ER型機とエンジン選択が出来なかったボーイング777-300ER型機ではアメリカ製GE・アビエーション社製エンジン（GE90）を選定している。ただし、2000年代から受領している777-200ER型機はロールス・ロイス社製のエンジンへ回帰している。将来導入予定のボーイング777-9XもGE90の派生型であるGE9Xのみが採用されるため、こちらもGE製エンジンが選定される予定である。

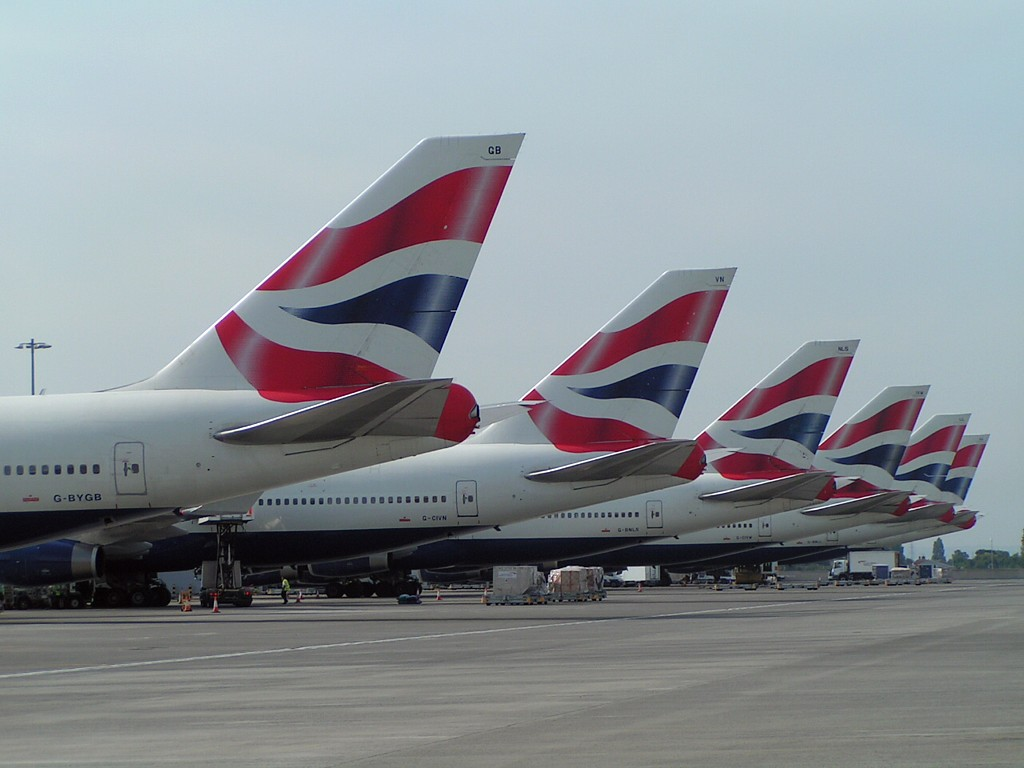
ヒースロー空港に並ぶボーイング747-400の尾翼

ボーイング747-400を世界で最も多く導入した航空会社でもあり、一時は57機も運航していた（ただし747全般では世界で最も多く導入したのは日本航空である）。この747-400のエンジンももちろんロールス・ロイス社製（RB211）である。また、この747-400は当初、2023年〜2024年頃までに退役する予定であったが、新型コロナウイルス感染症（COVID-19）の世界的な流行に伴い、当初の予定を前倒しするかたちで2020年10月8日までに全機が退役。同社が半世紀近く運航してきた747の歴史には終止符が打たれた。

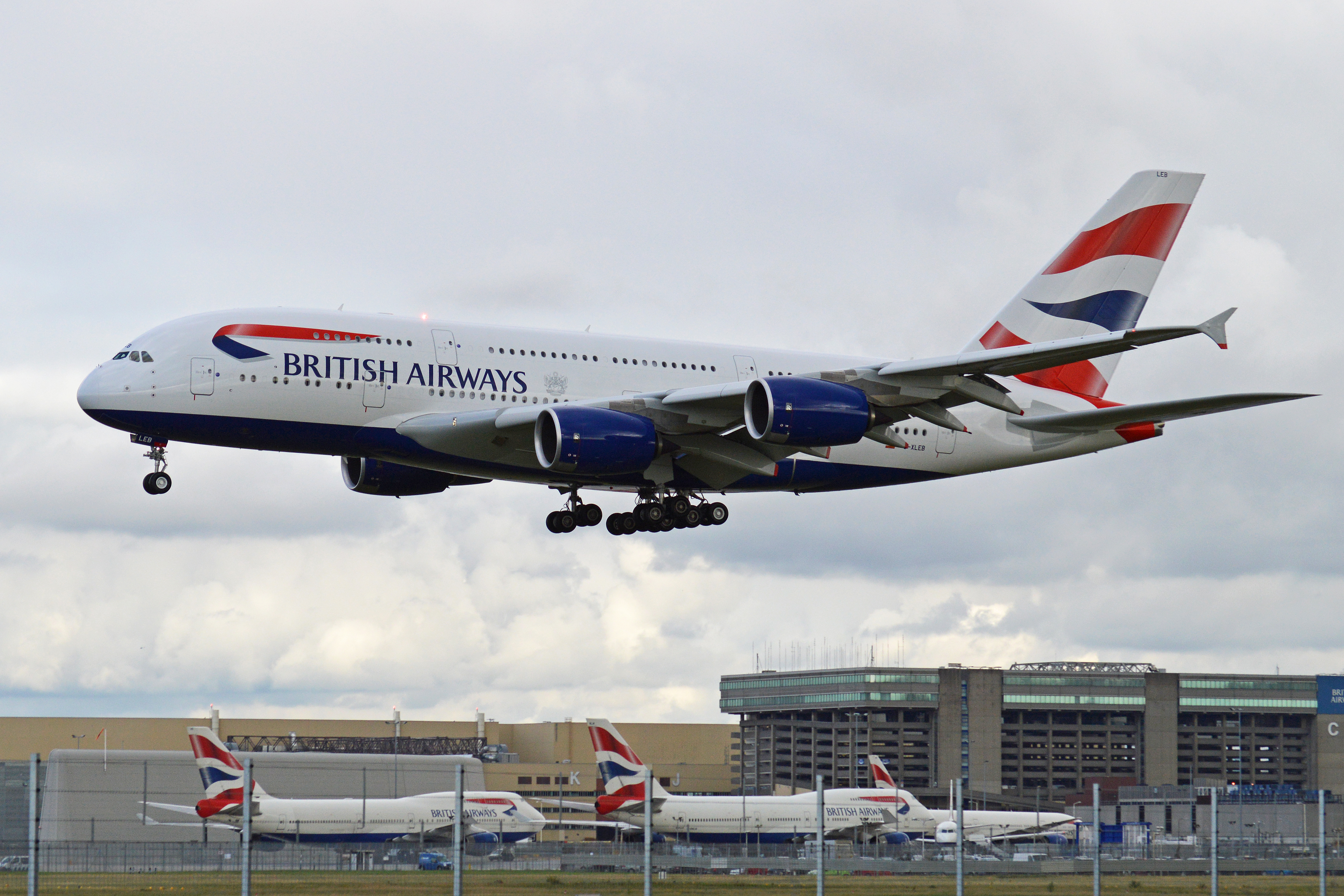
ボーイング747-400の後継機の一つとなるエアバスA380

747-400の後継機種のひとつとしてエアバスA380を選定、2007年に発注し2013年から運航を開始している。そのA380について当初は否定的であった態度を一転させた理由としては、747-400の後継モデルであるボーイング747-8の搭載エンジンが、アメリカのGE社製のみであったことが挙げられる（エンジンの選択が可能なA380においてはロールス・ロイス社製エンジンを選定している）。そして、エアバスA380（後述）と同時期に発注したボーイング787も24機（+オプション18機）すべてロールス・ロイス社製のエンジンを選定している。
また、後にワールドエアカーゴ（貨物部門）でボーイング747-8Fを3機導入したが、機材と運航、整備はアトラス航空による運用（ウェットリース）である特別な例で2014年4月中には同社での運航を終了し、機材をアトラス航空へ返却している。
BAが発注したボーイング社製航空機の顧客番号（カスタマーコード）は36で、航空機の形式名は747-436,  767-336ER, 777-236, 777-236ER などとなる。

### 塗装
| 塗装の名称                                  | 使用期間        | 概要 | 画像                                       |
| ------------------------------------------- | --------------- | --- | ------------------------------------------ |
| ニガス                                      | 1974年 - 1984年 | 幾度の統合の末に誕生した、ブリティッシュエアウェイズ初の塗装。ニガス&ニガスがデザインし、垂直尾翼にユニオンジャックの一部を使用したのはこれが初めて。当初機体には「British Airways」と表記されていたが、途中で「British」という文字のみとなった。前方にスピードバードが描かれている。                                                                            | ニガス                                     |
| ランドー                                    | 1984年 - 1998年 | ランドーアソシエイツがデザイン。垂直尾翼に同社の紋章が描かれ、色も変更されているほか、「Airways」の文字も復活した。胴体には矢印のようなロゴも描かれた。ただし、スピードバードは消されている。 | ランドー                                   |
| チャタム・ドックヤード・ ユニオン・フラッグ | 1998年 -        | コンコルドで使用されたデザインをもとに考案され、垂直尾翼は引き続きユニオンジャックを使用しているが、それまでとは違って旗めくようなデザインがうかがえる。胴体前方に描かれた、曲がった線のようなマークは「スピードマーク」と呼ばれている。導入当初は、後述の「ワールドイメージ」という塗装も行っていたが、こちらは比較的短期間で終了し統一されたデザインとなった。 | チャタム・ドックヤード・ユニオン・フラッグ |

#### ワールドイメージ

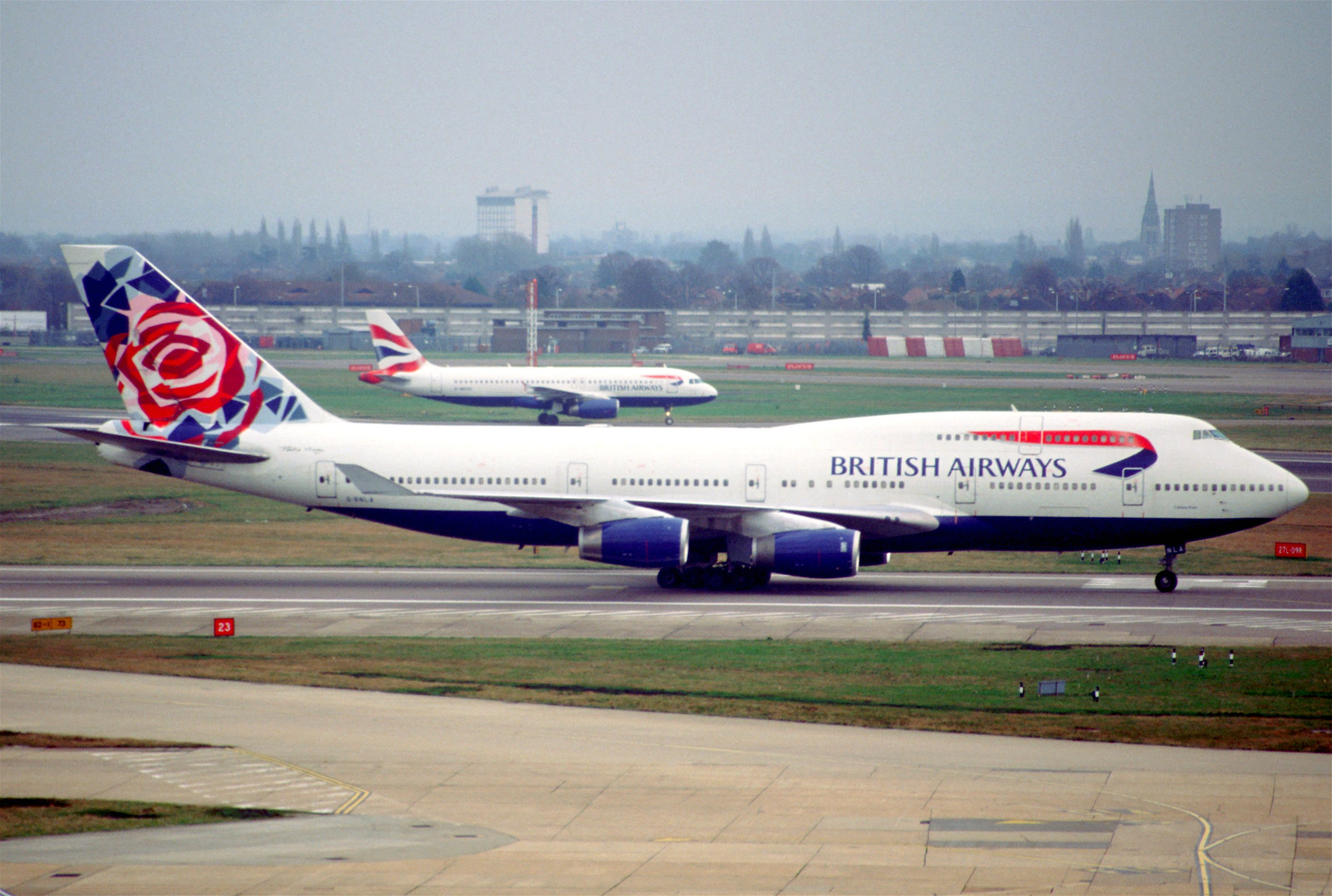
「ワールドイメージ」キャンペーン実施中のボーイング747

BAは1997年に、現在も使用されているユニオン・ジャックを使用した機体塗装にリニューアルしたが、これと同時に「ワールドイメージ (英語: World Images) 」と称するキャンペーン（「ワールドテイルズ」「ユートピア」などとも ）が開始された。これは、世界各国のアーティストが制作した一機ごとに異なるデザインを垂直尾翼に施すというもので、ブリティッシュ・エアウェイズが多様な文化を持つ世界の人々のための国際的航空会社であることを表現する目的で導入され、デザイン数は合計で50種類程度 に及び、デザインの改装にかかったコストは合計で約60,000,000ポンドになったといわれる。航空ファンの注目を集めたキャンペーンではあったが、社内や地元イギリスの利用客からは「イギリスの航空会社らしくない」「どこの国の航空会社なのかわかりにくい」「別の航空会社と間違いやすい」などの理由で評判が悪く、2001年から全機をコンコルドの尾翼デザインであるユニオン・ジャックをモチーフにした「チャタム・ドックヤード・ユニオン・フラッグ」に塗り替え、わずか4年ほどで終了することとなった。ちなみにこのキャンペーンでは、日本の画家・加山又造の作品も使われている。

#### 100周年記念
2019年、BAは最も古い前身であるエアクラフト・トランスポート・アンド・トラベルによる世界初の定期国際線運航（1919年）からちょうど100年を迎えたことを記念し、「国際線運航100周年」として複数の機体に大規模な復刻特別塗装を実施した。以下はその一覧である。
- G-BYGC（B747-400）に英国海外航空の復刻塗装を実施[26][27]。
- G-EUPJ（A319）に英国欧州航空の復刻塗装を実施[28]。
- G-CIVB（B747-400）に1974年から1980年まで使われたニガスの初代復刻塗装を実施[29][30]。
- G-BNLY（B747-400）に1984年から1997年まで使われたランドーの復刻塗装を実施[31][32]。

この年は、特別塗装が実施された機種のひとつであるB747が1969年に初飛行してからちょうど半世紀の節目の年でもあった。
特別塗装機が使用される便においては、乗務員もその塗装当時のデザインの制服を着用し、機体の外見だけでなく、機内の雰囲気までレトロに再現した。さらにこのイベント実施時、イギリスのエリザベス女王も、BAの本部や博物館「スピードバード・センター」などを訪れた。

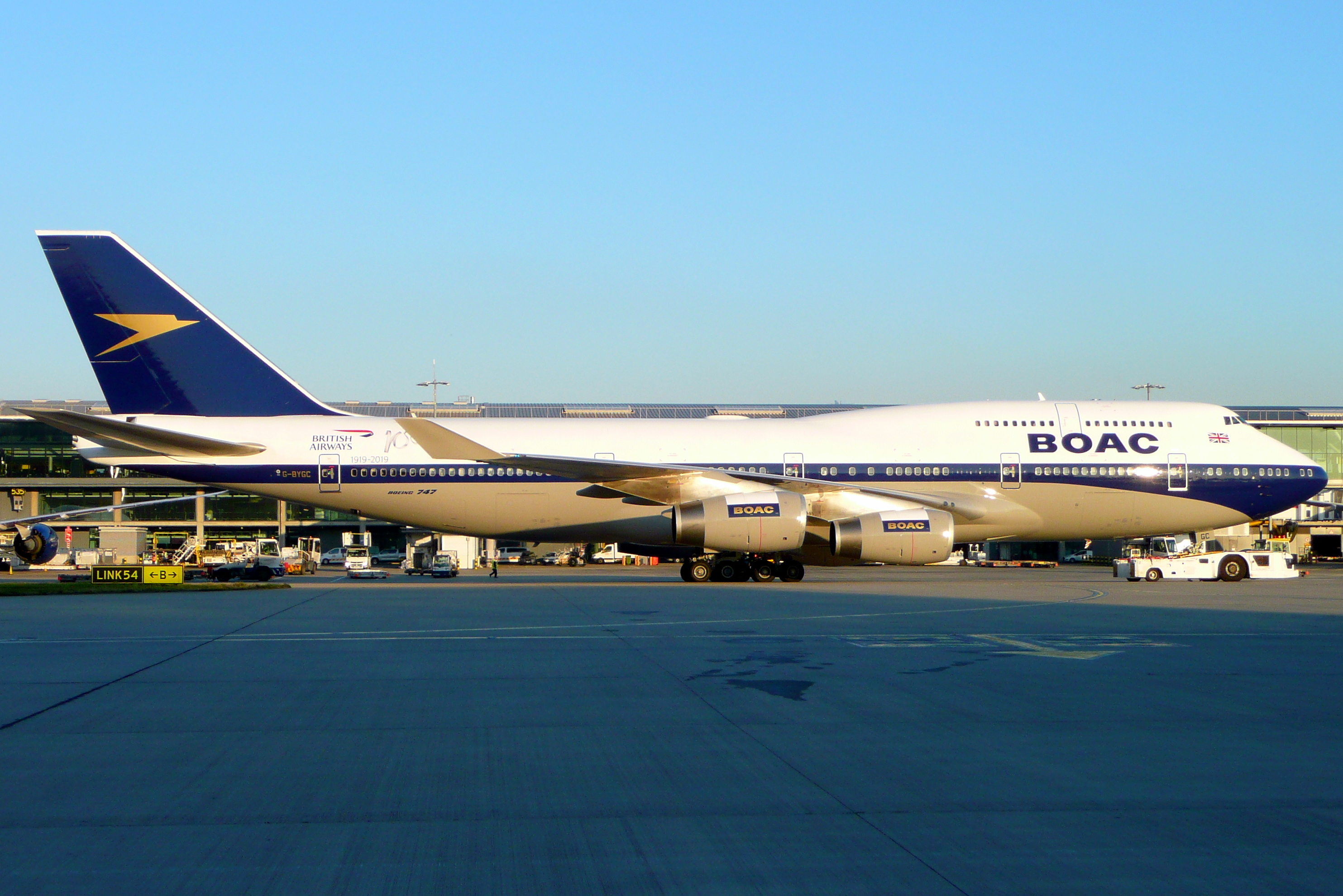
BOAC塗装が施されたボーイング747-400（G-BYGC)
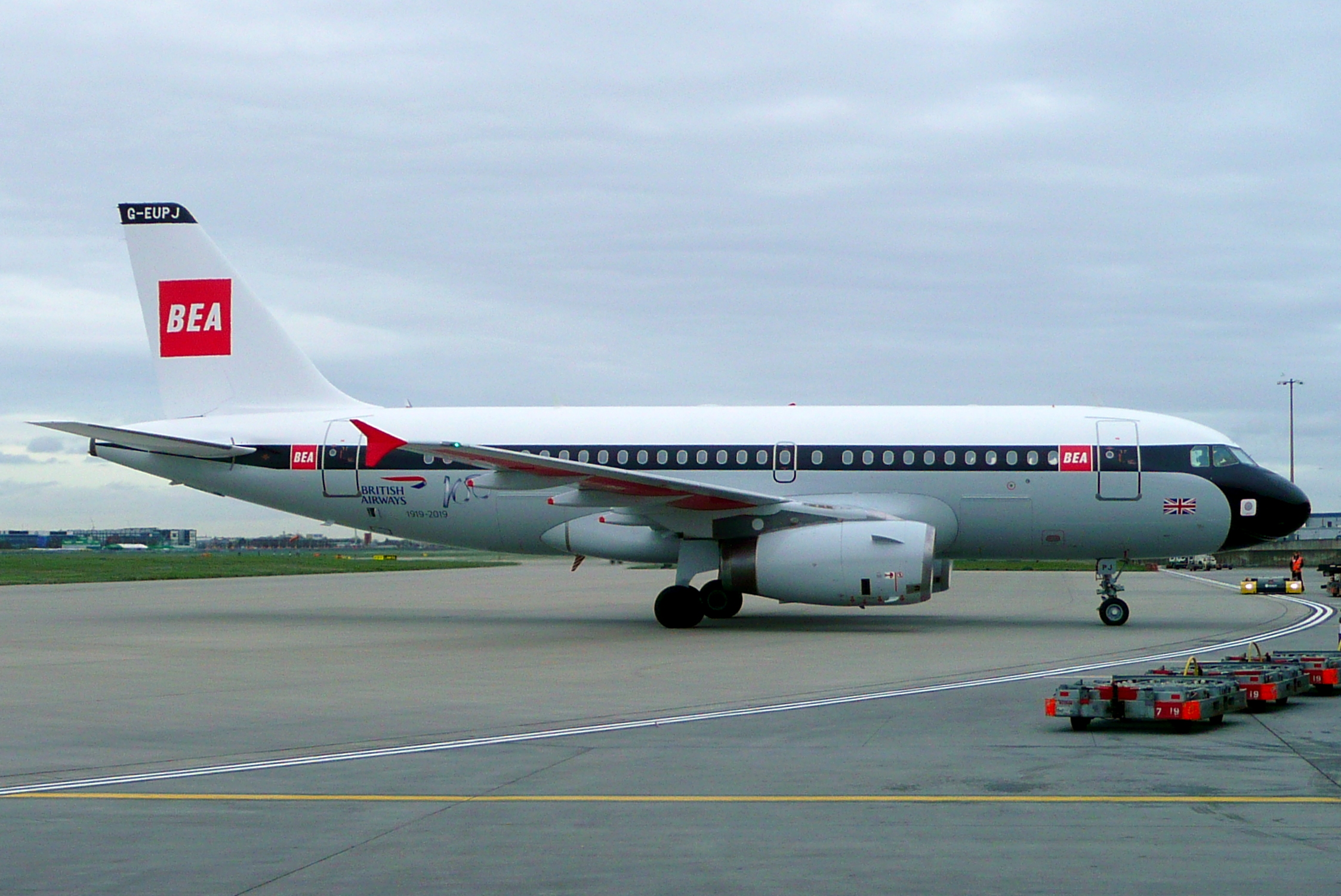
BEA塗装が施されたエアバスA319-100（G-EUPJ）
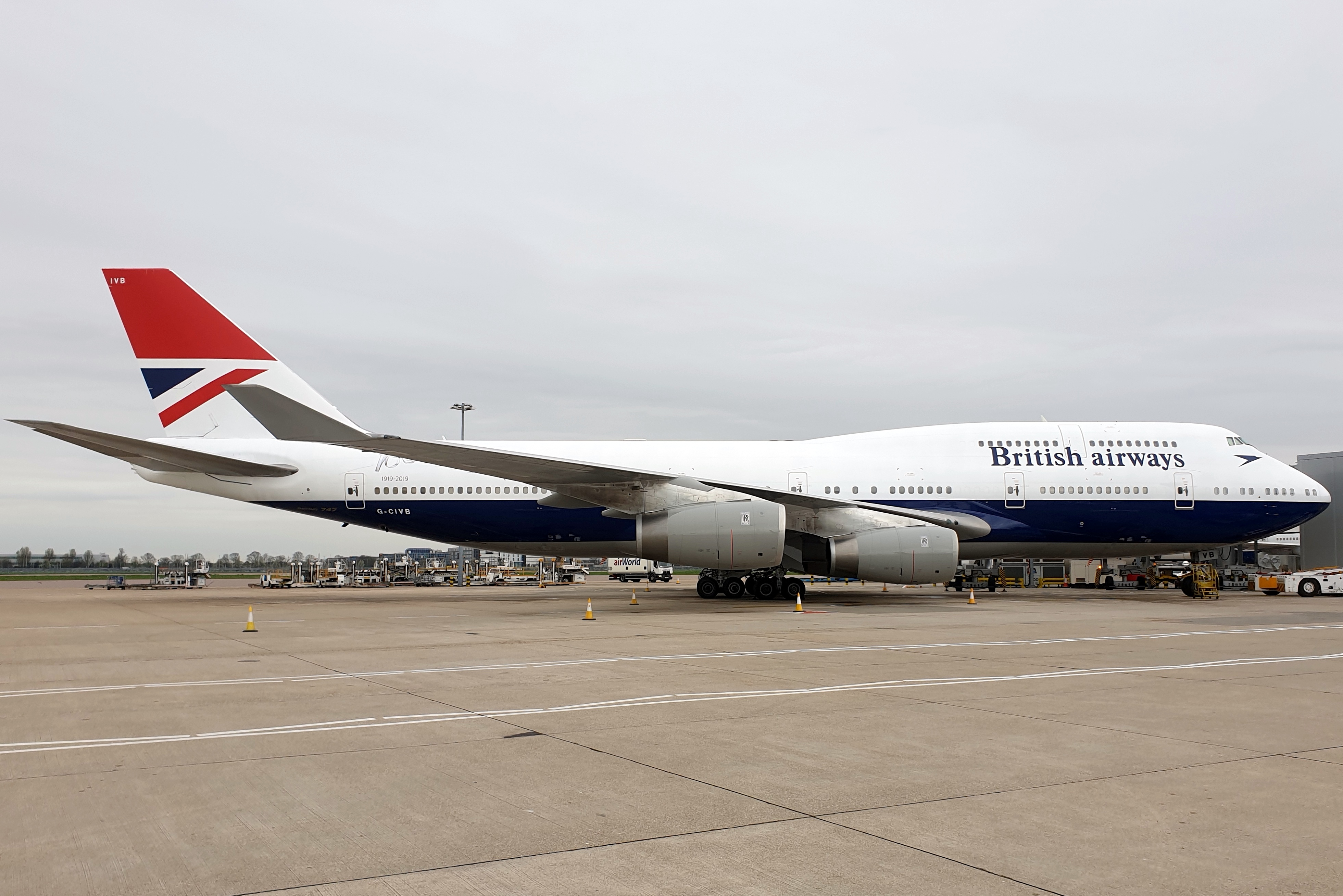
1980年まで使用されたニガス塗装が施されたボーイング747-400（G-ClVB）
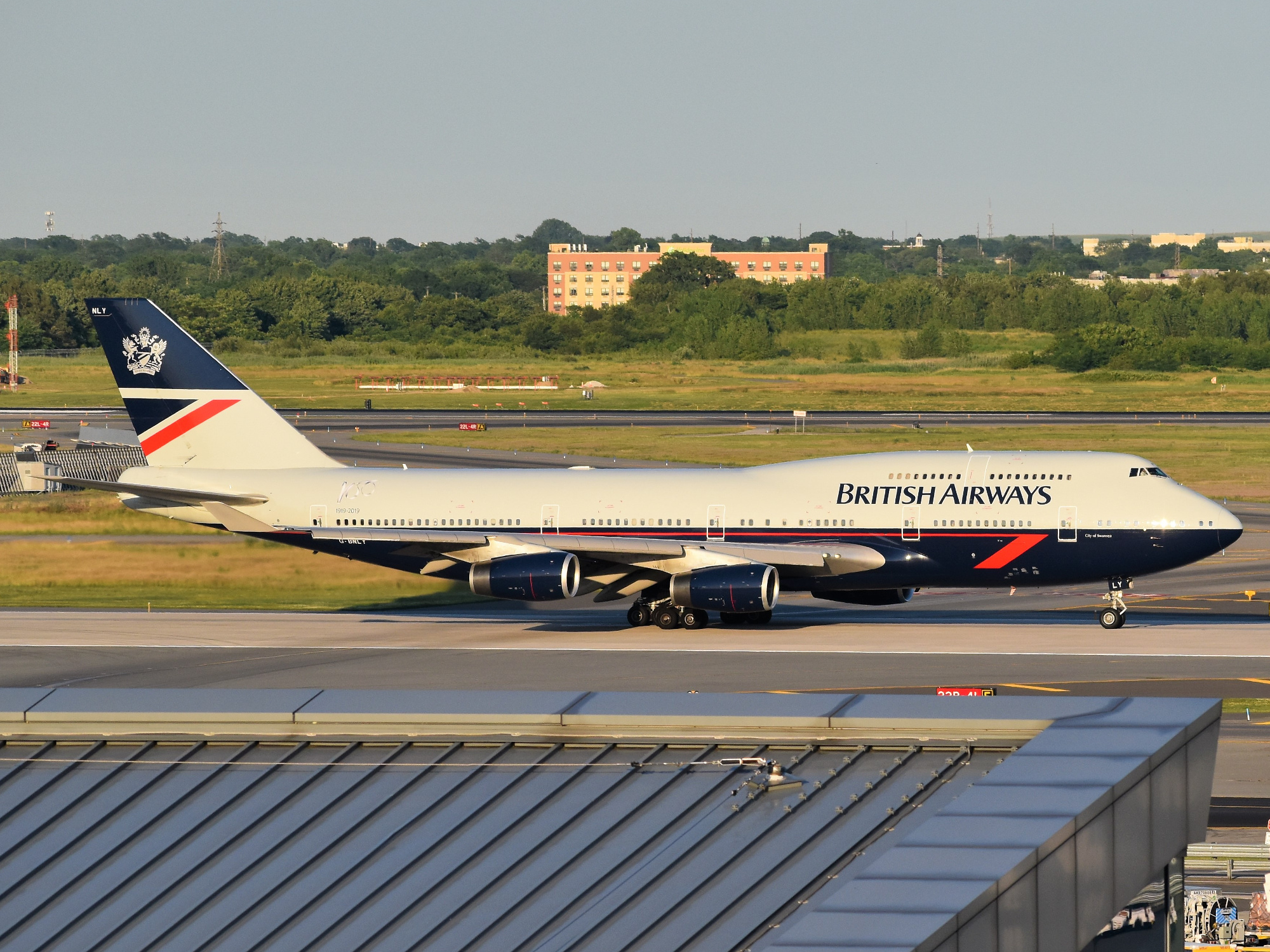
1997年まで使用されたランドー塗装が施されたボーイング747-400（G-BNLY）

### 重整備
ウェールズのカーディフ空港に隣接する場所に、同社の航空機を整備する主要な整備施設の１つであるブリティッシュ・エアウェイズ・メンテナンス・カーディフがある。ここでは同社が所有するボーイング社製の長距離路線仕様の航空機であるボーイング747、777、787の全ての重整備や内装の変更を行っている。また、コンコルドの整備もここで行われていた。なお、カーディフ空港発着の定期便を運航していないため、重整備を行う機材は重整備のために同空港に飛来する。

## 就航都市
| 国                             | 都市                                       | 空港                                                   | 備考              |
| イギリス                       |                                            |                                                        |                   |
| イングランド                   | ロンドン                                   | ロンドン・ヒースロー空港                               | ハブ空港          |
| イングランド                   | ロンドン                                   | ロンドン・ガトウィック空港                             | 準ハブ空港        |
| イングランド                   | ロンドン                                   | ロンドン・スタンステッド空港                           | 貨物便ハブ        |
| イングランド                   | ロンドン                                   | ロンドン・シティ空港                                   |                   |
| イングランド                   | マンチェスター                             | マンチェスター空港                                     |                   |
| イングランド                   | ニューカッスル                             | ニューカッスル国際空港                                 |                   |
| イングランド                   | リーズ                                     | リーズ・ブラッドフォード国際空港                       |                   |
| スコットランド                 | アバディーン                               | アバディーン空港                                       |                   |
| スコットランド                 | エディンバラ                               | エディンバラ空港                                       |                   |
| スコットランド                 | グラスゴー                                 | グラスゴー国際空港                                     |                   |
| スコットランド                 | インヴァネス                               | インヴァネス空港(2016年5月3日より就航)                 |                   |
| 北アイルランド                 | ベルファスト                               | ジョージ・ベスト・ベルファスト・シティ空港             |                   |
| ジャージー                     | ジャージー                                 | ジャージー空港                                         |                   |
| ジブラルタル                   | ジブラルタル                               | ジブラルタル国際空港                                   |                   |
| ヨーロッパ                     |                                            |                                                        |                   |
| フランス                       | パリ                                       | シャルル・ド・ゴール国際空港                           |                   |
| フランス                       | パリ                                       | オルリー空港                                           |                   |
| フランス                       | ミュールーズ（ バーゼル）（ フライブルク） | ユーロエアポートバーゼル・ミュールーズ・フライブルク   |                   |
| フランス                       | シャンベリ                                 | シャンベリ空港                                         | 季節便            |
| フランス                       | トゥールーズ                               | トゥールーズ・ブラニャック空港                         |                   |
| フランス                       | ビアリッツ                                 | ビアリッツ＝アングレット＝バイヨンヌ空港               |                   |
| フランス                       | ボルドー                                   | ボルドー・メリニャック空港                             |                   |
| フランス                       | マルセイユ                                 | マルセイユ・プロヴァンス空港                           |                   |
| フランス                       | ニース                                     | コート・ダジュール空港                                 |                   |
| フランス                       | リオン                                     | リオン・サン＝テグジュペリ国際空港                     |                   |
| ドイツ                         | ベルリン                                   | ベルリン・テーゲル空港                                 |                   |
| ドイツ                         | ケルン                                     | ケルン・ボン空港                                       | 貨物便            |
| ドイツ                         | シュトゥットガルト                         | シュトゥットガルト空港                                 |                   |
| ドイツ                         | デュッセルドルフ                           | デュッセルドルフ空港                                   |                   |
| ドイツ                         | ハノーファー                               | ハノーファー空港                                       |                   |
| ドイツ                         | ハンブルク                                 | ハンブルク国際空港                                     |                   |
| ドイツ                         | フランクフルト                             | フランクフルト空港                                     |                   |
| ドイツ                         | ミュンヘン                                 | ミュンヘン国際空港                                     |                   |
| イタリア                       | ローマ                                     | レオナルド・ダ・ヴィンチ＝フィウミチーノ空港           |                   |
| イタリア                       | ミラノ                                     | ミラノ・マルペンサ国際空港                             |                   |
| イタリア                       | ミラノ                                     | ミラノ・リナーテ国際空港                               |                   |
| イタリア                       | ヴェネツィア                               | ヴェネツィア・テッセラ空港                             |                   |
| イタリア                       | ヴェローナ                                 | ヴェローナ・ヴィッラフランカ空港                       |                   |
| イタリア                       | カターニア                                 | カターニア・フォンタナロッサ空港                       |                   |
| イタリア                       | カリャリ                                   | カリャリ＝エルマス空港                                 |                   |
| イタリア                       | ジェノヴァ                                 | ジェノヴァ・クリストーフォロ・コロンボ空港             |                   |
| イタリア                       | トリノ                                     | トリノ空港                                             |                   |
| イタリア                       | ナポリ                                     | ナポリ・カポディキーノ国際空港                         |                   |
| イタリア                       | バーリ                                     | バーリ国際空港                                         | 季節便            |
| イタリア                       | ピサ                                       | ガリレオ・ガリレイ国際空港                             |                   |
| イタリア                       | ボローニャ                                 | グリエルモ・マルコーニ国際空港                         |                   |
| スペイン                       | マドリード                                 | アドルフォ・スアレス・マドリード＝バラハス空港         |                   |
| スペイン                       | バルセロナ                                 | バルセロナ＝エル・プラット空港                         |                   |
| スペイン                       | アリカンテ                                 | アリカンテ＝エルチェ空港                               |                   |
| スペイン                       | サラゴサ                                   | サラゴサ空港                                           | 貨物便            |
| スペイン                       | マラガ                                     | マラガ＝コスタ・デル・ソル空港                         |                   |
| スペイン                       | パルマ・デ・マヨルカ                       | パルマ・デ・マヨルカ空港                               |                   |
| スペイン                       | イビサ島                                   | イビサ空港                                             | 季節便            |
| スペイン                       | ランサローテ島                             | ランサローテ空港                                       |                   |
| ポルトガル                     | リスボン                                   | リスボン・ポルテラ空港                                 |                   |
| ポルトガル                     | ファロ                                     | ファロ空港                                             |                   |
| オーストリア                   | ウィーン                                   | ウィーン国際空港                                       |                   |
| オーストリア                   | インスブルック                             | インスブルック空港                                     | 季節便            |
| オーストリア                   | ザルツブルク                               | ザルツブルク空港                                       |                   |
| オランダ                       | アムステルダム                             | アムステルダム・スキポール空港                         |                   |
| オランダ                       | ロッテルダム                               | ロッテルダム＝ザ・ハーグ空港                           |                   |
| ギリシャ                       | アテネ                                     | アテネ国際空港                                         |                   |
| ギリシャ                       | テッサロニキ                               | テッサロニキ・マケドニア国際空港                       | 季節便            |
| スイス                         | チューリッヒ                               | チューリッヒ空港                                       |                   |
| スイス                         | ジュネーヴ                                 | ジュネーヴ・コアントラン国際空港                       |                   |
| クロアチア                     | ザグレブ                                   | ザグレブ国際空港                                       |                   |
| クロアチア                     | ドゥブロヴニク                             | ドゥブロヴニク空港                                     |                   |
| ノルウェー                     | オスロ                                     | オスロ空港                                             |                   |
| ノルウェー                     | ベルゲン                                   | ベルゲン空港                                           |                   |
| ノルウェー                     | スタヴァンゲル                             | スタヴァンゲル空港                                     |                   |
| スウェーデン                   | ストックホルム                             | ストックホルム・アーランダ空港                         |                   |
| スウェーデン                   | ヨーテボリ                                 | ヨーテボリ・ランドヴェッテル空港                       |                   |
| フィンランド                   | ヘルシンキ                                 | ヘルシンキ・ヴァンター国際空港                         |                   |
| デンマーク                     | コペンハーゲン                             | コペンハーゲン国際空港                                 |                   |
| ロシア                         | モスクワ                                   | ドモジェドヴォ空港                                     |                   |
| ロシア                         | サンクトペテルブルク                       | プルコヴォ空港                                         |                   |
| ルクセンブルク                 | ルクセンブルク                             | ルクセンブルク＝フィンデル空港                         |                   |
| アイルランド                   | ダブリン                                   | ダブリン空港                                           |                   |
| ベルギー                       | ブリュッセル                               | ブリュッセル空港                                       |                   |
| チェコ                         | プラハ                                     | ヴァーツラフ・ハヴェル・プラハ国際空港                 |                   |
| ポーランド                     | ワルシャワ                                 | ワルシャワ・フレデリック・ショパン空港                 |                   |
| ルーマニア                     | ブカレスト                                 | アンリ・コアンダ国際空港                               |                   |
| ウクライナ                     | キエフ                                     | ボルィースピリ国際空港                                 |                   |
| ブルガリア                     | ソフィア                                   | ソフィア空港                                           |                   |
| アルバニア                     | ティラナ                                   | ティラナ国際空港                                       |                   |
| コソボ                         | プリシュティナ                             | プリシュティナ国際空港                                 |                   |
| キプロス                       | ラルナカ                                   | ラルナカ国際空港                                       |                   |
| キプロス                       | パフォス                                   | パフォス国際空港                                       | 季節便            |
| トルコ                         | イスタンブール                             | イスタンブール空港                                     |                   |
| アフリカ                       |                                            |                                                        |                   |
| エジプト                       | カイロ                                     | カイロ国際空港                                         |                   |
| リビア                         | トリポリ                                   | トリポリ国際空港                                       |                   |
| チュニジア                     | チュニス                                   | チュニス・カルタゴ国際空港                             |                   |
| アルジェリア                   | アルジェ                                   | ウアリ・ブーメディアン空港                             |                   |
| モロッコ                       | カサブランカ                               | ムハンマド5世国際空港                                  |                   |
| モロッコ                       | マラケシュ                                 | マラケシュ・メナラ空港                                 |                   |
| モロッコ                       | アガディール                               | アガディール・アル・マシーラ空港                       |                   |
| ケニア                         | ナイロビ                                   | ジョモ・ケニヤッタ国際空港                             |                   |
| ナイジェリア                   | アブジャ                                   | ンナムディ・アジキウェ国際空港                         |                   |
| ナイジェリア                   | ラゴス                                     | ムルタラ・モハンマド国際空港                           |                   |
| ガーナ                         | アクラ                                     | コトカ国際空港                                         |                   |
| シエラレオネ                   | フリータウン                               | ルンギ国際空港                                         |                   |
| リベリア                       | モンロビア                                 | モンロビア・ロバーツ国際空港                           |                   |
| ウガンダ                       | カンパラエンテベ                           | エンテベ国際空港                                       |                   |
| アンゴラ                       | ルアンダ                                   | クアトロ・デ・フェベレイロ空港                         |                   |
| ザンビア                       | ルサカ                                     | ルサカ国際空港                                         |                   |
| 南アフリカ共和国               | ヨハネスブルグ                             | O・R・タンボ国際空港                                   |                   |
| 南アフリカ共和国               | ケープタウン                               | ケープタウン国際空港                                   |                   |
| ジンバブエ                     | ハラレ                                     | ハラレ国際空港                                         |                   |
| モーリシャス                   | ポートルイスマエブール                     | サー・シウサガル・ラングーラム国際空港                 |                   |
| 北アメリカ                     |                                            |                                                        |                   |
| アメリカ合衆国                 | ワシントンD.C.                             | ワシントン・ダレス国際空港                             |                   |
| アメリカ合衆国                 | ニューヨーク                               | ジョン・F・ケネディ国際空港                            |                   |
| アメリカ合衆国                 | シカゴ                                     | シカゴ・オヘア国際空港                                 |                   |
| アメリカ合衆国                 | ダラス                                     | ダラス・フォートワース国際空港                         |                   |
| アメリカ合衆国                 | ヒューストン                               | ジョージ・ブッシュ・インターコンチネンタル空港         |                   |
| アメリカ合衆国                 | オースティン                               | オースティン・バーグストロム国際空港                   |                   |
| アメリカ合衆国                 | アトランタ                                 | ハーツフィールド・ジャクソン・アトランタ国際空港       |                   |
| アメリカ合衆国                 | ニューオリンズ                             | ルイ・アームストロング・ニューオーリンズ国際空港       |                   |
| アメリカ合衆国                 | オーランド                                 | オーランド国際空港                                     |                   |
| アメリカ合衆国                 | フォートローダーデール                     | フォートローダーデール・ハリウッド国際空港             |                   |
| アメリカ合衆国                 | ポートランド                               | ポートランド国際空港                                   |                   |
| アメリカ合衆国                 | サンディエゴ                               | サンディエゴ国際空港                                   |                   |
| アメリカ合衆国                 | サンノゼ                                   | ノーマン・Y・ミネタ・サンノゼ国際空港                  |                   |
| アメリカ合衆国                 | サンフランシスコ                           | サンフランシスコ国際空港                               |                   |
| アメリカ合衆国                 | シアトル                                   | シアトル・タコマ国際空港                               |                   |
| アメリカ合衆国                 | タンパ                                     | タンパ国際空港                                         |                   |
| アメリカ合衆国                 | デンバー                                   | デンバー国際空港                                       |                   |
| アメリカ合衆国                 | ニューアーク                               | ニューアーク・リバティー国際空港                       |                   |
| アメリカ合衆国                 | フィラデルフィア                           | フィラデルフィア国際空港                               |                   |
| アメリカ合衆国                 | フェニックス                               | フェニックス・スカイハーバー国際空港                   |                   |
| アメリカ合衆国                 | ボルチモア                                 | ボルチモア・ワシントン国際空港                         |                   |
| アメリカ合衆国                 | ボストン                                   | ジェネラル・エドワード・ローレンス・ローガン国際空港   |                   |
| アメリカ合衆国                 | マイアミ                                   | マイアミ国際空港                                       |                   |
| アメリカ合衆国                 | ラスベガス                                 | マッカラン国際空港                                     |                   |
| アメリカ合衆国                 | ロサンゼルス                               | ロサンゼルス国際空港                                   |                   |
| アメリカ合衆国                 | ナッシュビル                               | ナッシュビル国際空港                                   | 2018年5月より就航 |
| カナダ                         | トロント                                   | トロント・ピアソン国際空港                             |                   |
| カナダ                         | カルガリー                                 | カルガリー国際空港                                     |                   |
| カナダ                         | バンクーバー                               | バンクーバー国際空港                                   |                   |
| カナダ                         | モントリオール                             | モントリオール・ピエール・エリオット・トルドー国際空港 |                   |
| メキシコ                       | メキシコシティ                             | メキシコ・シティ国際空港                               |                   |
| メキシコ                       | カンクン                                   | カンクン国際空港                                       |                   |
| グレナダ                       | セントジョージズ                           | ポイント・サリンス国際空港                             |                   |
| ケイマン諸島                   | グランドケイマン島                         | オーウェン・ロバーツ国際空港                           |                   |
| ジャマイカ                     | キングストン                               | ノーマン・マンレー国際空港                             |                   |
| セントクリストファー・ネイビス | セントクリストファー島                     | ロバート・L・ブラッドショー国際空港                    |                   |
| セントルシア                   | ビュー・フォート                           | ヘウノラ国際空港                                       |                   |
| タークス・カイコス諸島         | プロビデンシアレス島                       | プロビデンシアレス国際空港                             |                   |
| ドミニカ共和国                 | プンタカナ                                 | プンタカナ国際空港                                     |                   |
| バハマ                         | ナッソー                                   | リンデン・ピンドリング国際空港                         |                   |
| バミューダ                     | バミューダ                                 | L.F.ウェイド国際空港                                   |                   |
| バルバドス                     | バルバドス                                 | グラントレー・アダムス国際空港                         |                   |
| アンティグア・バーブーダ       | アンティグア島                             | VCバード国際空港                                       |                   |
| トリニダード・トバゴ           | ポートオブスペイン                         | ピアルコ国際空港                                       |                   |
| トリニダード・トバゴ           | トバゴ島                                   | アーサー・ナポレオン・レイモンド・ロビンソン国際空港   |                   |
| 南アメリカ                     |                                            |                                                        |                   |
| ブラジル                       | サンパウロ                                 | サンパウロ・グアルーリョス国際空港                     |                   |
| ブラジル                       | リオデジャネイロ                           | アントニオ・カルロス・ジョビン国際空港                 |                   |
| アルゼンチン                   | ブエノスアイレス                           | ミニストロ・ピスタリーニ国際空港                       |                   |
| アジア                         |                                            |                                                        |                   |
| 日本                           | 東京                                       | 東京国際空港                                           |                   |
| 日本                           | 大阪                                       | 関西国際空港                                           |                   |
| 韓国                           | ソウル                                     | 仁川国際空港                                           |                   |
| 中国                           | 北京                                       | 北京首都国際空港                                       |                   |
| 中国                           | 上海                                       | 上海浦東国際空港                                       |                   |
| 香港                           | 香港                                       | 香港国際空港                                           |                   |
| タイ                           | バンコク                                   | スワンナプーム国際空港                                 |                   |
| マレーシア                     | クアラルンプール                           | クアラルンプール国際空港                               |                   |
| シンガポール                   | シンガポール                               | シンガポール・チャンギ国際空港                         |                   |
| インド                         | デリー                                     | インディラ・ガンディー国際空港                         |                   |
| インド                         | ムンバイ                                   | チャットラパティー・シヴァージー国際空港               |                   |
| インド                         | チェンナイ                                 | チェンナイ国際空港                                     |                   |
| インド                         | バンガロール                               | バンガロール国際空港                                   |                   |
| インド                         | ハイデラバード                             | ラジーヴ・ガンディー国際空港                           |                   |
| バングラデシュ                 | ダッカ                                     | シャージャラル国際空港                                 | 貨物便            |
| スリランカ                     | コロンボ                                   | バンダラナイケ国際空港                                 |                   |
| モルディブ                     | マレ                                       | マレ・イブラヒム・ナシル国際空港                       |                   |
| カザフスタン                   | アルマトイ                                 | アルマトイ国際空港                                     |                   |
| アゼルバイジャン               | バクー                                     | ヘイダル・アリエフ国際空港                             |                   |
| クウェート                     | クウェート                                 | クウェート国際空港                                     |                   |
| レバノン                       | ベイルート                                 | ベイルート・ラフィク・ハリリ国際空港                   |                   |
| イスラエル                     | テルアビブ                                 | ベン・グリオン国際空港                                 |                   |
| ヨルダン                       | アンマン                                   | クィーンアリア国際空港                                 |                   |
| ジョージア                     | トビリシ                                   | トビリシ空港                                           |                   |
| アラブ首長国連邦               | アブダビ                                   | アブダビ国際空港                                       |                   |
| アラブ首長国連邦               | ドバイ                                     | ドバイ国際空港                                         |                   |
| オマーン                       | マスカット                                 | マスカット国際空港                                     |                   |
| カタール                       | ドーハ                                     | ハマド国際空港                                         |                   |
| サウジアラビア                 | リヤド                                     | キング・ハーリド国際空港                               |                   |
| サウジアラビア                 | ジッダ                                     | キング・アブドゥルアズィーズ国際空港                   |                   |
| サウジアラビア                 | ダンマーム                                 | キング・ファハド国際空港                               | 貨物便            |
| イラン                         | テヘラン                                   | エマーム・ホメイニー国際空港                           |                   |
| バーレーン                     | バーレーン                                 | バーレーン国際空港                                     |                   |
| オセアニア                     |                                            |                                                        |                   |
| オーストラリア                 | シドニー                                   | シドニー国際空港                                       |                   |

## コードシェア
ブリティッシュ・エアウェイズは以下の航空会社とコードシェア便の運航を行なっている。

### ワンワールド加盟航空会社
- 日本航空
- キャセイパシフィック航空
- マレーシア航空
- カンタス航空
- アメリカン航空
- アラスカ航空
- S7航空（ワンワールド加盟停止中）
- フィンエアー
- ロイヤル・ヨルダン航空
- カタール航空
- イベリア航空

### ワンワールド非加盟航空会社
- 中国東方航空（スカイチーム）
- 中国南方航空
- バンコク・エアウェイズ
- エア・バルティック
- Flybe
- ローガンエアー
- エアリンガス
- ブエリング航空
- TAAGアンゴラ航空
- LATAM チリ
- LATAM ブラジル

## 日本との関係

### 日本への運航便
| 便名  | 路線                | 路線      | 機材                                  | コードシェア                    |
| ----- | ------------------- | --------- | ------------------------------------- | ------------------------------- |
| BA5/6 | ロンドン/ヒースロー | 東京/羽田 | - ボーイング787-9                     | - IB/イベリア航空 - JL/日本航空 |
| BA7/8 | ロンドン/ヒースロー | 東京/羽田 | - エアバスA350-1000 - ボーイング787-9 | - IB/イベリア航空 - JL/日本航空 |

### 日本との歴史
日本には、英国海外航空時代の1948年3月19日にイギリスの南海岸のプール - 香港線を延長し、当時連合国軍による占領下であった日本の占領にあたっていた駐日イギリス軍への物資補給を目的に、岩国基地にショート・サンドリンガム「プリマス型」飛行艇で乗り入れた。
同年11月には東京国際空港（羽田空港）への乗り入れも開始し、さらに1952年には世界初のジェット旅客機であるデハビランド・DH106 コメットIによる南回りヨーロッパ線での乗り入れを開始した。なお、日本へのジェット旅客機の乗り入れはこれが初めてであった。

その後、乗り入れ機材をブリストル・ブリタニアやDH.106 コメット Mk.、ヴィッカース・VC-10、ボーイング707などに変更した他、1960年代より北回りヨーロッパ線での乗り入れも開始した。その後大阪国際空港（伊丹空港）にも乗り入れを開始し、1971年からはボーイング747での乗り入れも開始した。

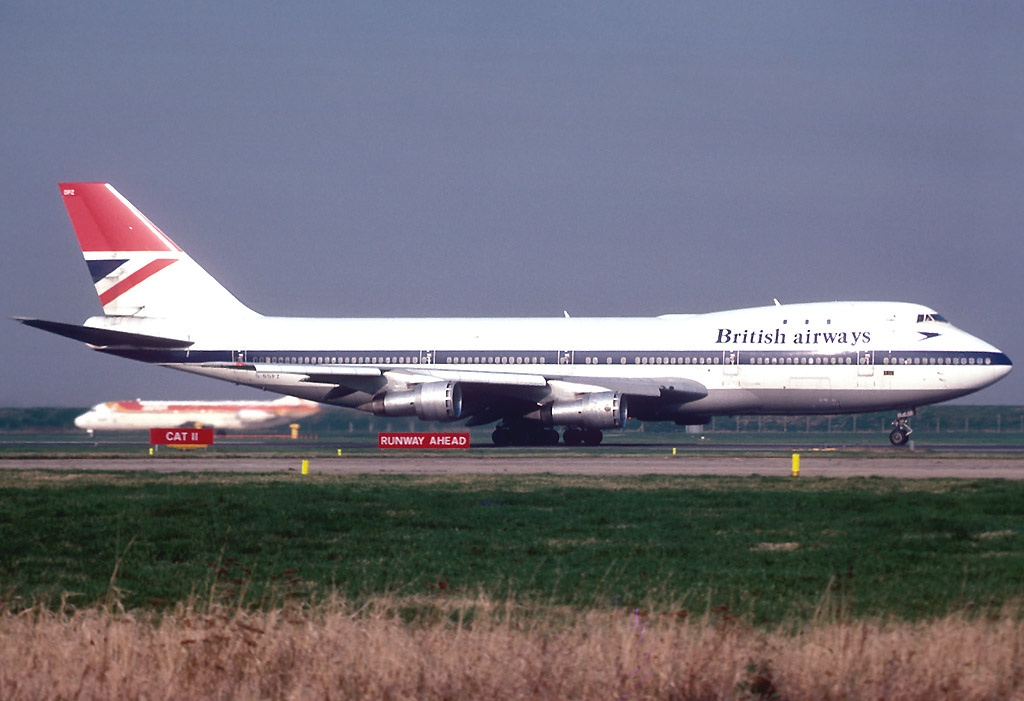
この機体のロゴはBAだが、塗装は英国海外航空である。

1974年に路線がBAに引き継がれたものの、しばらくの間は英国海外航空の塗装に、BAのロゴを入れただけの機体で運航されていた。
その後使用機材をボーイング747に統一し、1980年代以降は名古屋空港、福岡空港（伊丹経由）にも乗り入れたが、採算性の悪化などを理由にその後廃止となる。
さらに過去には、日本から元イギリス領の香港へ行く便や、香港経由でヨハネスブルグやセーシャルなどに飛行する便も運航していたが、こちらも現在は廃止済みである。

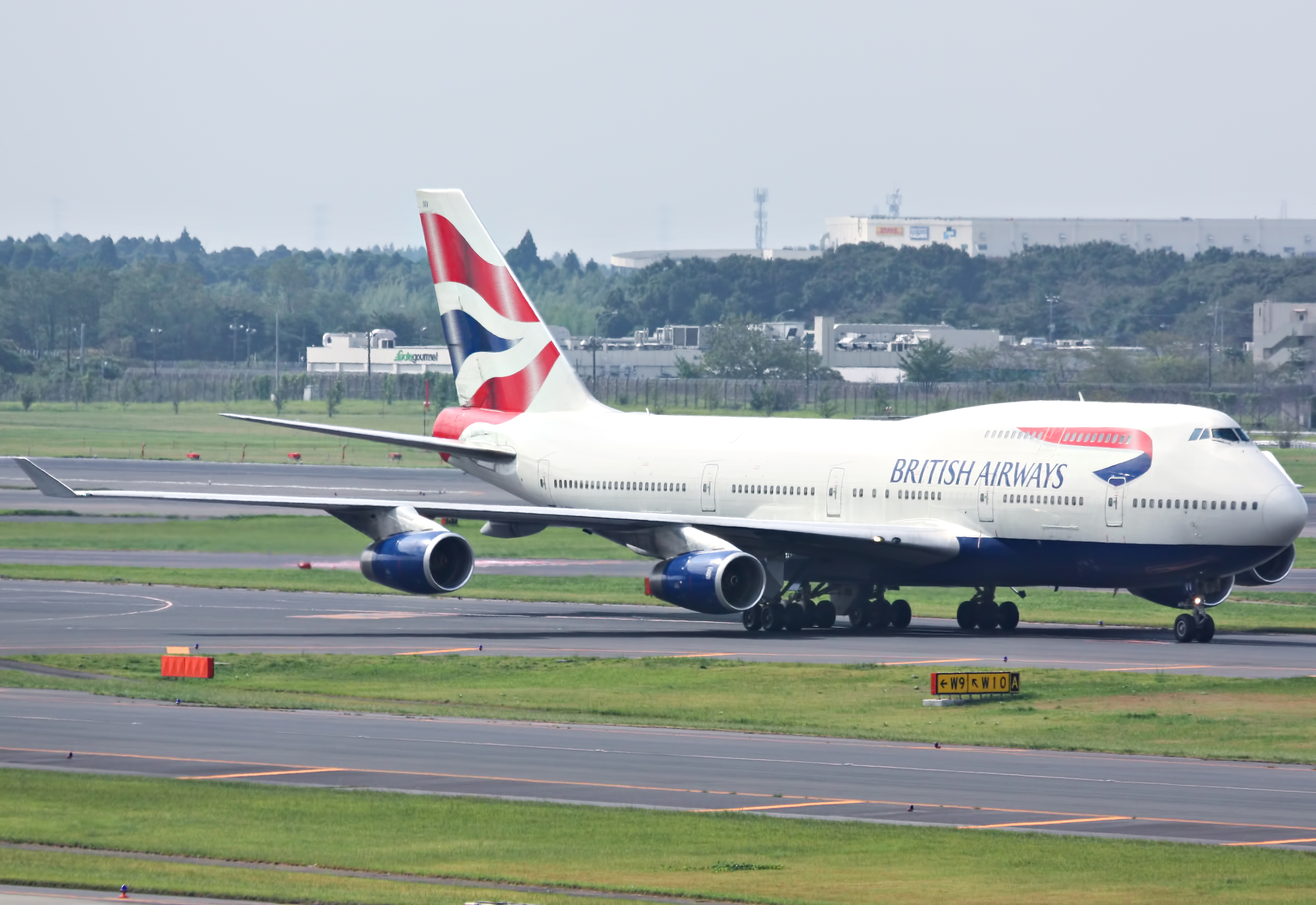
成田に飛来した747-400

2008年12月までは成田便が1日2便運航されていた。機種は2往復とも概ねボーイング747-400に統一されていたが、成田発午前便と午後便で座席配置が異なる機体が使用されており、午後発の便の方がエコノミークラスの割合が高くなっていた。その後、リーマン・ショックによる世界規模の不況による需要減を受けて1日1便に減便したが、羽田空港再国際化に伴って2011年2月20日から羽田線に就航、2014年3月31日に同じヨーロッパのルフトハンザドイツ航空とエールフランス航空が就航するまで、羽田に乗り入れる唯一の欧州系航空会社であった。羽田便は当初、週5便で運航していたが、前述のルフトハンザとエールフランスが羽田便を開設した2014年夏スケジュールからはデイリー運航に増便された。
なお、成田空港ではかつて第1ターミナルの北ウィング（主にスカイチーム加盟航空会社が使用するエリア）を使用していたが、2010年11月に他のワンワールド各社と同じ第2ターミナルに移転している。ワンワールド加盟航空会社であるにもかかわらず第1ターミナルを使用していた理由は、当時はまだボーイング747のような大型機は成田のB滑走路が使用できず、離着陸共にA滑走路のみを使用していたため、滑走路から駐機場までの距離を考慮しての措置であった。
2012年10月1日からは日本航空との共同事業開始に伴い、両社の東京 - ロンドン線の全てと日本航空が運航するフランクフルト、パリ線もコードシェア便として運航されている。
2019年4月1日、ロンドン-関西線の運航を再開した。イギリスと関西国際空港を結ぶ路線は、日本航空が廃止して以来約10年ぶりの再開となり、ブリティッシュエアウェイズにおいては約20年ぶりの復活であった。機材はボーイング787-8を使用する。しかし、翌年の2020年に新型コロナウイルス感染症の煽りを受けてこの路線は運休となり、現在まで再開していない。
また、2020年3月28日に羽田空港との路線を増便してダブルデイリーとし、同時に成田空港から撤退。当初成田線に割り振られていたBA5/6便の便名はそのまま羽田線に移管となった。そのため、2025年5月時点で、日本路線は羽田空港路線2往復のみとなっている。2024年4月1日から、羽田空港路線のうちBA7/8便において最新鋭のエアバスA350-1000型機が投入されている。

## サービス

### 座席など
長距離路線で使用している一部の機材については、ファーストクラス、ビジネスクラス「クラブワールド」、プレミアムエコノミークラス「ワールド・トラベラー・プラス」、エコノミークラス「ワールド・トラベラー(World Traveller)」の4クラスないしファーストクラス、ビジネスクラス、エコノミークラスの3クラスかビジネスクラス、プレミアムエコノミー、エコノミークラスの実質3クラスにより運航されている。ファーストクラスの座席は180度フルフラットベットになるヘリンボーン式、ビジネスクラスは180度フルフラットになるスタッガード式座席で構成されている。この構成により、ビジネスクラスの座席は、前方を向いた席と後方を向いた席とを交互に配置するという形になっている。ちなみにBAは、フルラット式のビジネスクラス座席を世界で初めて設置したエアラインとしても知られている。
そのほか、全席に個人用モニターを装備し、最新のエンターテイメントシステムを提供している。
なお、ヨーロッパ圏内路線ではビジネスクラス「クラブ・ヨーロッパ」、エコノミークラス「ユーロ・トラベラー」の2クラスで、一部のイギリス国内線ではエコノミークラスのみで運航されている。
2023年に新ビジネスクラス「クラブ・スイート」を導入することが発表され、同年10月31日の冬スケジュールから、東京/羽田-ロンドン/ヒースロー線のうち週3便運航となるBA5/6便へ新ビジネスクラスを搭載した新仕様機材のボーイング777-300ERが導入される。

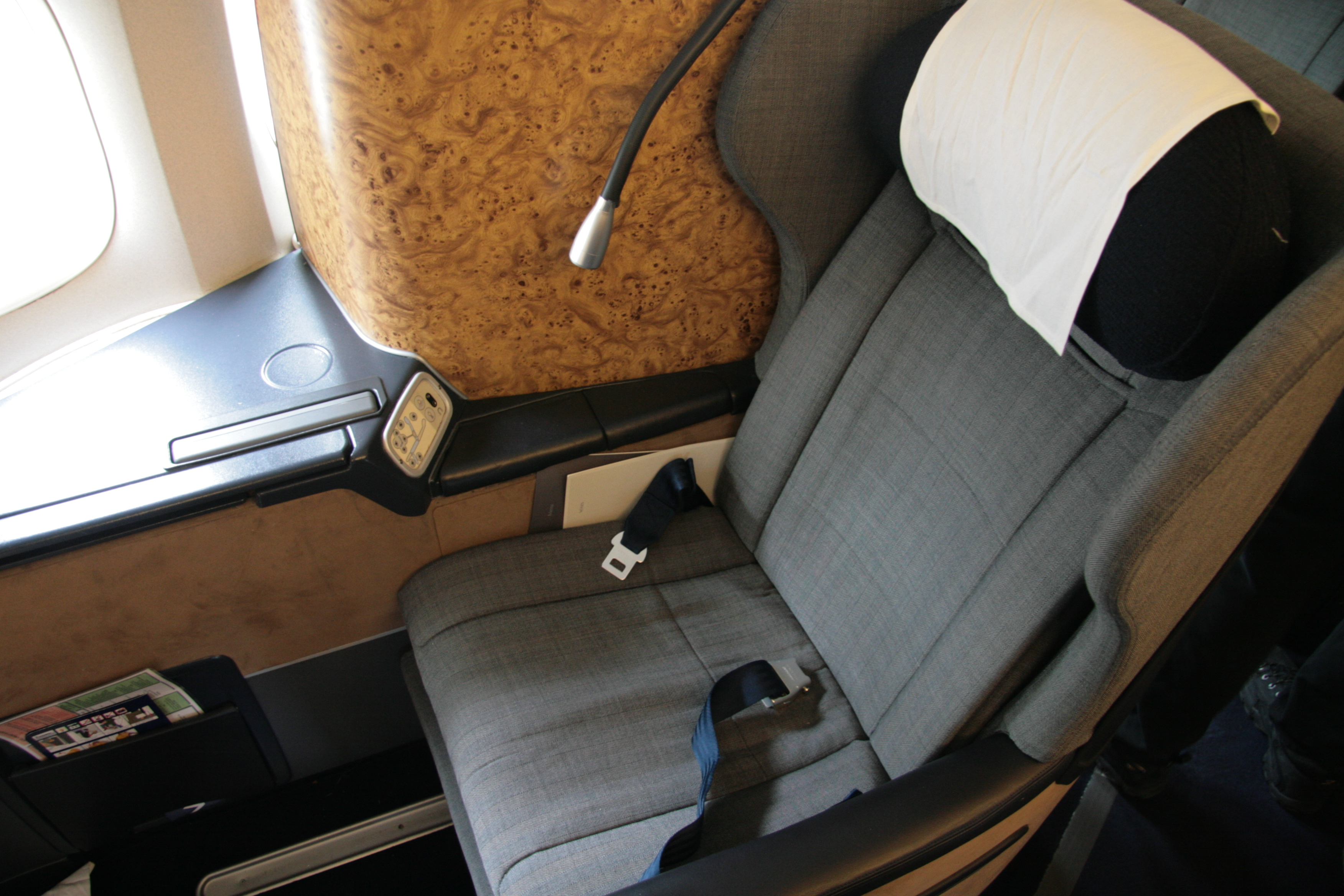
ファーストクラス
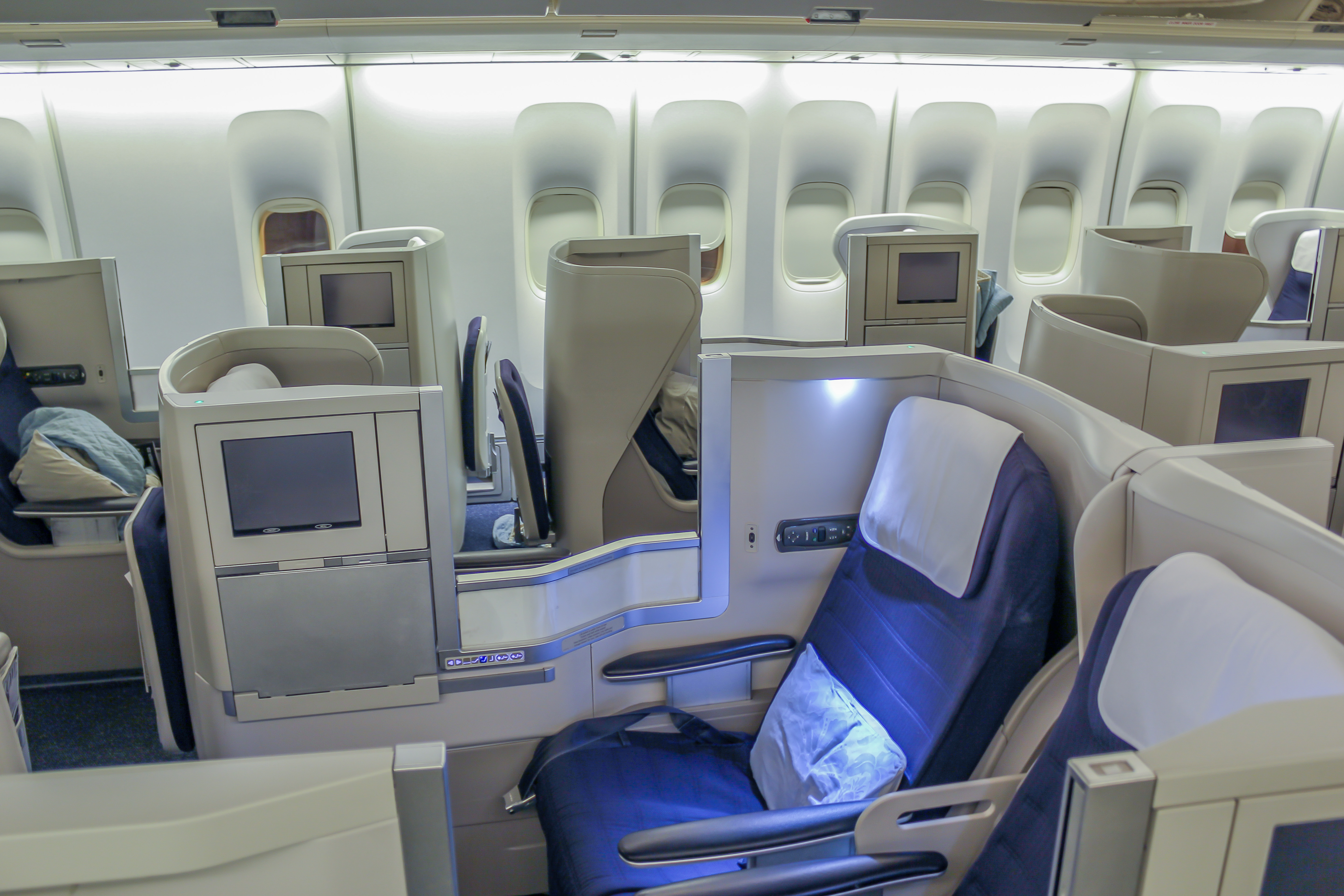
座席が前後交互に配置されているクラブ・ワールド
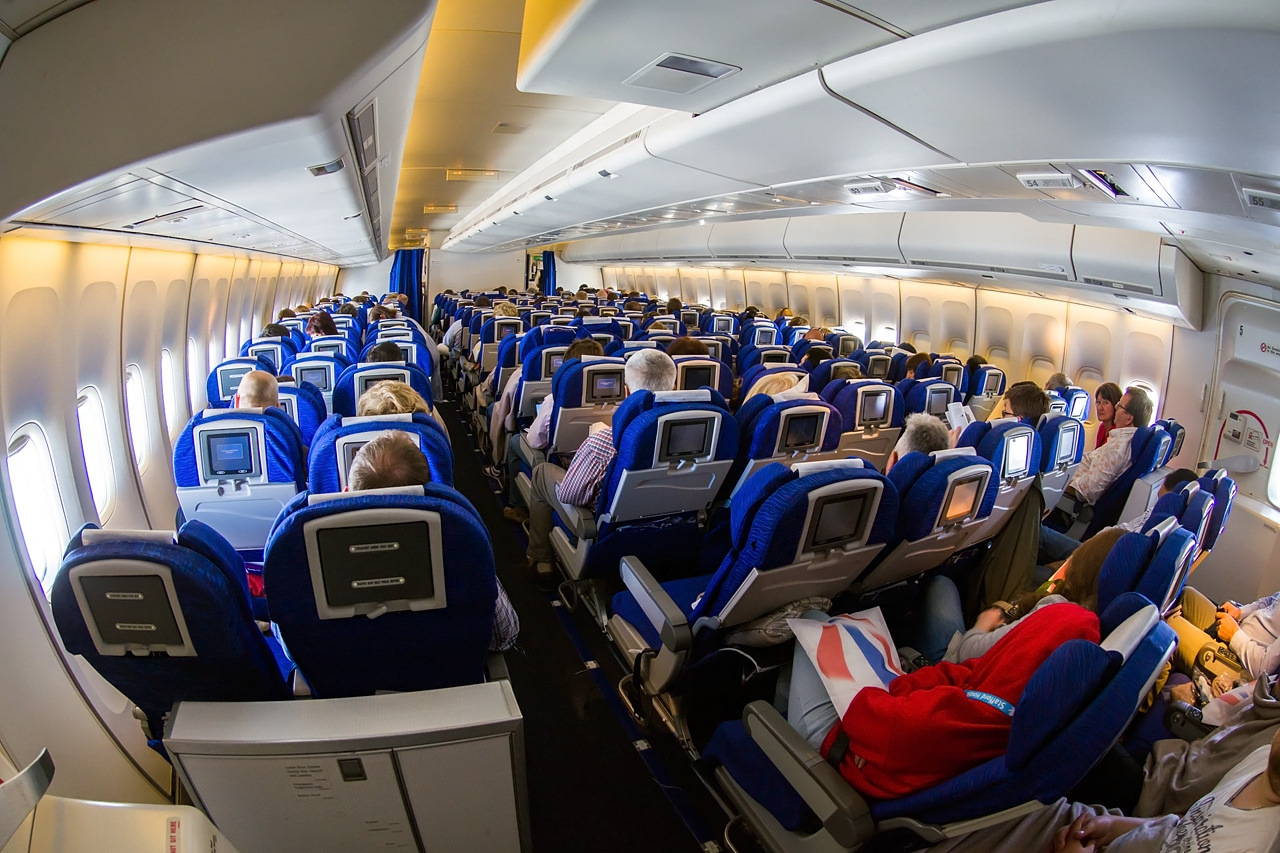
ワールド・トラベラー

### 機内食

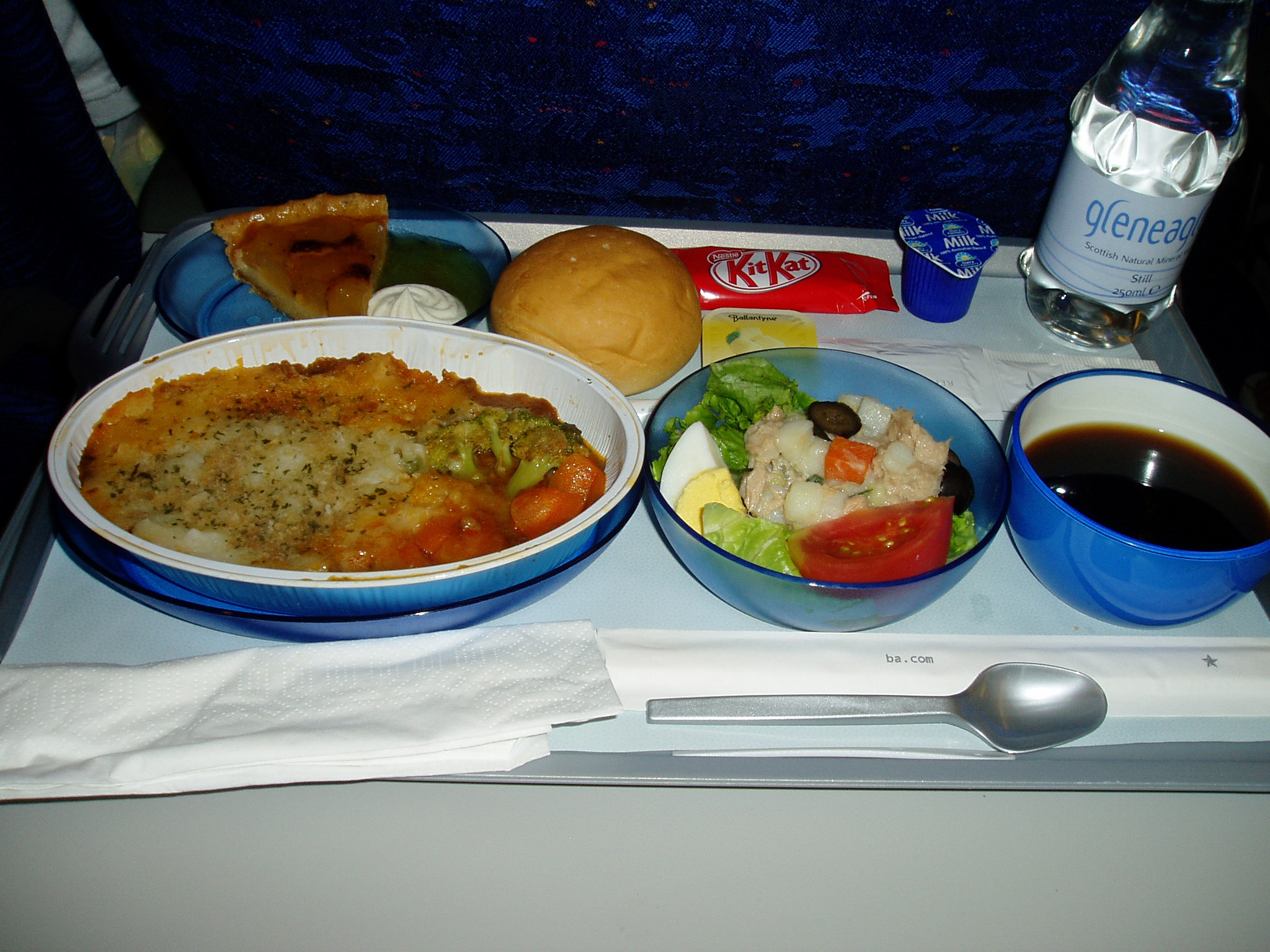
BAの機内食

長距離路線は、英国式の食事を中心に一部クラスでフランス料理が提供される。午前中にイギリスから出発する便では、英国の伝統的な朝食かコンチネンタル・ブレックファストを、午後以降の出発便ではケーキやアフタヌーンティーが提供される。イギリス国内線及びヨーロッパ域内線のエコノミークラスでは、2017年1月よりマークス&スペンサーが提供する機内食の有料販売となった。かつてはイギリス国内線ではスナックと飲み物を、ヨーロッパ圏内路線ではスナックやバーサービスが用意されていた。
この他、特別機内食も用意されているが、その殆どはヨーロッパ圏内の路線に限定される。

### ラウンジ

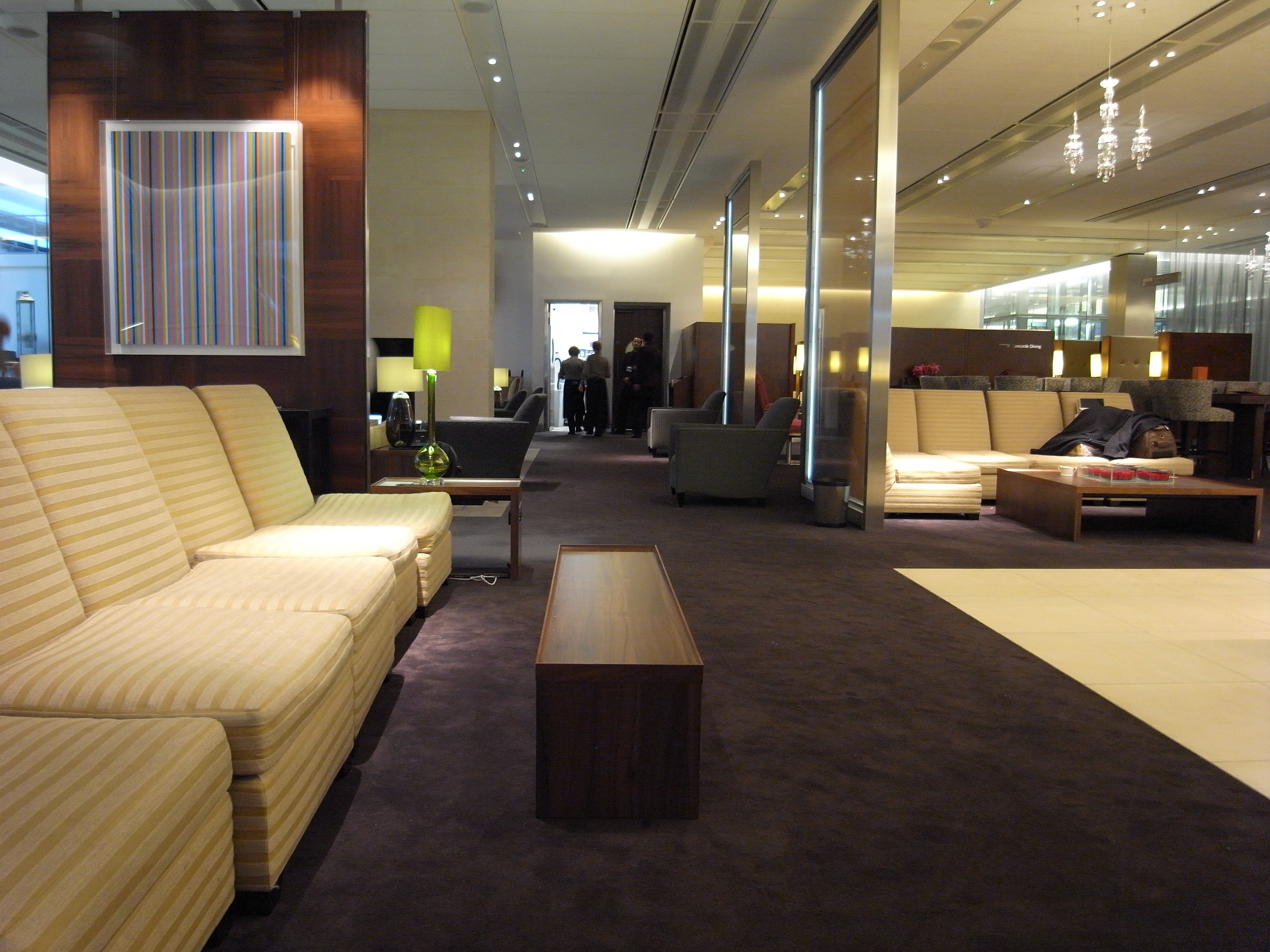
ヒースロー空港にあるコンコルド・ルーム

かつてはコンコルド搭乗客専用のラウンジ『コンコルド・ルーム』を用意していた。現在はヒースロー空港ターミナル5とジョン・F・ケネディ国際空港のファーストクラス専用ラウンジとして名前のみが残っている。

### マイレージサービス
マイレージサービスの「Executive Club」は、ワンワールドに加盟している航空会社の他に以下の航空会社と提携している。
- エアリンガス

## 子会社

### 現在の子会社
- BAシティフライヤー
- オープンスカイズ

### フランチャイズ
- コムエアー
- サンエアー

なお、かつてフランチャイジーだったブリティッシュ・メディタレニアンエアウェイズ(BMED)は、2007年10月28日にbmiに吸収合併された。 また、かつてフランチャイズだったGBエアウェイズは2008年に消滅した。また、ローガンエアーは現在はFlybeのフランチャイズである。

### 過去に存在した子会社
- ブリティッシュ・エアウェイズ・シティエキスプレス
- ブリティッシュ・エアツアーズ
- ドイチェBA
- Go fly
- BAコネクト
- ブリティッシュ・アジア・エアウェイズ
- ブリティッシュ・エアウェイズ・ワールド・カーゴ

## その他のエピソード
- かつてBAは、日本発着便において客室乗務員が日本の伝統衣装である着物を着用して機内サービスを行ったことがある[54]。現在、当時の着物は「スピードバード・センター」に展示されている[54]。
- 欧州民間航空会社の業界組織AEAや英国の航空運送利用者協議会 (AUC) の調査によると、2006年の預託荷物の紛失に関する統計では、BAが乗客1000人当たり23個の荷物を失い、協会加盟24航空会社中、最悪の記録だったと発表されている。
- ライバルのヴァージン・アトランティック航空が製作協力を行った映画「007 カジノ・ロワイヤル」のマイアミ国際空港のシーンに、同社の航空機とともに同社会長のリチャード・ブランソンがカメオ出演しているが、BAの機内でこの作品が放映された際には、一瞬しか映っていないにもかかわらず、このシーンがカットされている。
- えちごトキめき鉄道社長・鳥塚亮は元社員（旅客運航部長を務めた）。
- 2012年に開催されたロンドンオリンピックの際には、2機のエアバスA319-100に特別塗装を実施。1機（G-EUPC）には聖火専用輸送機として、機体の塗色を黄色にした。愛称は公募により「the firefly」に決定した[61]。さらに、もう1機 (G-EUPD）には鳩の模様をデザインした[62]。

- 現役の曲技飛行士が旅客機のパイロットとして所属しており、スティーブ・ジョーンズやポール・ボノムは個人としてレッドブル・エアレース・ワールドシリーズに参戦しているが、旅客機でのフライトで曲技飛行を披露することはない。[63]。
- 2010年より、Comic Reliefというチャリティー団体と提携し、「フライング・スタート」という募金活動を行っている。また、離陸前の安全ビデオが刷新され、イギリスの著名な俳優たちが出演したものとなり、ビデオの最後に募金を呼び掛けている[64]。

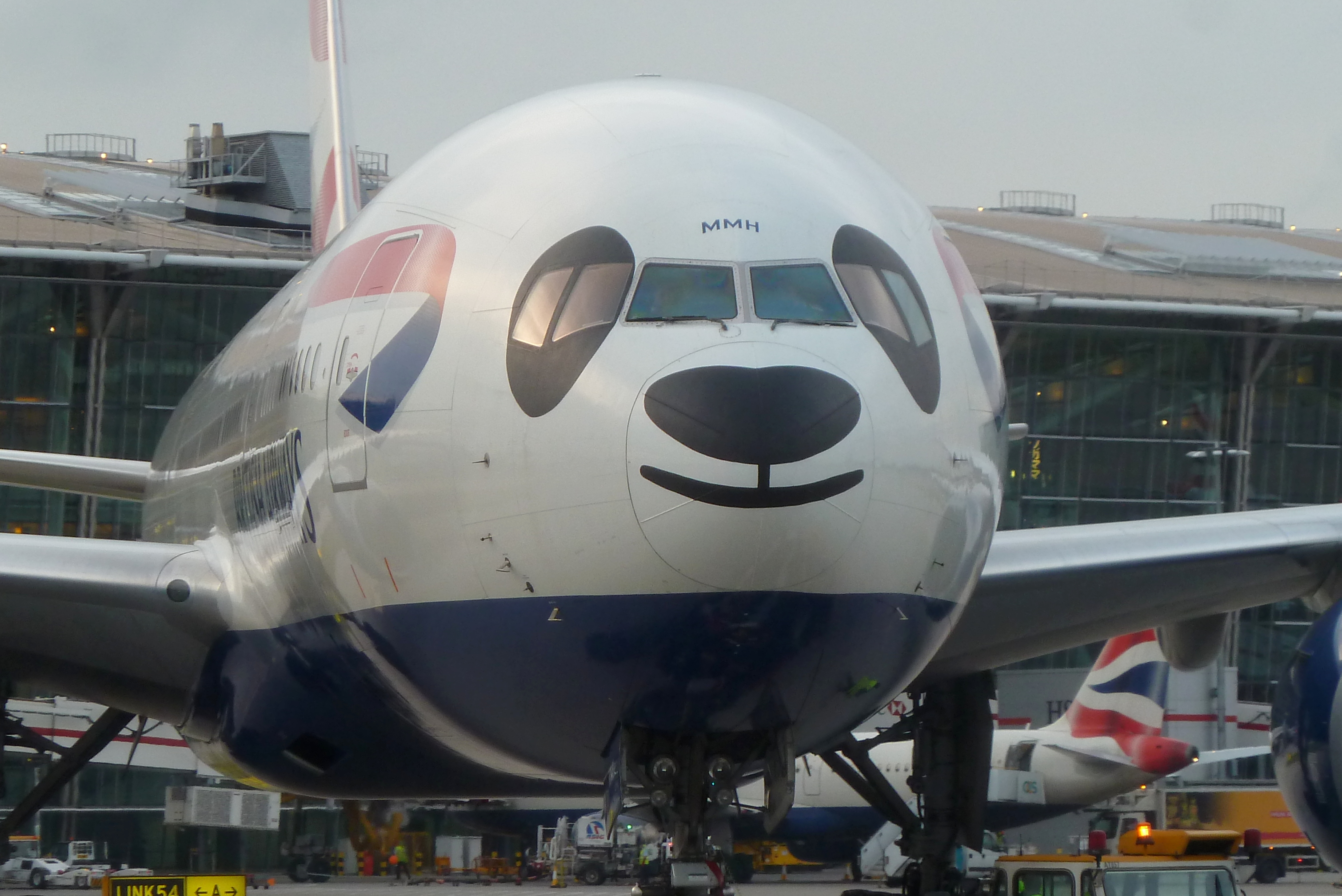
パンダフェイス

- 2013年、BAはロンドンと成都をノンストップで結ぶ路線を開設した。これを記念して、G-YMMH（777-200ER）に特別塗装を実施。コックピット等がある機首部分をパンダの顔のようなデザインに塗り替えて「パンダ・フェイス」と名付けた[65]。

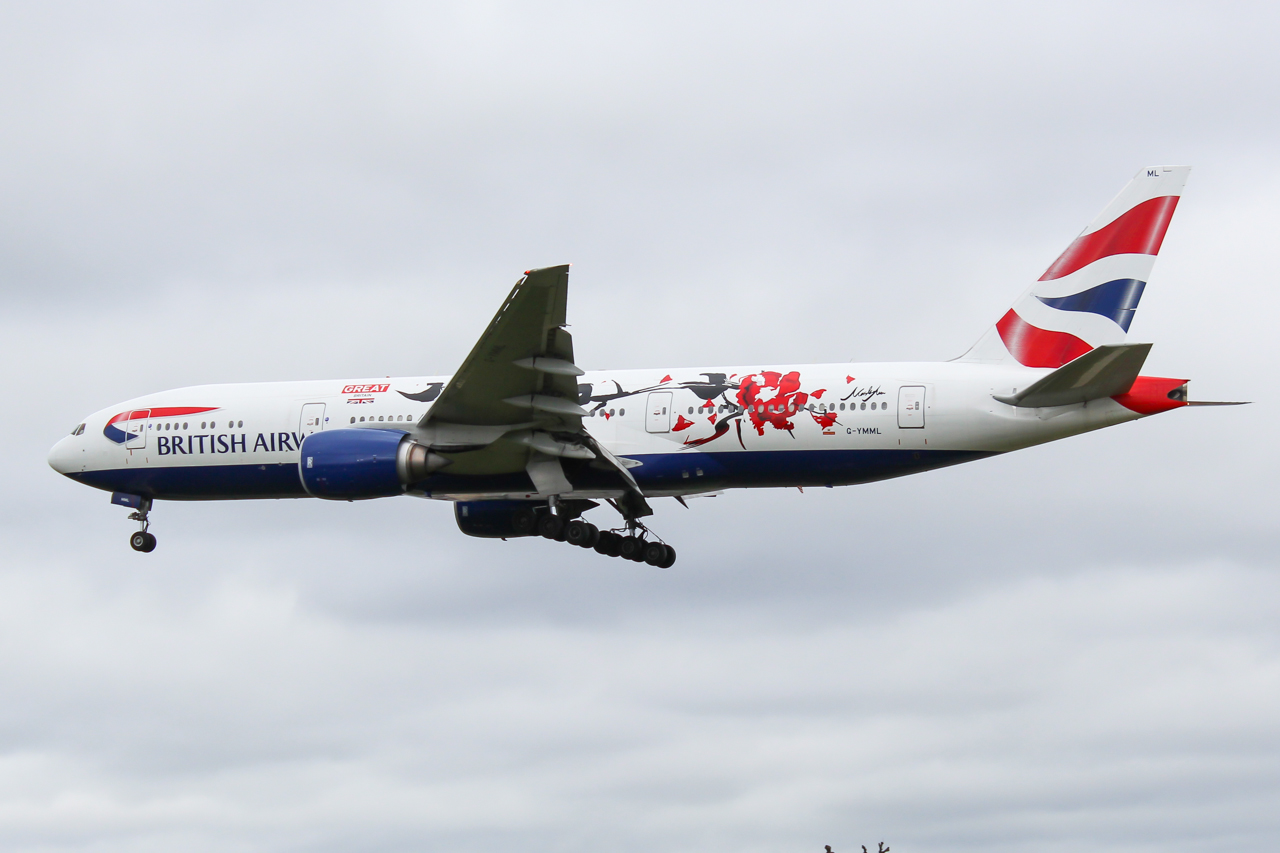
バラや竹等がデザインされたボーイング777-200ER（G-YMML）

- 2015年3月2日から4日まで上海で開催された「GREAT Festival of Creativity」に合わせ、G-YMML（777-200ER）に特別塗装を実施し、採用されたのは中国のファッションデザイナー、マーシャ・マ氏がデザインしたものだった。バラや竹等をモチーフにしており、西洋の印象派と東洋の水墨画を融合させたデザインで、同社の技術チームは塗装に186の型を使い、2472時間を費やした。御披露目の際、イギリスのモデル、ジョージア・メイ・ジャガー氏が駆けつけ、マーシャ・マ氏のドレスを着て祝福した[66]。中国で行われたイベントにもかかわらず、イギリスの航空会社であるBAの機体に特別塗装が行われた理由は、このキャンペーンそのものが、イギリス政府による中国との交流活動の一種とされているためである[67]。

## 事故・事件
- ブリティッシュ・エアウェイズ9便エンジン故障事故
- ブリティッシュ・エアウェイズ38便着陸失敗事故
- ブリティッシュ・エアウェイズ149便乗員拉致事件
- ブリティッシュ・エアウェイズ2069便ハイジャック未遂事件
- ブリティッシュ・エアウェイズ2276便エンジン火災事故
- ブリティッシュ・エアウェイズ5390便不時着事故
- ザグレブ空中衝突事故